# Carlismo

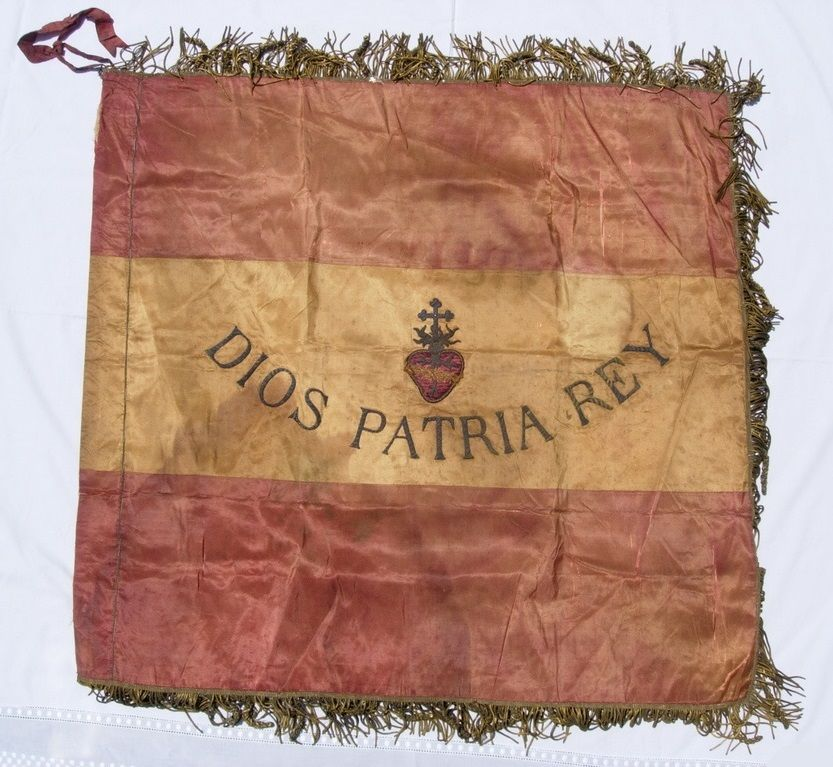
Bandera del siglo XIX con el lema carlista (Colección Iñigo Pérez de Rada, Madrid).

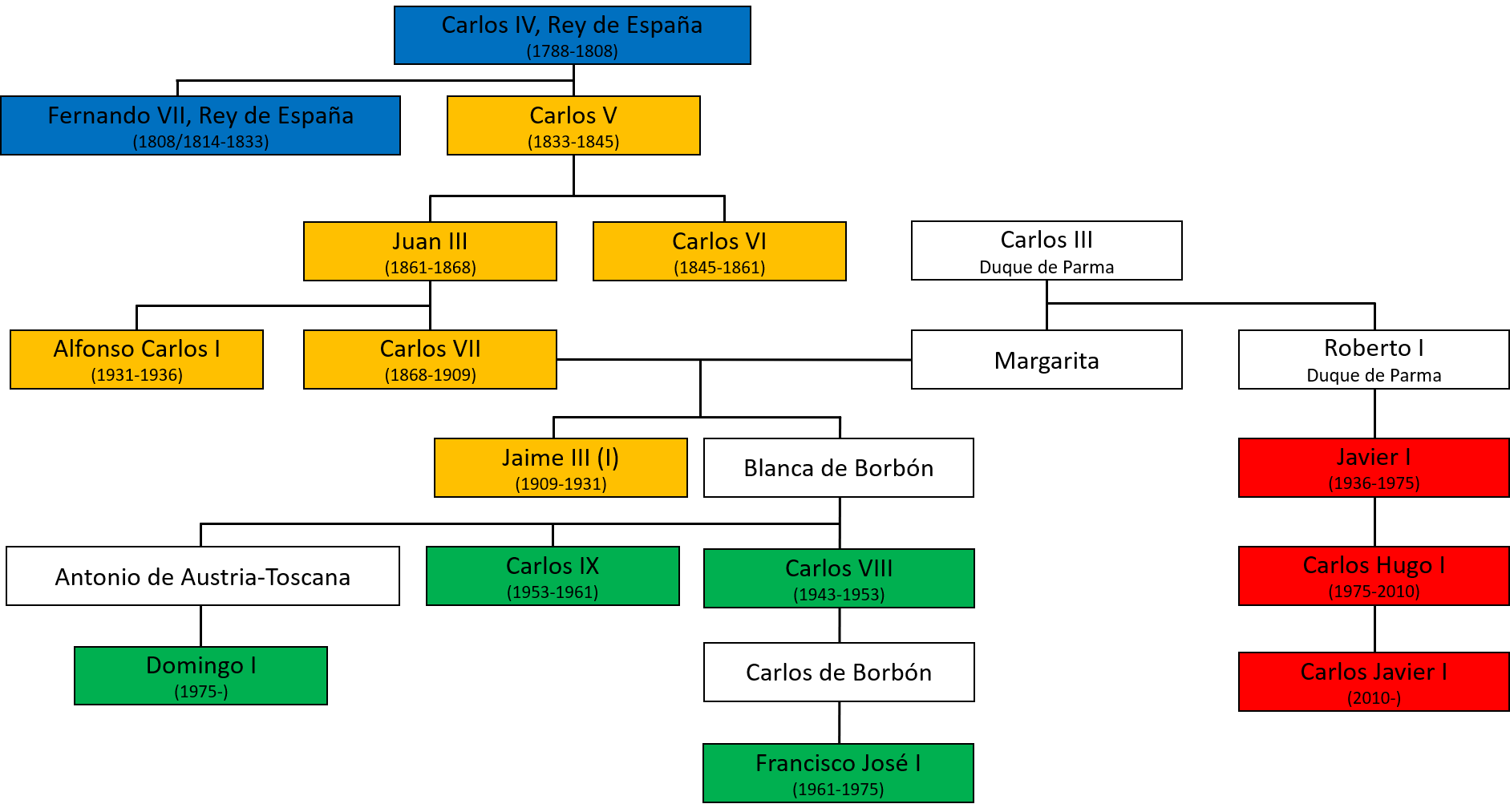
Pretendientes Carlistas al trono de España hasta la actualidad. Leyenda: Reyes de España legítimos (Azul), Pretendientes carlistas de la rama principal (Amarillo), Rama de pretendientes de la casa Borbón-Parma (Rojo), Pretendientes carloctavistas (Verde)

El carlismo es un movimiento político español tradicionalista y monárquico legitimista derivado del realismo fernandino, que surgió durante la primera mitad del siglo XIX en oposición al liberalismo, al parlamentarismo y al secularismo. Pretendía el establecimiento de una rama alternativa de la dinastía de los Borbones en el trono español y el llamado reinado social de Jesucristo. En sus orígenes, propugnaba la vuelta al Antiguo Régimen y, posteriormente, desarrolló una doctrina política inspirada en la tradición española y la Cristiandad medieval.
A lo largo de su historia, la organización política del carlismo fue conocida como Partido Carlista, Comunión Católico-Monárquica, Partido Jaimista, Comunión Legitimista o Comunión Tradicionalista, entre otros nombres. Combatiendo el liberalismo, hizo bandera de la defensa de la religión católica, España y la monarquía tradicional, resumida en su lema «Dios, Patria, Rey», con el añadido tardío de «Fueros».
Como movimiento de extraordinaria prolongación en el tiempo, el carlismo fue una fuerza importante en la política y la prensa española desde 1833 hasta el final de la dictadura franquista, en la década de 1970. Protagonizó numerosas guerras y tentativas en el siglo XIX, entre las que se destacan las guerras civiles de 1833-1840 y 1872-1876. Durante el Sexenio Revolucionario, la Restauración alfonsina y la Segunda República, actuó en la política parlamentaria y tomó parte en la conspiración contra la República y en la guerra civil de 1936-1939 mediante la milicia del Requeté. 
Tras el Decreto de Unificación de 1937, la Comunión Tradicionalista quedó oficialmente integrada en el partido único, Falange Española Tradicionalista y de las JONS, y sus antiguos militantes fueron considerados como una de las «familias» del franquismo, llegando a obtener algunos carlistas cargos políticos. Otros, en cambio, actuaron en situación de semiclandestinidad al margen del partido único, con periodos de oposición y de colaboración con el régimen.
A raíz de la expulsión de España de la familia Borbón-Parma en 1968, tras haber intentado ser reconocida como sucesora a la Corona de España por el general Franco, el carlismo se fue dividiendo en dos sectores claramente diferenciados: uno de ellos, minoritario y auspiciado por el príncipe Carlos Hugo de Borbón-Parma, su hermana María Teresa y una parte de la agrupación estudiantil carlista, alegó una renovación del movimiento, reivindicando las libertades democráticas, el federalismo y el socialismo autogestionario, y tomó por nombre Partido Carlista; el sector mayoritario, partidario de continuar con la doctrina tradicionalista, quedó en buena medida desmovilizado y atomizado en diversos grupos, algunos de los cuales se habían escindido anteriormente del javierismo, que constituirían los partidos Unión Nacional Española, Comunión Tradicionalista, Comunión Católico Monárquica y Unión Carlista, entre otros.
El cambio ideológico protagonizado por Carlos Hugo, las divisiones de la década de 1970 y el fracaso electoral en las primeras elecciones democráticas en la Transición, supusieron la entrada del carlismo en decadencia.

## Doctrina

Escudo tradicionalista con las flores de lis, muy usadas por los carlistas como símbolo del legitimismo monárquico.

Según el Centro de Estudios Históricos y Políticos General Zumalacárregui, el carlismo es un movimiento político articulado en torno a tres facetas fundamentales: una bandera dinástica, una continuidad histórica y una doctrina jurídico-política.
Los carlistas formaban el ala tradicional de la sociedad española de la época, englobando a los denominados «apostólicos» o tradicionalistas y, sobre todo, a la reacción antiliberal. La lucha entre los partidarios de Isabel II, hija de Fernando VII, y el infante Carlos María Isidro, hermano del rey, fue realmente una lucha entre dos concepciones políticas y sociales. De una parte, los defensores del Antiguo Régimen (la Iglesia, la aristocracia, etc.) y de otra los partidarios de las reformas liberales impulsadas por la burguesía, surgidas como consecuencia de la Revolución francesa, que habían empezado a reorganizar la sociedad en el ámbito político. Así, el carlismo tuvo menor repercusión en las grandes ciudades, siendo un movimiento predominantemente rural.[cita requerida]
Otro aspecto de la disputa transcurría en el terreno religioso, con el deseo de los carlistas de conservar la catolicidad de las leyes y las instituciones propia de la tradición política española, y muy especialmente de la llamada unidad católica de España. Los liberales iniciaron un proceso de desamortizaciones (Madoz y Mendizábal) que privaban de terrenos de cultivo a los monasterios, para venderlos en subasta pública a las grandes fortunas, llenando las arcas públicas del estado y de algunos políticos del liberalismo. Iniciaron, también, la quema de conventos y el asesinato de religiosos de 1834 y privaron al campesinado de las tierras comunales de los Ayuntamientos, con las que mantenían una economía de subsistencia, obligándoles a engrosar las filas de un incipiente proletariado que, unos años más tarde, sirvió de fermento a las revoluciones socialistas y anarquistas. 
Así, España se vio reformada en el terreno político, religioso y social muy profundamente. Como consecuencia de ello, aunque el carlismo había quedado desmovilizado tras el Convenio de Vergara en 1839, continuó la reacción de los sectores tradicionalistas, defensores del viejo orden gremial, y de la Iglesia, ante la política de los nuevos gobiernos liberales, provocando los carlistas algunos levantamientos, especialmente en Cataluña. En este contexto, tras la revolución de 1868 que instauró la democracia con sufragio masculino y la libertad de cultos, numerosos monárquicos isabelinos pasarían a defender la causa carlista, reviviendo de nuevo el movimiento en toda España.

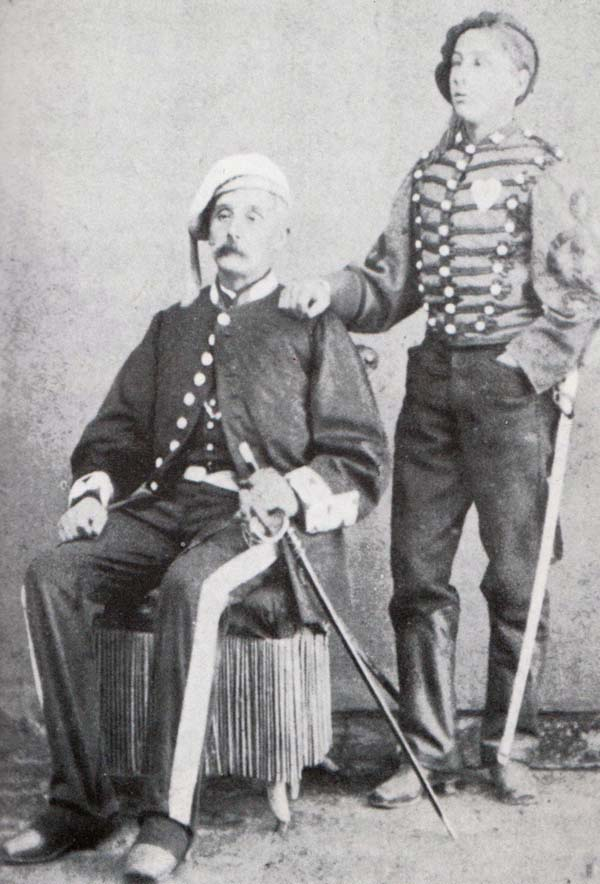
Dos típicos carlistas del. Francisco Solá y Madriguera, de Taradell, con su hijo, sobre la década de 1870

Además, los partidarios del pretendiente Carlos María Isidro alentaban la continuidad de los fueros vascos y navarros en los territorios de las zonas sublevadas del norte, donde triunfó el alzamiento carlista ya que la legislación foral había permitido que los Voluntarios Realistas no fueran purgados allí como en el resto de España, puesto que dejaba la subinspección de los cuerpos en manos de las respectivas diputaciones. Sin embargo, donde surgió por primera vez el carlismo fue en Castilla y no en las provincias forales, y existen discrepancias entre los historiadores respecto si la defensa de los fueros fue un rasgo característico del carlismo desde su origen o si se manifestó ya empezada la primera guerra carlista. Tras la revolución de 1868, un manifiesto del pretendiente Carlos VII (nieto de Carlos María Isidro), redactado por el dirigente carlista Antonio Aparisi y Guijarro, afirmaría la voluntad del pretendiente de extender el régimen foral de las provincias vascas a toda España. En 1872, durante la tercera guerra carlista, Don Carlos aseguraría en otro manifiesto anular los Decretos de Nueva Planta promulgados por su antepasado Felipe V, devolviendo de este modo los fueros a Cataluña, Aragón y Valencia. 
Así se conformó el ideario carlista: legitimidad dinástica, unidad católica, monarquía federativa y misionera —en palabras de Francisco Elías de Tejada—, con derechos forales de las regiones. Su lema era «Dios, Patria, Rey».
Según Melchor Ferrer, aunque el carlismo nace en 1833 para defender el absolutismo, posteriormente se desvinculó del mismo y desarrolló una política de defensa de la tradición medieval influenciada en el pensamiento de Jaime Balmes.
En 1935 un álbum publicado con motivo de los cien años de historia del carlismo, compilado por el publicista Juan María Roma, definía el carlismo no como «el mero retorno incondicional y absoluto al tiempo pasado» sino como «la restauración del antiguo régimen purificado de las imperfecciones inherentes a tiempos que fueron, curado de los vicios en él introducidos por posibles errores del tiempo y completado o perfeccionado con lo bueno y útil de los tiempos presentes reconocido como tal en la piedra de toque de la experiencia». Afirmaba asimismo que el carlismo era «la restauración de la monarquía que hizo de España la nación más grande y gloriosa del mundo» y que no era la forma, «sino el espíritu, el fondo de la tradición», lo que debía restaurarse.

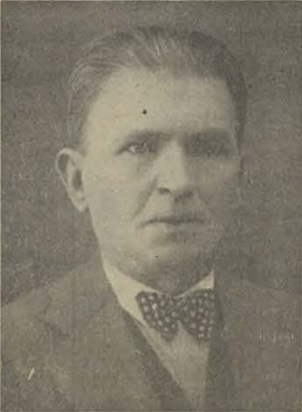
Juan María Roma

En cuanto a la representación en Cortes, el carlismo pedía una representación corporativa, no individualista como la del régimen parlamentario. Las Cortes tradicionales deberían ser la representación de las clases, los gremios y corporaciones, con mandato imperativo. Los carlistas defendían la expansión del principio foral a toda España y la subordinación del poder político a la autoridad de la Iglesia en lo relacionado con la religión y la moral.
Definían el liberalismo como «enemigo de la Patria» y lo acusaban de haber sacrificado la «unidad católica de España» para satisfacer los intereses de la masonería internacional; de haber despojado a los pueblos de sus tradicionales libertades para darles «libertades de perdición»; de haber sustituido reyes que gobernaban por reyes que solo reinaban y de haber roto la unidad del pueblo español dividiéndolo en partidos que subordinaban el interés del país al de su propio bando.
Según sus partidarios, las tres guerras civiles sostenidas por el carlismo en el siglo XIX habrían sido la continuación de la guerra de la Independencia española, y los liberales habrían sido los continuadores de la obra de los afrancesados (considerados por tanto enemigos de la patria) y los promotores de la pérdida de autoridad y de la «verdadera libertad». Tanto la falta de religiosidad y de las buenas costumbres como el hundimiento de la hacienda, la agricultura, la industria y el comercio, así como la pérdida de las colonias, habrían sido culpa del liberalismo.
Aunque durante el reinado isabelino el diario La Esperanza, dirigido por Pedro de la Hoz, actuaría como órgano doctrinal oficioso del carlismo, el pensamiento carlista se concretaría especialmente a partir la Revolución de 1868 y el paso de los llamados «neocatólicos» a las filas carlistas dentro de la Comunión Católico Monárquica. El antiguo diputado isabelino Antonio Aparisi y Guijarro, cuyo pensamiento se inspiraba en la obra de Donoso Cortés y Jaime Balmes, colaboró con el pretendiente Carlos VII y se convertiría uno de los principales teóricos carlistas, junto con otros pensadores y periodistas como Gabino Tejado o Francisco Navarro Villoslada.
Juan Vázquez de Mella, apodado «el Verbo de la Tradición», llegaría a ser a principios del siglo XX el ideólogo por antonomasia del carlismo. Su obra quedó reflejada en sus discursos, pronunciados generalmente en las Cortes, y en sus artículos publicados en El Correo Español y otros periódicos tradicionalistas. Otros autores carlistas señalados de la Restauración fueron Luis María de Llauder, Leandro Herrero, Benigno Bolaños, Miguel Fernández Peñaflor, Manuel Polo y Peyrolón y Enrique Gil Robles, entre otros muchos.
En 1971 Francisco Elías de Tejada, Rafael Gambra Ciudad y Francisco Puy Muñoz publican la obra ¿Qué es el carlismo?. En ella se establecen puntos doctrinales carlistas como el antieuropeísmo (España contra Europa). Para el carlismo, de la Europa moderna vinieron ideologías que estos rechazan, como el absolutismo, el liberalismo, los totalitarismos, los socialismos y las democracias cristianas. Según los autores: «aunque tantos se nieguen a verlo, el liberalismo no es lo opuesto al absolutismo, sino tan sólo una transformación de la revolución absolutista en revolución liberal. Los efectos sociológicos en España lo prueban de sobra». En esta obra también se critica al capitalismo y la destrucción de los cuerpos sociales básicos o intermedios —familia, municipio, comarca, región, federación, universidad, iglesia, gremio, aristocracia y ejército—. Sostienen que tanto democracia liberal como totalitarismo socialista arrancan del mismo planteamiento filosófico: la idea del hombre abstracto. Reivincican el regionalismo foralista y la figura de Vázquez de Mella.

### La cuestión foral
La cuestión de los fueros tuvo mucha importancia en la historia del carlismo, ya que estos habían permitido que en 1833 el carlismo triunfase en las provincias Vascongadas y Navarra, donde los Voluntarios Realistas no pudieron ser purgados del Ejército como en el resto de España, y cobraron significación en otras regiones especialmente durante la tercera guerra carlista, cuando el pretendiente Carlos VII proclamó que restauraba los fueros de Cataluña, Valencia y Aragón. La llegada de los borbones y el triunfo de Felipe V había supuesto la supresión de los fueros de la corona de Aragón, aunque permanecían los vascos y navarros. 
El sistema foral vasco-navarro otorgaba ciertos privilegios. En el ámbito económico, por ejemplo, las aduanas interiores permitían la libre importación de productos, y, en lo político, el pase foral conseguía o negaba validez a las disposiciones reales, limitando la autoridad del rey. Tras la primera guerra carlista, el gobierno liberal no suprimió los fueros de las Vascongadas y Navarra, ya que el convenio de Vergara obligaba al estado liberal a respetarlos siempre que no entraran en conflicto con el nuevo orden constitucional. Serían finalmente suprimidos tras la tercera guerra carlista, obteniendo a cambio en 1878 las provincias vasco-navarras el llamado Concierto económico.
Aunque bien pronto hubo quien vio la defensa de los fueros como motivación del alzamiento carlista en el norte, en 1845 el navarro Juan Antonio de Zaratiegui, ayudante y secretario del general Zumalacárregui, dejó escrito que era un error afirmar que los navarros habían tomado las armas en la primera guerra carlista para defender sus fueros, ya que en 1833 estaban plenamente vigentes. En su obra Vida y hechos de don Tomás de Zumalacárregui, Zaratiegui afirmaba poder demostrar que el alzamiento en Navarra no tuvo otro objeto que la defensa de los derechos a la corona de España del infante Carlos María Isidro y protestaba contra los que sostuviesen lo contrario.

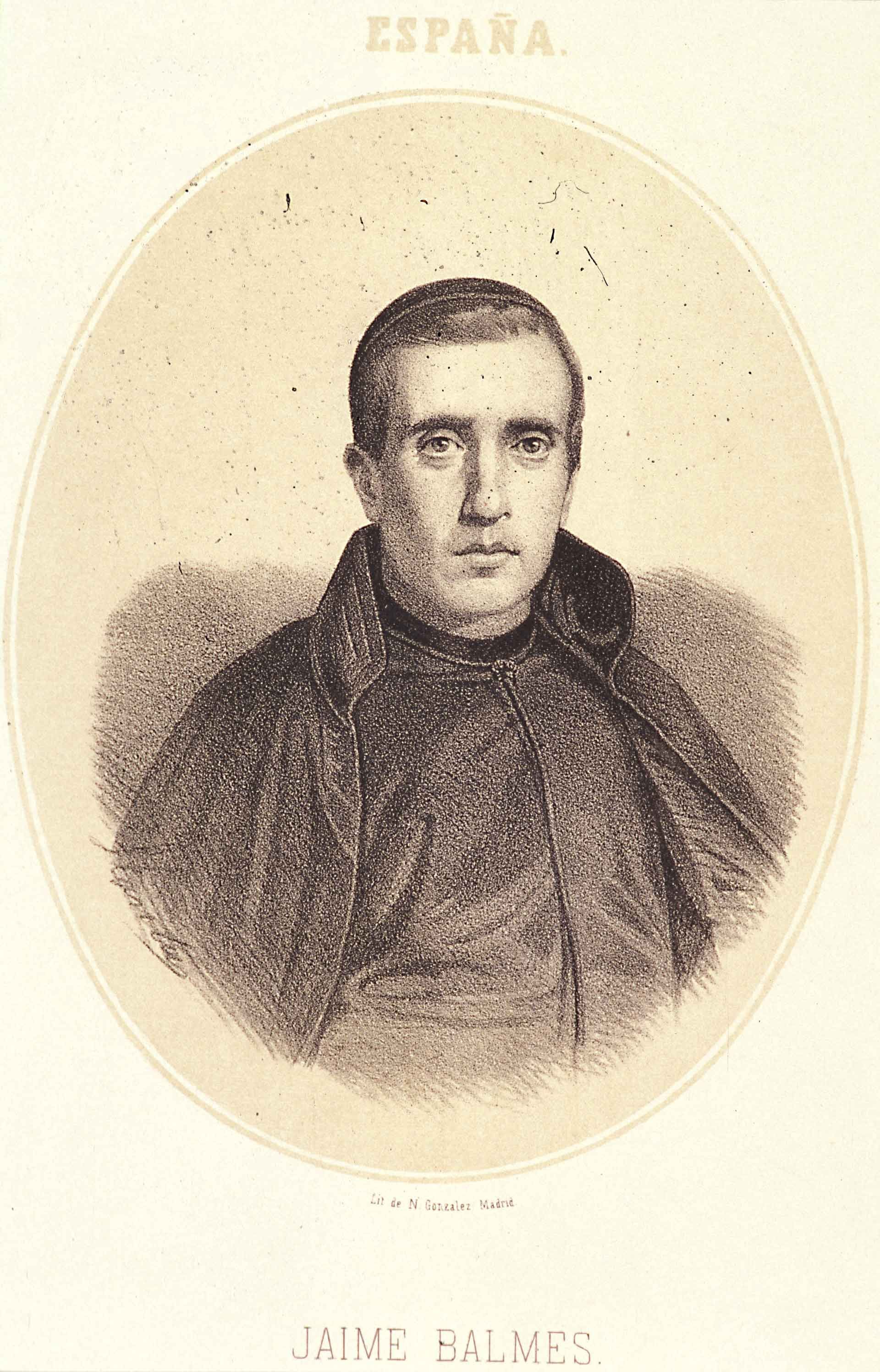
Jaime Balmes

En la misma línea se pronunciaba el filósofo catalán Jaime Balmes, quien en su periódico El Pensamiento de la Nación, escribió lo siguiente:

Es falso que haya verdadero provincialismo, pues que ni los aragoneses, ni los valencianos, ni los catalanes recuerdan sus antiguos fueros, ni el pueblo sabe de qué se le habla cuando estos se mencionan, si los mencionan alguna vez los eruditos aficionados a antiguallas. Hasta en las provincias del Norte no es cierto que el temor de perder los fueros causara el levantamiento y sostuviese la guerra; los que vieron las cosas de cerca saben muy bien que el grito dominante en Navarra y las Provincias Vascongadas era el mismo que resonaba en el Maestrazgo y las montañas de Cataluña. Si alguien nos objetase el convenio de Vergara, el mágico efecto de la garantía de los fueros para terminar la guerra civil y otras cosas por ese tenor, nada le replicaremos: porque creeríamos inútil entrar en discusiones para convencerle, supuesto que tiene la bienaventurada candidez de formar su opinión sobre los documentos oficiales de una sola parte y los artículos de los periódicos que la defendían.

No obstante, tras el triunfo del alzamiento carlista en la mayor parte del territorio vasco-navarro, el 30 de noviembre de 1833 el general Castañón, capitán general interino de las Provincias Vascongadas, dio un bando desde Tolosa suspendiendo los fueros y privilegios de Álava y Vizcaya, exceptuando la parte de Guipúzcoa que había permanecido leal a la regente María Cristina. Aunque el 19 de mayo de 1837 Espartero proclamaba en Hernani que el gobierno nunca había tenido intención de suprimir los fueros, en septiembre del mismo año las autoridades cristinas hacían cesar las diputaciones forales, sustituyéndolas por diputaciones provinciales, lo que valió a los partidarios de Don Carlos para demostrar a los vascongados que la intención de los liberales era acabar con sus fueros, de lo que ya les habían advertido, y empeñarlos más en la defensa de su causa. Aprovechando esta disposición de ánimo, los carlistas procuraron unir ambas cuestiones, la foral y dinástica, e hicieron jurar al pretendiente los fueros so el árbol de Guernica, prometiendo respetarlos y mantenerlos en su más exacta observancia.

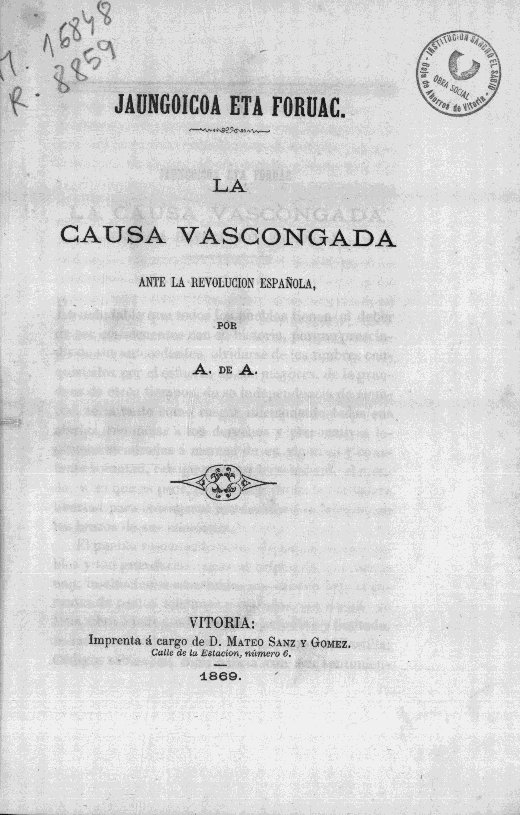
Jaungoicoa eta foruac: la causa vascongada ante la revolución española (1869), obra en la que Arístides de Artiñano defendió los fueros vasco-navarros como garantía de la unidad católica.

Aun así, de acuerdo con el escritor fuerista José María Angulo y de la Hormaza, sería precisamente el deseo de conservar los fueros lo que propiciaría el fin de la primera guerra carlista en el norte. El escribano José Antonio Muñagorri popularizó para ello, con la cooperación del gobierno, el lema de «Paz y Fueros», que facilitaría la conclusión del conflicto mediante el Convenio de Vergara firmado por el general Maroto (considerado como el gran traidor de la causa carlista).
Puesto que los fueros vasco-navarros, que hasta el Sexenio Revolucionario seguirían vigentes, sancionaban la unidad católica en aquellas provincias —ya que solo permitían habitar en ellas a cristianos viejos—, durante esta época el carlismo comenzó a hacer bandera del fuerismo como parte esencial de su doctrina política, poniendo de manifiesto que la libertad de cultos, el matrimonio civil y otras leyes del gobierno revolucionario suponían un contrafuero, como denunciaría el tradicionalista vizcaíno Arístides de Artiñano.
Según Angulo y de la Hormaza, los fueros tampoco fueron, de hecho, la causa de que en las Provincias Vascongadas y Navarra triunfase el alzamiento carlista por segunda vez en 1872, sino el anticlericalismo y los desórdenes del Sexenio Democrático. Para Angulo, el deseo de conservar los fueros habría sido incluso un impedimento para ir a la guerra, ya que la derrota militar podía conllevar la pérdida de los mismos. Al producirse el levantamiento, se siguió la consigna: «¡Salvemos la Religión aunque perezcan los Fueros!». Esta exclamación, que se hizo célebre, se había pronunciado por primera vez en Zumárraga años antes, en 1865, durante una reunión de personas muy influyentes de Guipúzcoa; aquel año se había producido el reconocimiento por parte de Isabel II del reino de Italia, enemigo del papa Pío IX, y desde entonces los vascongados antiliberales habían contemplado la posibilidad de llegar incluso a la guerra contra el gobierno, dando a la cuestión religiosa prioridad sobre la foral.
El liberal Fidel de Sagarminaga afirmó asimismo en 1875 que vincular los fueros al carlismo era un error, ya que había sido la cuestión religiosa, y no los fueros, lo que habían producido este movimiento en la región vasco-navarra, donde a diferencia de otras regiones españolas, no había habido insurrecciones carlistas entre 1839 y 1868, durante todo el reinado de Isabel II. En su obra Dos palabras sobre el carlismo vascongado (1875) manifestó al respecto:

Hoy nos basta haber procurado demostrar que el carlismo vascongado es un fenómeno con accidentes locales, pero cuya esencia no radica ni vive sola en aquella region; que los fueros no han sido en lo más mínimo parte para producirle, y que en ello no pueden encontrar apoyo los sediciosos y trastornadores, hasta el punto de que solo en el bando de los leales vascongados se encuentran la genuina representacion de aquellas instituciones; que la causa que tan dolorosamente ha fomentado la guerra civil, no es otra que la religiosa, esplotada á su vez por ambiciosos de profesion, abrazada con ardor por ánimos inflamables y predicada por ministros del altar con más fe que cordura; que la cuestion religiosa ha sido causa poderosísima de guerra por la forma en que se ha introducido, y las imprudencias de los que la promovieron; que castigar al pueblo vascongado con la pérdida de sus instituciones seria confundir, por primera vez, de una manera solemne y eficaz, á los fueros con el carlismo; que en ello se cometeria una grandiosísima injusticia con respecto á los buenos vascongados (y no son pocos), víctimas más que nadie de la alteracion y de la guerra carlista; y que es, en suma, contrario á toda justicia, á toda política previsora, buscar en las venganzas el castigo, y en la agravacion de los males su remedio.

En las décadas posteriores, el carlismo destacó tanto por su españolismo como por su oposición al centralismo, propugnando una monarquía federal y tradicional para España.

## Antecedentes

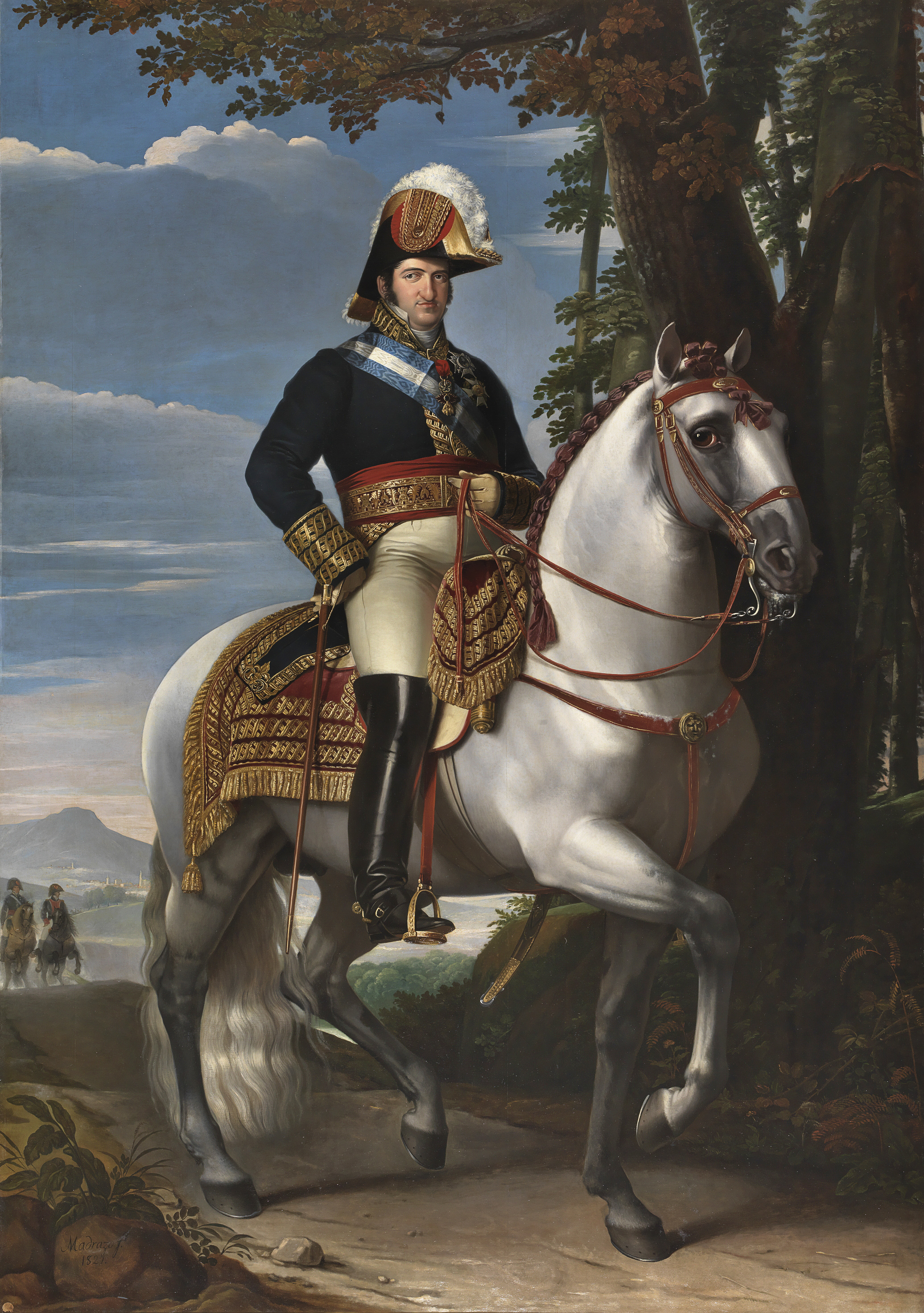
Retrato de Fernando VII a caballo. 1829

La invasión francesa de 1808 y la ausencia del monarca crean un vacío de poder que es aprovechado por los liberales para tomar el poder en las Cortes de Cádiz y proclamar la Constitución de 1812. En las Indias esto tiene parecidas consecuencias pero se desencadena un levantamiento criollo en pro de la independencia. Aquí se podría catalogar como el primer enfrentamiento entre realistas, favorables al Antiguo Régimen, e independentistas, que influidos por nuevas ideas luchan por la independencia de los virreinatos como repúblicas liberales.
La guerra de la Independencia española y las Cortes de Cádiz darían motivo a una revisión de las posiciones políticas en España. En la Constitución de 1812 queda definida la posición inicial del liberalismo español, del que derivaría a lo largo del siglo XIX el liberalismo progresista y democrático. La posición del tradicionalismo cuaja en un amplio programa de reformas políticas presentado a Fernando VII a su regreso del destierro y que fue conocido con el nombre de «Manifiesto de los Persas». El heredero político de este ideario será el carlismo.

«Porque [éste] no fue tan solo un fenómeno dinástico. En puridad hallándose incoado desde el “Manifiesto de los Persas” […]»
Miguel Ayuso, A los 175 años del Carlismo

Los pensadores contrarrevolucionarios más señalados de principios del siglo XIX, totalmente opuestos al texto constitucional de Cádiz, fueron Pedro de Inguanzo, Rafael de Vélez y Francisco Alvarado, «el Filósofo Rancio». El movimiento hundía sus bases ideológicas en el pensamiento español antiilustrado y antiliberal de autores del siglo XVIII como Fernando de Ceballos, Lorenzo Hervás y Panduro o el citado Francisco Alvarado, enmarcados en una corriente europea de reacción contra el enciclopedismo y la Revolución francesa.
Tras el golpe de Estado de Rafael Riego que lleva al Trienio Liberal (1820-1823), se consolida en su contra el movimiento de carácter antiliberal y contrarrevolucionario, y en 1822 estalla la Guerra Realista, donde se enfrentan por primera vez en la península las fuerzas de la tradición con el liberalismo, instalándose en Cataluña la llamada Regencia de Urgel. La intervención francesa de los Cien Mil Hijos de San Luis decanta la guerra en favor de los realistas. 

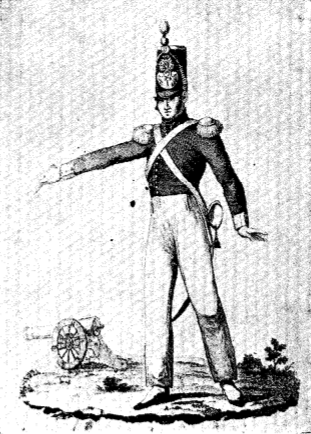
Artillero de los Voluntarios Realistas, precedente inmediato del carlismo.

Durante la segunda restauración absolutista —conocida por los liberales como la «Década ominosa» (1823-1833) y que constituye el último periodo del reinado de Fernando VII— los absolutistas se dividieron entre realistas «reformistas» —partidarios de «suavizar» el absolutismo siguiendo las advertencias de la Santa Alianza, cuya intervención militar mediante los Cien Mil Hijos de San Luis había puesto fin en 1823 a la breve experiencia de monarquía constitucional— y los llamados «apostólicos» o «ultras», que defendían la restauración de una «monarquía pura» que precisaría otro tipo de reformas, según lo establecido en el Manifiesto de los Persas. Por las concesiones del rey a los liberales, como la no restauración de la Inquisición, estos protagonizarían en 1827 un nuevo alzamiento, la Guerra de los Agraviados. Los «apostólicos» tenían en el hermano del rey, Carlos María Isidro —heredero al trono porque Fernando VII después de tres matrimonios no había conseguido tener descendencia— a su principal valedor, y por eso comenzaban a ser llamados «carlistas».

## Nacimiento
Tras la muerte de su tercera esposa, María Josefa Amalia de Sajonia, Fernando VII anunció en septiembre de 1829 que iba a casarse de nuevo. Según Juan Francisco Fuentes, «es muy posible que las prisas del rey por resolver el problema sucesorio tuvieran que ver con sus dudas sobre el papel que venía desempeñando en los últimos tiempos su hermano don Carlos. Sus continuos achaques de salud y su envejecimiento prematuro —en 1829 tenía tan sólo 45 años— debieron persuadirle de que se le estaba acabando el tiempo. Según su médico, Fernando hizo en privado esta confesión inequívoca: "Es menester que me case cuanto antes"».
La elegida para ser su esposa fue la princesa napolitana María Cristina de Borbón-Dos Sicilias, sobrina de Fernando y 22 años más joven que él. Se casaron el 10 de diciembre y pocos meses después Fernando VII hacía pública, por medio de la Pragmática Sanción de 1830, la Pragmática aprobada en 1789, al comienzo del reinado de su padre Carlos IV que abolía el Auto acordado de 1713, ley fundamental sucesoria que disponía: 

[...] la sucesión de varón en varón en las líneas de Don Felipe V, anteponiendo siempre el varón más remoto a la hembra más próxima, pasando el derecho, una vez extinta la rama mayor de varones agnados, a cada una de las menores de agnados, que, sucesivamente, y a la desaparición de las precedentes, serán primogénitas, y una vez extinta la descendencia agnada de Felipe V, recae el derecho en la hembra más próxima al último varón reinante, hija o hermana, y faltando las hembras o varones de hembra por línea transversal, es decir, ascendiente por el árbol genealógico hasta la primera hembra o varón de hembra que se encuentre, y en defecto de éstos, se acudirá a las hijas de Felipe V y sus descendientes por su orden, suscitándose en la primera hembra que sucediese la agnación rigurosa, como en cabeza de línea y así sucesivamente, y acabadas todas las líneas masculinas y femeninas se llama a los varones de la Casa de Saboya, sin tener en cuenta a la de Austria.
Fernando Polo, ¿Quién es el Rey?1. 

De esta forma Fernando VII intentaba asegurarse que, si por fin tenía descendencia, su hijo o hija le sucederían. A principios de mayo de 1830, un mes después de la promulgación de la Pragmática, se anunció que la reina María Cristina estaba embarazada, y el 10 de octubre de 1830 nació una niña, Isabel, por lo que Carlos María Isidro quedó fuera de la sucesión al trono, para gran consternación de sus partidarios ultraabsolutistas.
Según los carlistas, y la historiografía afín posterior, Fernando VII promulgó «ilegalmente» la Pragmática Sanción de 1789, la cual, aunque había sido aprobada por las Cortes el 30 de septiembre de 1789, en tiempos de Carlos IV, no se había hecho efectiva en aquella época por faltar el mandato imperativo y no figurar cuestión tan grave como el cambio de la ley de sucesión a la Corona en el Orden del Día de las Cortes. Siguiendo este razonamiento afirmaban que, aunque Carlos IV había intentado derogar la Ley Sálica mediante el citado acuerdo de Cortes, la disposición no había sido promulgada, por lo que no había entrado en vigor al faltarle un elemento fundamental para la validez jurídica. El hecho es que la posterior publicación de la «Novísima Recopilación» hacía necesario volver a convocar cortes a tal efecto para modificar la forma de suceder a la Corona, y hacía por tanto imposible «resucitar» el acuerdo de cortes de Carlos IV. Fue Fernando VII quien sancionó mediante Pragmática dicho acuerdo, vulnerando la legislación vigente y lo promulgó en beneficio de su hija, la futura reina Isabel II y en detrimento del que hasta entonces era su heredero, su hermano Carlos María Isidro.

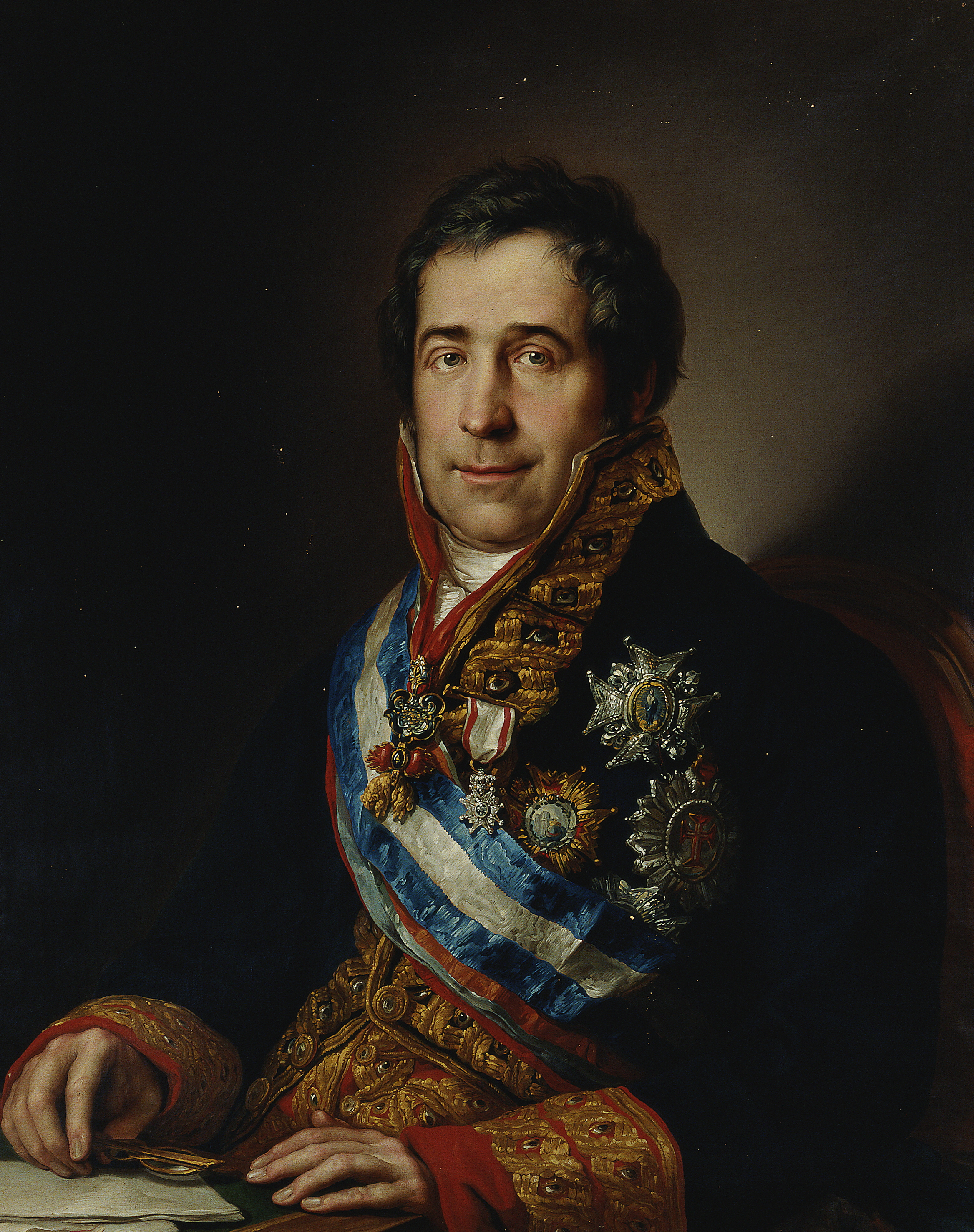
Retrato de Francisco Tadeo Calomarde, por Luis de la Cruz y Ríos (copia de Vicente López).

Los «carlistas» no se resignaron a que la recién nacida Isabel fuera la futura reina e intentaron aprovechar su primera oportunidad con motivo de la enfermedad del rey Fernando, lo que dio lugar a los «sucesos de La Granja» del verano de 1832. El 16 de septiembre de 1832 se agravó la delicada salud del rey Fernando VII que se encontraba convaleciente en su palacio de La Granja (en Segovia) y la reina María Cristina, presionada y engañada por los ministros «ultraabsolutistas» encabezados por Francisco Tadeo Calomarde y por el embajador del Reino de Nápoles, que le aseguraron que el ejército no le apoyaría en su Regencia cuando muriera el rey (e intentando evitar una guerra civil, según su propio testimonio posterior), influyó en su esposo para que revocara la Pragmática promulgada el 29 de marzo de 1830 y que cerraba el acceso al trono a Carlos María Isidro. El día 18 el rey firmó la anulación de la Pragmática de la Ley Sálica, por lo que la ley que impedía que las mujeres pudieran reinar, volvía a estar en vigor. Pero inesperadamente Fernando VII recobró la salud y el 1 de octubre destituye a Calomarde y al resto de los ministros «carlistas» —partidarios de su hermano, y que han engañado a su esposa— y el 31 de diciembre anula el decreto derogatorio que jamás se había publicado (pues el rey lo había firmado con la condición de que no se publicase hasta después de su muerte), pero que los «carlistas» se habían encargado de divulgar. De esta forma Isabel, de dos años de edad, volvía a ser la heredera al trono.
Sin embargo, los carlistas y la historiografía afín posterior narraron estos hechos dándoles completamente la vuelta al afirmar que había sido la esposa del rey, María Cristina de Borbón, quien había presionado al rey para que «vulnerara la ley», porque estaba «deseosa de coronar a su hija Reina de España». La enfermedad del Rey influyó en la Corte, donde unos y otros, partidarios de Isabel y de Carlos, trataron de que el monarca promulgase o no la norma. Fuera cierto o no que, muy poco antes de morir, había modificado el rey de nuevo su criterio a instancias del Consejo de Ministros, y posiblemente influido por su hermano, lo cierto es que la reinstauración de la Ley Sálica no se produjo por faltar la obligada sanción y promulgación.
Los carlistas, además de denunciar la ilegitimidad de todo el proceso, sostenían la existencia de este último acto del monarca, y en cualquier caso la nulidad jurídica de la Pragmática, considerando que el rey pudo haber sido presionado, o bien se ocultó la disposición para que nunca entrase en vigor. Los partidarios de la reina Isabel, por su parte, consideraron inexistente norma válida alguna posterior a la derogación de la Ley Sálica, en su parecer perfectamente válida y, por tanto, la heredera del trono era la hija del monarca, futura reina Isabel. Sea como fuere, alegaban los carlistas y la historiografía afín posterior, el rey había adoptado la decisión sin el concurso de las Cortes.
El nuevo gobierno encabezado como Secretario de Estado por el absolutista «reformista» Francisco Cea Bermúdez y del que han sido apartados los «ultras», inmediatamente toma una serie de medidas para propiciar un acercamiento a los liberales «moderados», iniciando así una transición política que tras la muerte del rey continuará la Regencia de María Cristina de Borbón. Se trata de la reapertura de las universidades, cerradas por el ministro Calomarde para evitar el «contagio» de la Revolución de julio de 1830 en Francia, y, sobre todo, la promulgación de una amnistía el mismo día de su constitución, el 1 de octubre de 1832, que permite la vuelta a España de la mayoría de los liberales exiliados. Además el 5 de noviembre crea el nuevo Ministerio de Fomento, un proyecto reformista boicoteado por los ministros «ultras».

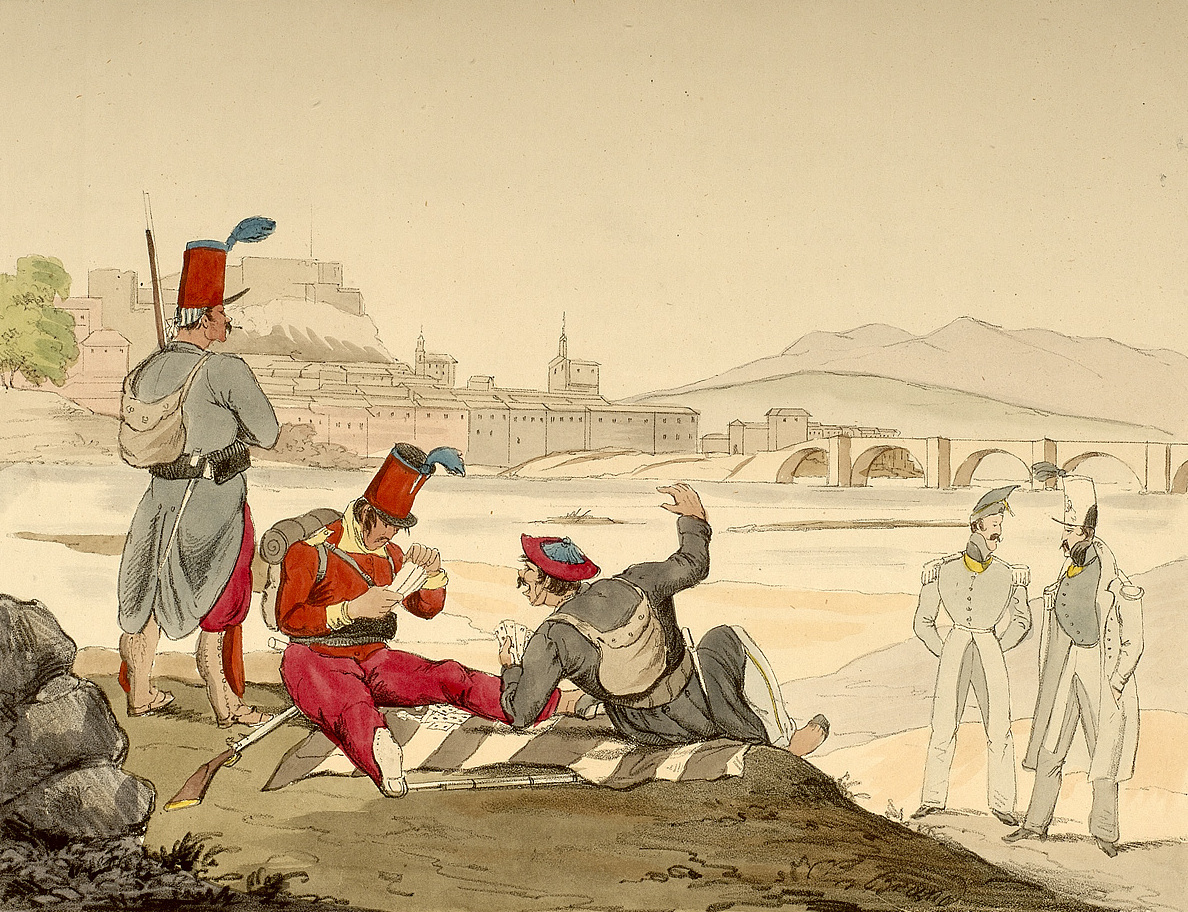
Tropas francas isabelinas llamadas «peseteros» o chapelgorris en
Miranda de Ebro (1835).

A partir de su apartamiento del poder, los «ultraabsolutistas», apoyándose en los Voluntarios realistas, se enfrentan al nuevo gobierno y el propio hermano del rey se niega a prestar juramento a Isabel como princesa de Asturias y heredera al trono —aduciendo que el rey Fernando VII no tenía potestad para promulgar la Pragmática Sanción y que, por tanto, seguía en vigor la Ley Sálica—, por lo que Fernando VII le obliga a que abandone España. Así el 16 de marzo de 1833, Carlos María Isidro y su familia se marchan a Portugal. Unos meses después, el 29 de septiembre de 1833, el rey Fernando VII muere, iniciándose una guerra civil por la sucesión a la Corona entre «isabelinos» —partidarios de Isabel II—, también llamados «cristinos» por su madre, que asume la regencia, y «carlistas» —partidarios de su tío Carlos.

## Guerras carlistas
En el siglo XIX se produjeron varias insurrecciones de los carlistas contra los sucesivos gobiernos liberales, denominadas en aquella época guerras civiles. Al producirse una nueva insurrección en 1936, que llevó a una guerra más destructiva, se hizo habitual designar como «guerras carlistas» a las del siglo XIX, y reservar el término «Guerra Civil» para la de 1936–1939.

### Primera guerra carlista (1833-1840)
Fue la más violenta y dramática, con casi 200.000 muertos. Los primeros levantamientos en apoyo de Carlos María de Isidro, proclamado rey por sus seguidores con el nombre de Carlos V, ocurrieron a los pocos días de la muerte de Fernando VII, pero fueron sofocados con facilidad en todas partes salvo en Vascongadas (hoy País Vasco), Navarra, Aragón, Cataluña y la Región Valenciana.
Se trataba sobre todo de una guerra civil, sin embargo tuvo su impacto en el exterior: los países absolutistas (Imperio austríaco, Imperio ruso y Prusia) y el Papado apoyaban aparentemente a los carlistas, mientras que el Reino Unido, Francia y Portugal apoyaban a Isabel II, lo que se tradujo en la firma del Tratado de la Cuádruple Alianza en 1834.

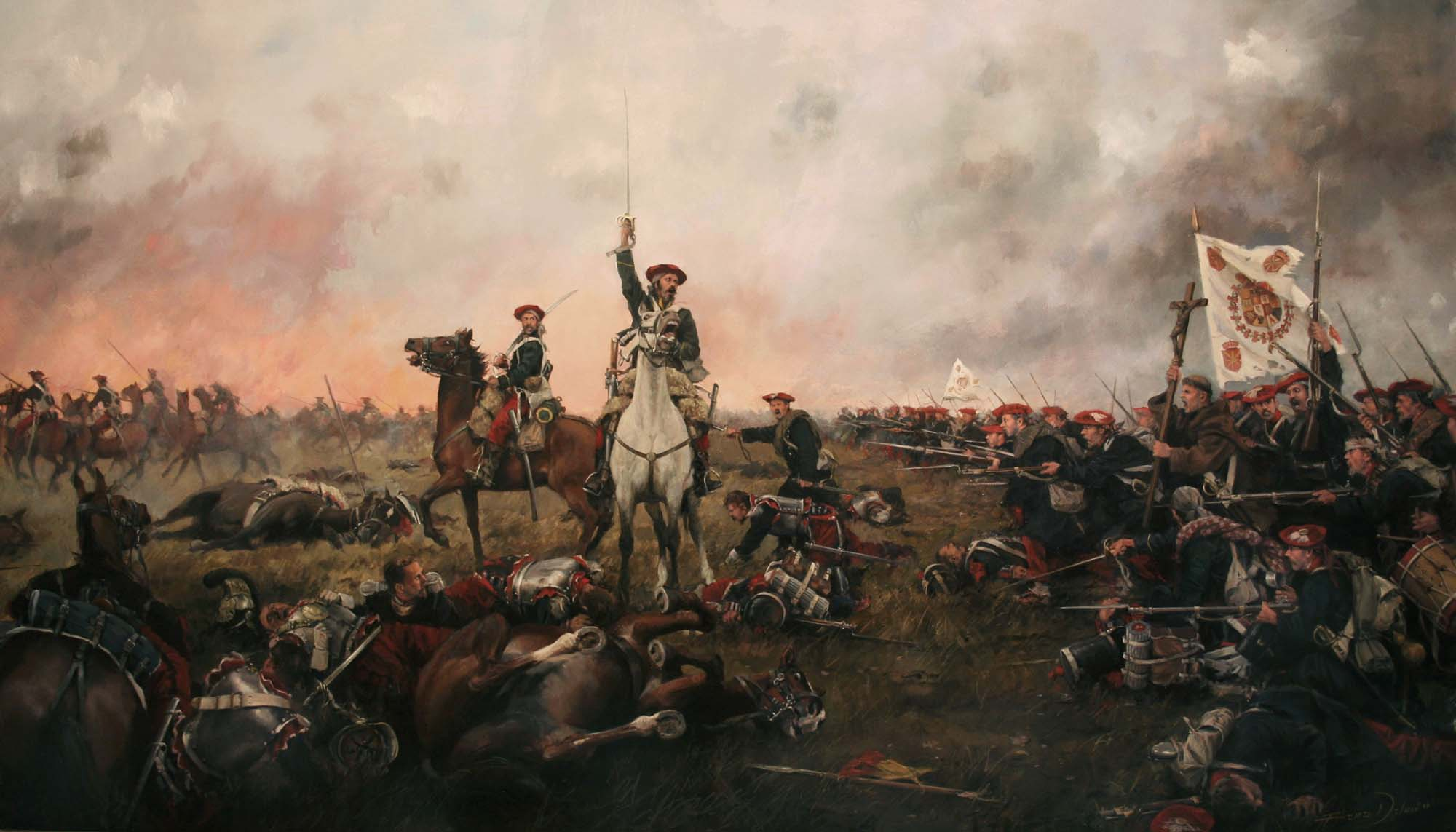
Cuadro "Calderote" (primera guerra carlista) por Augusto Ferrer-Dalmau.

Ambos bandos contaron con grandes generales (Zumalacárregui y Ramón Cabrera en el bando carlista, y Espartero en el bando isabelino, lo que se tradujo en un conflicto arduo y prolongado). Pero el agotamiento carlista llevó a que una parte de ellos, los Moderados dirigidos por el general Rafael Maroto se escindieran y buscasen un acuerdo con el enemigo. Las negociaciones entre Maroto y Espartero culminaron en el Abrazo de Vergara en 1839 que marcaba el fin de la guerra en el norte del país. Sin embargo, Cabrera resistió en el Levante casi un año más.

### Segunda guerra carlista (1846–1849)

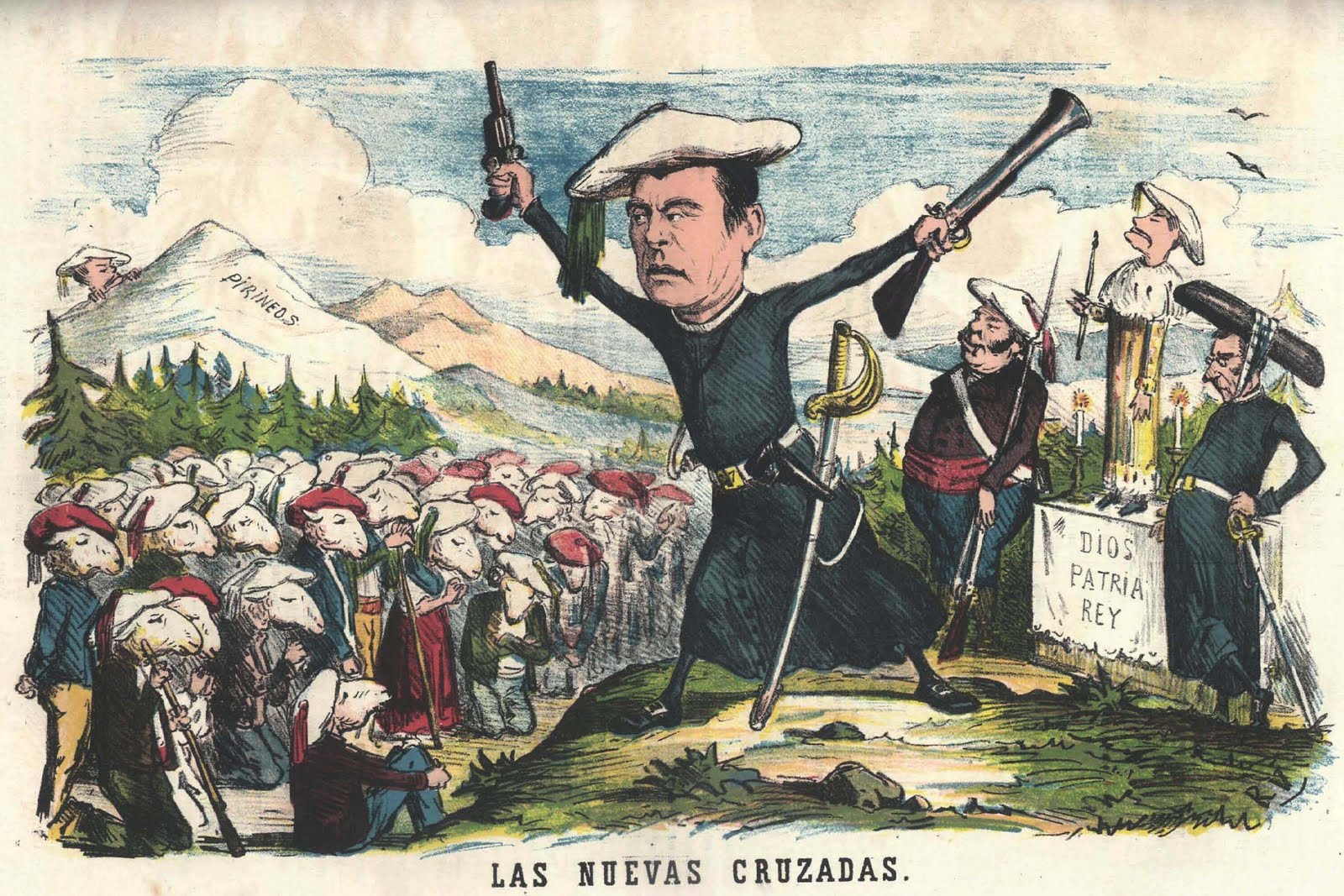
Caricatura del carlismo de La Flaca, con personajes e ideales: «Dios, Patria y Rey».

No fue tan dramática como la primera y tuvo un impacto mucho menor. El conflicto se prolongó de forma discontinua entre 1849 y 1860. Su principal campo de batalla fueron las zonas rurales de Cataluña, aunque hubo algunos episodios en Aragón, Navarra y Guipúzcoa. En 1845 el Infante don Carlos había abdicado en favor de su hijo Carlos Luis de Borbón, conde de Montemolín, que toma el nombre de Carlos VI, como pretendiente a la corona. Al mando del general Cabrera, la contienda se caracteriza por acciones guerrilleras que no consiguen resultado, haciendo que Cabrera tenga que cruzar la frontera, si bien algunos focos resistieron hasta 1860 en acciones más propias del bandolerismo.

### Tercera guerra carlista (1872–1876)
La tercera guerra carlista se inició con el levantamiento armado de los partidarios de Carlos VII contra la monarquía liberal de Amadeo I y después contra el gobierno de la Primera República y de Alfonso XII, hijo de Isabel II, proclamado rey por el general Martínez Campos en Sagunto.
Los principales escenarios de conflicto de esta guerra fueron las zonas rurales de las Vascongadas, Navarra y Cataluña, y con menor repercusión en zonas como Aragón, Valencia y Castilla.
Este nuevo conflicto fue uno de los factores que desestabilizaron la monarquía constitucional de Amadeo I y la primera República.
Durante el tiempo que duró esta guerra, los carlistas controlaron algunas zonas de España, especialmente lo que llamaban «el Norte» (que se correspondía a las Provincias Vascongadas y Navarra) y algunas zonas de Aragón y Cataluña. Para la administración de este territorio, se emitían boletines oficiales, se llegó a acuñar moneda y se promulgó un código penal, que entre otras cosas castigaba con la pena de muerte la tentativa para destruir la independencia o integridad del Estado español.
La contienda finalizó en 1876 con la conquista de Estella (corte de Don Carlos) y la huida a Francia del pretendiente. Hubo algunos intentos posteriores de sublevación, aprovechando el descontento por la pérdida de las posesiones ultramarinas en 1898, pero no tuvieron éxito.

## El carlismo durante el reinado de Isabel II

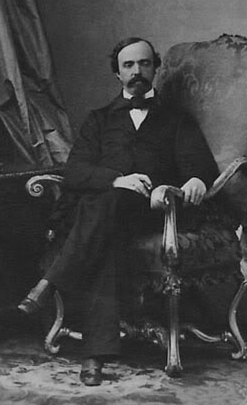
Carlos Luis de Borbón y Braganza, conde de Montemolín (Carlos VI)

Tras el Convenio de Vergara, el carlismo, a pesar de haber quedado reducido a la clandestinidad, seguía aglutinando a un buen sector de los españoles. Vicente Marrero afirma que era incluso mayoritario entre la población. No en vano, durante algunos años el diario La Esperanza, dirigido por el carlista Pedro de la Hoz, llegaría a ser el periódico con mayor circulación de toda la prensa española de la época.
Los primeros pensadores carlistas, que publicaron sus escritos a finales de la década de 1830 y principios de 1840, fueron Vicente Pou, Magín Ferrer, Pedro de la Hoz, Atilano Melguizo y Félix Lázaro García.
Para reconciliar definitivamente a los españoles, superar el pleito dinástico y unir a todos los monárquicos, el partido balmista defendió el matrimonio entre Isabel II y el conde de Montemolín (primogénito de Carlos María Isidro, en quien este abdicaría para facilitar el proyecto). En su periódico El Pensamiento de la Nación, Jaime Balmes defendió incesantemente este matrimonio, y tras reunirse en París con el conde de Montemolín, este publicó un manifiesto que apareció en La Esperanza con fecha de 23 de mayo de 1845, redactado por el propio Balmes, en el que Carlos Luis se mostraba conciliador, afirmando:

Sé muy bien que el mejor medio de evitar la repetición de las revoluciones no es empeñarse en destruir cuanto ellas han levantado, ni en levantar todo lo que ellas han destruido. Justicia sin violencias, reparación sin reacciones, prudente y equitativa transacción entre todos los intereses, aprovechar lo mucho bueno que nos legaron nuestros mayores sin contrarrestar el espíritu de la época en lo que encierre de saludable. Hé aquí mi política.

El proyecto de Balmes fracasaría, por un lado, por la hostilidad de Narváez, María Cristina y el rey Luis Felipe de Francia, así como por los gustos personales de Isabel, pero también por la postura intransigente del conde de Montemolín, representada por el diario carlista La Esperanza, que se opuso a la idea balmesiana de que Carlos Luis fuese simplemente el rey consorte y postuló la tesis de una unión dinástica como la de los Reyes Católicos, en igualdad de derechos («tanto monta»). Menéndez Pelayo escribiría al respecto:

No fracasó, ciertamente, la empresa de Balmes por incompatibilidad de principios, como algunos imaginan, sino por incompatibilidad de personas.

Además, la política del nuevo régimen liberal giraba alrededor de la influencia francesa, cuando mandaban los moderados, y de los ingleses, cuando lo hacían los progresistas. Ante la necesidad de casar a Isabel II, en Francia la Monarquía de Julio (con la que Carlos Luis, leal a los borbones destronados, no quiso entenderse) se decidió por Francisco de Asís de Borbón con el plan de que si el matrimonio no tenía sucesión, la dinastía de Orleans ascendería al trono español. Por otro lado, como Francisco de Asís no había de tener autoridad sobre su mujer, España quedaría sometida a la influencia de Luis Felipe. Por su parte, Inglaterra sostenía la candidatura de Enrique de Borbón y Borbón-Dos Sicilias, de ideas progresistas, y los carlistas, carentes de aliados internacionales, se quedaron solos.
Tras el fracaso del matrimonio con Isabel, una parte de los partidarios del conde de Montemolín provocaron una nueva insurrección, con foco principal en Cataluña, conocida como Guerra de los Matiners, que duró hasta 1849. Volvieron a levantarse partidas carlistas en 1855, tras un nuevo fracaso de acuerdo con la dinastía reinante, y en 1860 se produjo la intentona del general Ortega en San Carlos de la Rápita, en la que resultó preso el propio Carlos Luis, a quien forzaron a renunciar a sus derechos dinásticos, renuncia de la que posteriormente dijo que no había tenido validez.

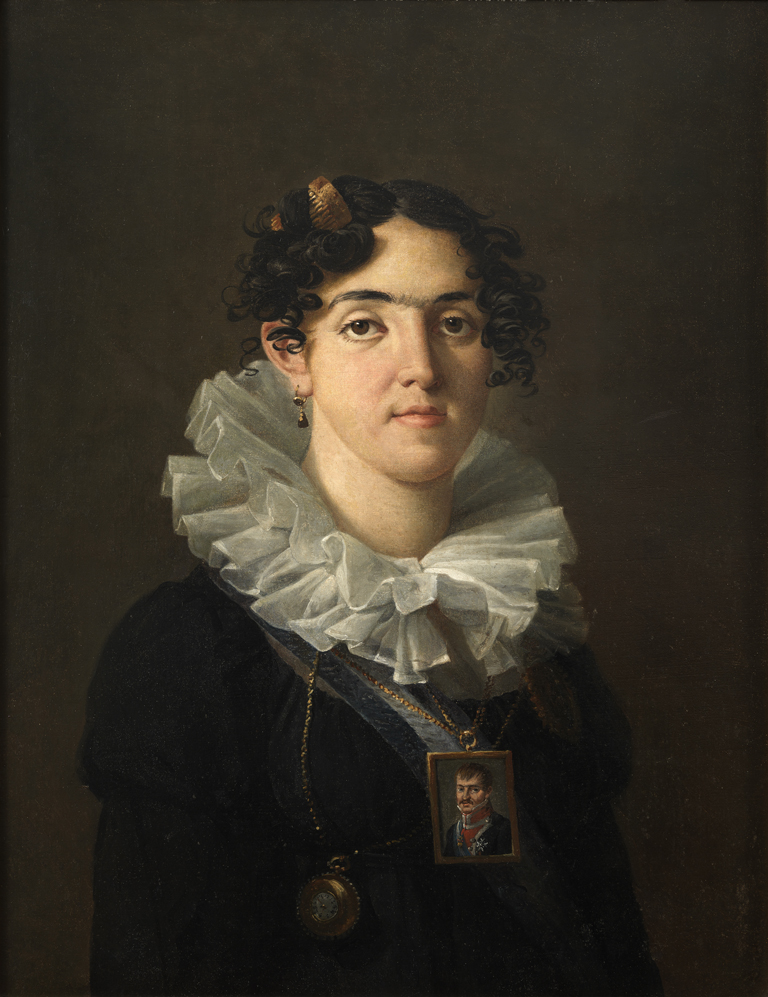
María Teresa de Braganza, segunda esposa de Carlos María Isidro, conocida como la princesa de Beira.

Después de morir Carlos Luis en 1861, su hermano Juan de Borbón y Braganza, en quien recaían los derechos de la dinastía carlista, reconoció a Isabel II como reina de España, pero su madrastra, María Teresa de Braganza, princesa de Beira, protestó contra este acto y publicó en 1864 su célebre «Carta a los españoles», en la cual proclamaba al hijo de Don Juan, Carlos de Borbón y Austria-Este, posteriormente conocido por sus partidarios como Carlos VII, como legítimo heredero de los derechos de Carlos Luis. Únicamente la esposa de Don Juan, madre de Carlos VII, se negaba a patrocinar semejante idea, pero cedió finalmente ante los decididos propósitos de Don Carlos, quien empezó a recibir la visita de los personajes carlistas más significados (Marichalar, Algarra, Tristany, Mergeliza, etc.), publicándose poco después un manifiesto suyo en La Esperanza. En una conferencia con Vicente de la Hoz se estudiaron los medios de reorganizar el partido carlista.
Mientras tanto, ante las presiones revolucionarias, Isabel II provocaba en 1865 la caída de Narváez y la subida de O'Donell y, aunque se había resistido a ello, acabó reconociendo el reino de Italia, enemigo de la Iglesia. En el debate que con este motivo se suscitó en las Cortes, Aparisi y Guijarro dijo que dicho reconocimiento suponía el divorcio entre el trono y los elementos de la derecha, y puesto que el trono estaba ya divorciado de los liberales revolucionarios, la reina se quedaba sin apoyos, pronunciando entonces Aparisi una frase de Shakespeare que recordaría años después Benito Pérez Galdós en sus Episodios nacionales: «¡Adiós, mujer de York, reina de los tristes destinos!». Tres años después estallaba la revolución que la destronaría. En el último periodo de la monarquía isabelina, los llamados neocatólicos o nocedalistas habían unificado ya sus esfuerzos con los carlistas en la llamada «Comunión monárquico-religiosa» o «Comunión católico-monárquica».
En 1866 Don Carlos escribió a su padre declarándose jefe de los carlistas y en 1868 presidió en Londres un Consejo con las principales figuras del carlismo para relanzar el movimiento, aprovechando la crisis del régimen isabelino. En dicha junta se trazó un plan político y administrativo, se fijó la línea de conducta a seguir, se preparó el manifiesto que el siguiente año dirigiría a los españoles, y tomó el título de duque de Madrid.
En su posterior exilio en París, Isabel II conocería personalmente a Carlos VII, a quien llegaría a reconocer como rey legítimo de España.

## El carlismo durante el Sexenio Revolucionario

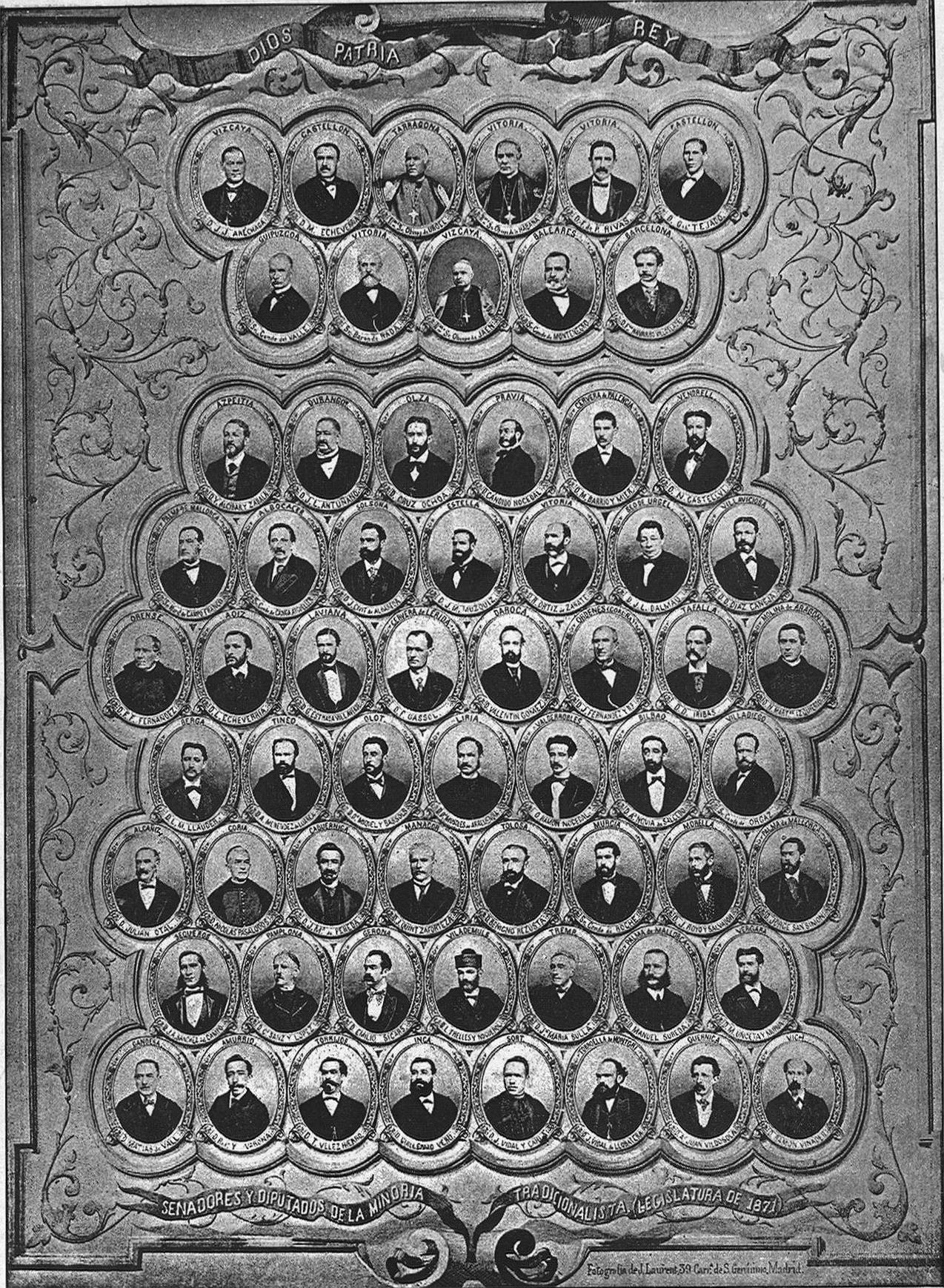
Senadores y diputados de la minoría tradicionalista de 1871.

La Revolución de 1868 que destronó a Isabel II y el posterior Sexenio Revolucionario supusieron un gran resurgimiento del carlismo, que empezó a participar en la política parlamentaria. Por su defensa de la monarquía tradicional y la unidad católica (que sería suprimida por la Constitución de 1869), los llamados neocatólicos, antiguos isabelinos, se integraron definitivamente en el partido carlista, que adquirió el nombre de Comunión Católico-Monárquica. La revitalización de la causa legitimista se mostró en la creación de periódicos carlistas en la mayoría de las provincias de España, entre los que destacaron en Madrid —junto al veterano La Esperanza— La Regeneración, El Pensamiento Español y el satírico El Papelito (que llegó a alcanzar una asombrosa tirada de 40 000 ejemplares), y, en Barcelona, La Convicción y el satírico Lo Mestre Titas, entre otros. Por primera vez los carlistas concurrieron oficialmente a unas elecciones, y en las constituyentes de 1869 obtuvieron una veintena de escaños. 
El 30 de junio de 1869 el pretendiente publicó una Carta-Manifiesto, conocida como «Carta de Don Carlos a su hermano Don Alfonso», en la que manifestaba que aspiraba a reinar en España y no a ser el mero jefe de un partido. Esta carta, redactada por Antonio Aparisi y Guijarro, que se convertiría en uno de los más íntimos colaboradores del pretendiente, fue reproducida por la prensa carlista, repartiéndose centenares de miles de ejemplares en hojas volanderas.
Don Carlos quiso distanciarse de la idea de oscurantismo y absolutismo que muchos españoles asociaban al carlismo, y manifestó que no pretendía volver al pasado; quería dar libertad a la Iglesia y mantener los concordatos con la Santa Sede conculcados por el gobierno revolucionario, pero no deshacer las desamortizaciones; se proponía mantener la unidad católica, pero no restaurar la Inquisición, pues todo español debía ser un rey dentro de su casa. Su objetivo era establecer un gobierno genuinamente español, levantado, según el pensamiento de Balmes, sobre las bases antiguas, con una ley fundamental y Cortes representativas, pero sin partidos políticos. En el programa de gobierno del pretendiente, los municipios y diputaciones debían tener amplia autonomía administrativa; la propiedad legitimada debía ser intangible y el trabajo debería estar regulado con índices mínimos de retribución, leyes de retiro y seguro. En cuanto a la libertad de pensamiento y expresión, debía aceptarse sin restricciones todo progreso científico y ventaja cultural del extranjero, pero cerrarse absolutamente las fronteras «a la propaganda disolvente, antisocial, criminal o herética». De acuerdo con Aparisi y Guijarro, con estas ideas de Don Carlos, se podía formar una constitución veinte veces más liberal y menos imperfecta que la que hilvanarían Prim, Serrano y Topete. No obstante, según Arturo Masriera, a pesar del lenguaje sincero, tolerante y atractivo de Don Carlos, pocos se enteraron de aquel programa y los liberales mantuvieron su imagen altamente negativa sobre el carlismo.

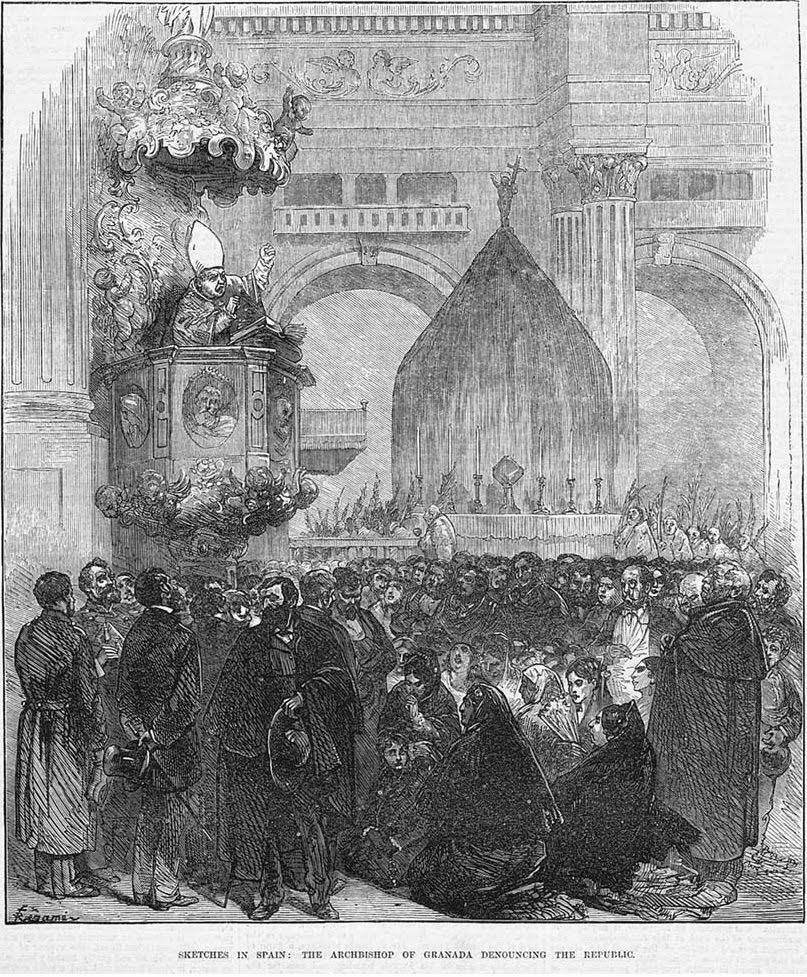
Grabado aparecido en el Illustrated London News el 10 de mayo de 1873 que representa al arzobispo de Granada denunciando a la República desde lo alto de su púlpito. Según este semanario londinense, la causa carlista encontraba en toda España inquebrantables partidarios entre el clero.

En agosto de 1869 se producía un primer intento de alzamiento a favor de Carlos VII, que fracasó debido a su mala organización, a consecuencia del cual fue fusilado, entre otros, el exalcalde de León Pedro Balanzátegui. En octubre de 1869 Don Carlos entregó la dirección político-militar del carlismo a Ramón Cabrera, quien dimitió en marzo de 1870 debido a discrepancias con el pretendiente y con notables figuras del movimiento carlista. Don Carlos decidió entonces asumir personalmente la jefatura del carlismo tras una conferencia que tuvo lugar el 18 de abril de 1870 en Vevey (Suiza) en la que reunió a los notables carlistas, creando una junta central del partido que actuaba legalmente en España, la Comunión Católico-Monárquica, que presidía el marqués de Villadarias y que tenía como secretario a Joaquín María de Múzquiz y juntas locales en los ayuntamientos donde el carlismo tenía implantación. Se organizó también una red de casinos y centros carlistas para promover el ideario carlista, estrategia que se probó exitosa, ya que en las elecciones de 1871 el carlismo consiguió 51 diputados en el Congreso de los Diputados. Durante estos años, la llamada «partida de la porra» llevaría a cabo acciones violentas contra los periódicos y casinos carlistas. En agosto de 1870 se produjo una nueva intentona carlista en las Provincias Vascongadas, que fracasó rápidamente.
Además de Aparisi, durante el Sexenio Revolucionario también asesoraron a Don Carlos pensadores como Antonio Juan de Vildósola, Vicente de la Hoz, Gabino Tejado, Francisco Navarro Villoslada y Bienvenido Comín.
El nombramiento de Amadeo de Saboya en 1871 como rey de España disgustó enormemente a los católicos, que lo denominaron «el hijo del carcelero del Papa» y lo consideraban procedente de una casa usurpadora afiliada al carbonarismo y la masonería. Meses después estallaba la tercera guerra carlista, que duraría hasta 1876. Durante la contienda se sucederían en España la Primera República, la dictadura de Serrano y finalmente, tras el pronunciamiento de Martínez Campos, la restauración monárquica de Alfonso XII, que restó apoyos a los carlistas.

## El carlismo durante la Restauración

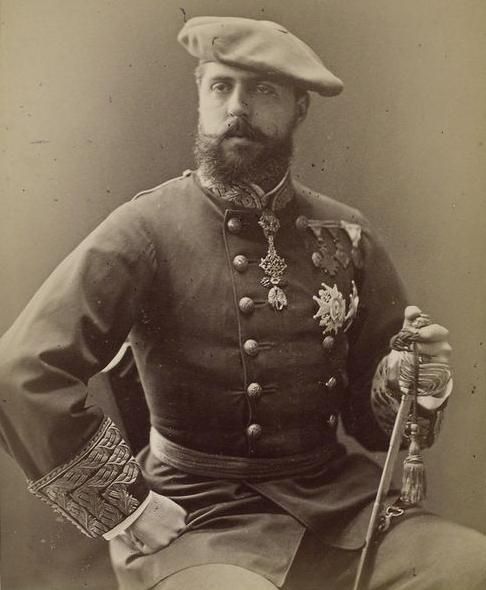
Carlos VII

Aunque la derrota militar de 1876 hizo que el carlismo perdiera buena parte de su potencial, no significó su desaparición. En marzo de 1876 Don Carlos publicó en Pau un manifiesto manteniendo su actitud combativa, por lo que tuvo que abandonar Francia, pasó a Inglaterra e hizo varios viajes por América, Europa, África y Asia. Finalmente se asentó en Venecia, en el palacio Loredan, que le fue regalado por su madre en 1881. Mientras tanto reorganizó su partido, y volvió a encargar la dirección del mismo a Cándido Nocedal como su delegado al terminar la guerra.
En 1879 Cándido Nocedal, como representante del pretendiente en España, reorganizó el carlismo enfatizando su carácter de movimiento católico y apoyándose en una red de periódicos afines que efectuaron una política muy agresiva, lo cual le enfrentó con sectores carlistas partidarios de la Unión Católica, grupo dirigido por Alejandro Pidal, que acabó uniéndose a los conservadores de Antonio Cánovas del Castillo.
El rey Alfonso XII trató de atraer a las masas carlistas y conservadoras, afirmando que sería «católico como mis antepasados y liberal como mi siglo». Esta tendencia se encarnó en el pidalismo, formado por antiguos elementos moderados del carlismo que no quisieron entrar en el partido liberal-conservador, y que sostenían la unidad católica en el orden religioso. Este movimiento tuvo como órgano oficial el diario La Unión y fue liderado por los hermanos Luis y Alejandro Pidal, quien fundó la revista La España Católica.
Desde el diario El Siglo Futuro, fundado por Cándido y Ramón Nocedal, los carlistas hicieron campaña contra la Constitución de 1876, afirmando que los católico-liberales (mestizos, como los llamaron) eran una aberración monstruosa, ya que el liberalismo era inconciliable con el catolicismo y constituía «la síntesis de todos los errores y herejías», por lo que los católicos solo debían militar en el partido diametralmente opuesto, es decir, en el carlismo. Con este carácter de organización católica en lucha contra todos los errores liberales, tomaron como base el Syllabus del papa Pío IX, consiguiendo el apoyo de la gran mayoría del clero y de muchos católicos.

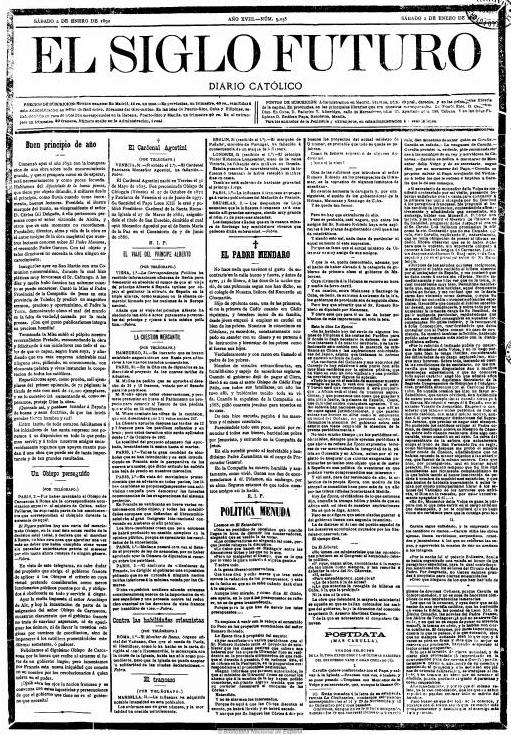
El Siglo Futuro

El hijo de Pedro de la Hoz, Vicente de la Hoz y Liniers, y su cuñado Antonio Juan de Vildósola, fundaron el diario La Fé, continuador de La Esperanza. En 1881 La Fe vio con buenos ojos la posibilidad de colaborar con los católico-liberales en la Unión Católica, por lo que se enfrentó con El Siglo Futuro, que se opuso a la misma. Uno de los objetivos de la Unión Católica era que Cándido Nocedal, como dirigente de un partido católico, aceptara la nueva organización y se sometiera a ella y a su Junta. La negativa de Nocedal desencadenó graves polémicas, que adquirieron carácter personal, entre los diarios El Siglo Futuro, La Fé, El Fénix y La Unión. La Fé llegó a decir que Nocedal representaba «el neocatolicismo ingerido en el viejo partido carlista para dominarlo y desnaturalizarlo». A principios de 1884 Alejandro Pidal fue nombrado ministro de Fomento en un gobierno presidido por Cánovas, lo que consolidó la posición de Nocedal y los carlistas intransigentes, que dijeron que este hecho suponía aceptación por parte de Pidal del liberalismo político.
En 1885 murió Cándido Nocedal y se esperaba que su hijo Ramón fuera nombrado su sucesor, pero Don Carlos prefirió asumir él mismo la dirección del partido. Con motivo del nacimiento de Alfonso XIII en 1886, Don Carlos publicó un manifiesto a los españoles reivindicando los derechos a la Corona. Poco después hizo un segundo viaje a la América del Sur y dio una nueva organización en su partido, dividiendo España en cuatro grandes circunscripciones y nombrando un jefe para cada una, que fueron León Martínez Fortún, Juan María Maestre, Francisco Cavero y el marqués de Valdespina. La organización tomó de este modo un cierto aspecto militar, ya que todos los jefes lo eran. En esta época se organizó en Madrid la primera Juventud Carlista de España, presidida por Reynaldo Brea, y poco después se crearon muchas otras.

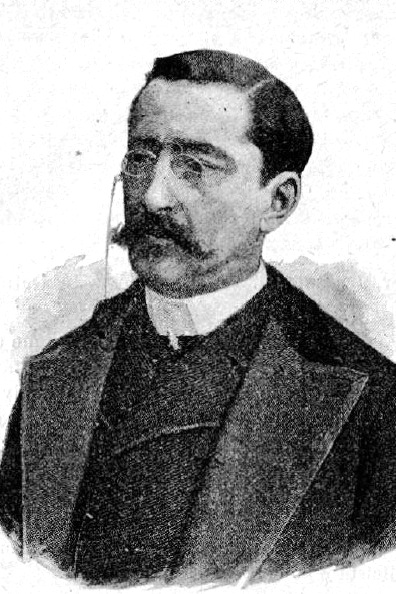
Luis María de Llauder

Desde El Siglo Futuro, Ramón Nocedal, insatisfecho por su papel secundario, no dejaba de atacar a La Fé, que representaba la tendencia belicosa del partido carlista. Don Carlos pidió la paz entre sus partidarios, pero no fue escuchado. En 1888 el pretendiente indicó a Luis María de Llauder la publicación de su famoso escrito, El Pensamiento del Duque de Madrid. Nocedal se opuso al mismo, diciendo desde El Siglo Futuro que en la comunión tradicionalista lo primero era Dios, después la Patria y por último el Rey, de acuerdo con el orden del famoso lema carlista, dando a entender que Don Carlos mandaba o sostenía cosas contrarias a Dios y a la Patria.
Indignado, Don Carlos expulsó del partido a Nocedal, quien llegó a decir que Don Carlos se había liberalizado. Félix Sardá y Salvany combatió punto por punto El Pensamiento y a finales de julio de 1888 El Siglo Futuro publicó un manifiesto, reproducido por muchos diarios de provincias, en el que presentaba el programa del nuevo partido integrista, que sostenía «la íntegra verdad católica». En el llamado Manifiesto de Burgos los integristas defendían entre otras cosas el restablecimiento de la Inquisición.

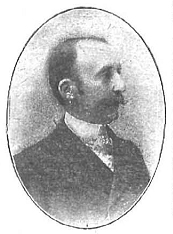
Enrique de Aguilera y Gamboa, marqués de Cerralbo

Don Carlos, a fin de tener un órgano de prensa fiel, fundó en Madrid, por medio de Llauder, El Correo Español, y a principios de 1890 nombró delegado suyo para toda España al marqués de Cerralbo, que mejoró la organización del partido, nombrando jefes y juntas regionales y provinciales, y fundando numerosos círculos y juventudes. Su delegación coincidió con el comienzo de los congresos católicos y el nacimiento del catolicismo político militante, sin antidinastismo de ninguna clase, por lo que la posición de los carlistas al respecto fue más bien de abstención. No queriendo abdicar de su legitimismo, sostenían que el triunfo total de la Iglesia solo podía obtenerse con el de Don Carlos, y a la doctrina del «mal menor» oponían la del «bien mayor», negándose a cualquier tipo de transigencias.
Hasta entonces el carlismo era el único partido regionalista organizado en España, sin atacar su unidad nacional de acuerdo con las palabras de Don Carlos: «centralización política, descentralización administrativa». La descentralización administrativa suponía el reconocimiento de los fueros de las diferentes regiones españolas en los órdenes social, civil, financiero y administrativo. En Cataluña se fundó en 1891 la Unión Catalanista, no afiliada al carlismo e indiferente al principio religioso, que elaboró las Bases de Manresa. Esto suponía un autonomismo que iba más allá del defendido por los carlistas, en virtud del cual Cataluña debía convertirse en un Estado dentro del Estado español. Los carlistas se mantuvieron apartados de esta tendencia, que pugnaba con su programa españolista. No obstante, lideraron la campaña en favor de los fueros vasco-navarros.

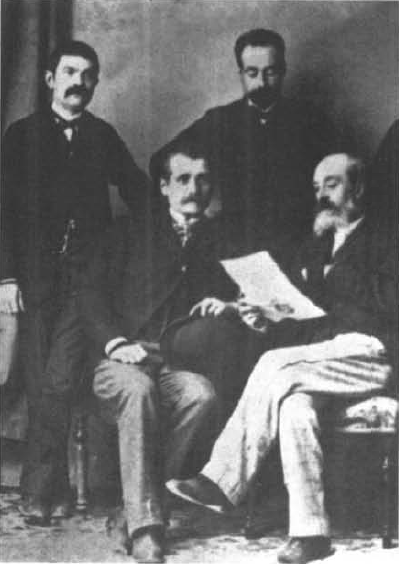
Miembros de la Junta Carlista de Igualada en la década de 1880

A partir de 1890 el marqués de Cerralbo estuvo al frente del carlismo, reconstruyéndolo como un moderno partido de masas, centrado en asambleas locales, llamadas Círculos, que llegaron a ser cientos en toda España y con más de 30 000 asociados en 1896. Esas asambleas fueron copiadas por otras fuerzas políticas; además de la actividad política, realizaban acciones sociales, lo que llevó al carlismo a una participación activa de oposición al sistema político de la Restauración. El partido carlista conseguiría cinco diputados en 1891, siete en 1893, diez en 1896, seis en 1898, dos en 1899, participando en coaliciones como Solidaridad Catalana en 1907, junto con regionalistas, integristas y republicanos.
A partir de 1893 Juan Vázquez de Mella, director de El Correo Español, se convierte en el líder parlamentario y principal ideólogo del carlismo, teniendo una amplia influencia en el pensamiento tradicionalista español. Fue Mella el principal encargado de redactar en 1897 la llamada «Acta de Loredán», que supuso una actualización programática del tradicionalismo.
Cuando estalló la guerra hispano-estadounidense en 1898, Don Carlos ordenó desde Bruselas a todos los carlistas que no hicieran nada que pudiera comprometer el éxito de la guerra y que ayudaran con todas sus fuerzas a los encargados de defender la integridad española en Cuba y Filipinas; y llegó a amenazar formalmente con una nueva guerra civil si no se luchaba por defender el honor nacional, diciendo que no podría asumir la responsabilidad ante la Historia de la pérdida de Cuba. Muchos creían que la pérdida de las colonias ocasionaría en España una revolución que produciría el derribo de la dinastía, de forma similar a lo ocurrido en Francia por la pérdida de Alsacia y Lorena en 1870. Por ello, tras firmarse el Tratado de París, considerado como una deshonra nacional, se generalizó la opinión de que los carlistas se lanzarían a una nueva guerra civil, aprovechando el descontento del Ejército y del pueblo.
Se preparó el alzamiento y algunos generales y unidades militares tuvieron tratos con los carlistas, pero el gobierno supo de la conspiración, el general Weyler se retiró de la misma y las potencias europeas mostraron su oposición al movimiento, por lo que fracasó. El marqués de Cerralbo salió de España y presentó su dimisión, siendo sustituido en diciembre de 1899 por Matías Barrio y Mier. Las juventudes carlistas atribuyeron el fracaso a la oposición de Doña Berta, segunda esposa de Don Carlos, de quien se dijo que había detenido a Don Carlos cuando este había salido ya hacia España. No obstante, algunos carlistas pensaron que aquella era la mejor ocasión para triunfar, e intentaron realizar el levantamiento sin autorización de los principales jefes carlistas. Salvador Soliva tramó una conspiración en Barcelona, que fracasó debido a la poca reserva y organización con que se llevó a cabo, y en octubre de 1900 se produjo la sublevación de Badalona, en la que 60 hombres atacaron sin éxito el cuartel de la Guardia Civil. También aparecieron partidas a Igualada, Berga y Piera, y fuera de Cataluña en Jijona y Jaén, que fueron deshechas rápidamente. Esta intentona llevó al carlismo a una crisis y motivó que el gobierno suspendiera durante unos meses todos los periódicos carlistas del país y clausurara todos sus círculos.

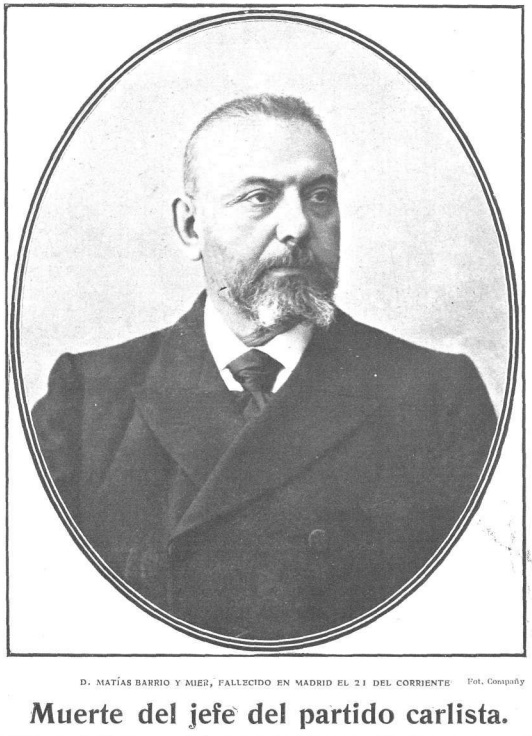
Matías Barrio y Mier

Matías Barrio y Mier, catedrático de la Universidad Central y diputado por Cervera de Pisuerga, prefería el tacto político y logró la reconciliación del marqués de Cerralbo y Juan Vázquez de Mella con Don Carlos, que se materializó en la candidatura de Vázquez de Mella por Barcelona.
En las elecciones de 1901 el carlismo consiguió seis diputados, siete en 1903, cuatro en 1905 y catorce en 1907 gracias a la participación en Solidaridad Catalana. A partir de entonces comenzaron los aplecs carlistas, que movilizaron grandes masas, y muchos nuevos títulos de prensa carlista que propagaron la doctrina del partido.
La política anticlerical del gobierno, concretada en la persecución de las Órdenes religiosas, dio mayor incremento al carlismo, que se alió con el integrismo —desapareciendo el enfrentamiento entre ambas formaciones tradicionalistas— e incluso con los silvelistas, para combatir los proyectos del gobierno defendidos por Canalejas, quien se había propuesto imitar a Waldeck-Rousseau, diciendo los diarios liberales que «no hay verdadero liberalismo sin anticlericalismo». Al mismo tiempo aumentaba el catalanismo y aparecía un nacionalismo vasco de naturaleza secesionista con el que los carlistas se enemistaron desde el principio.

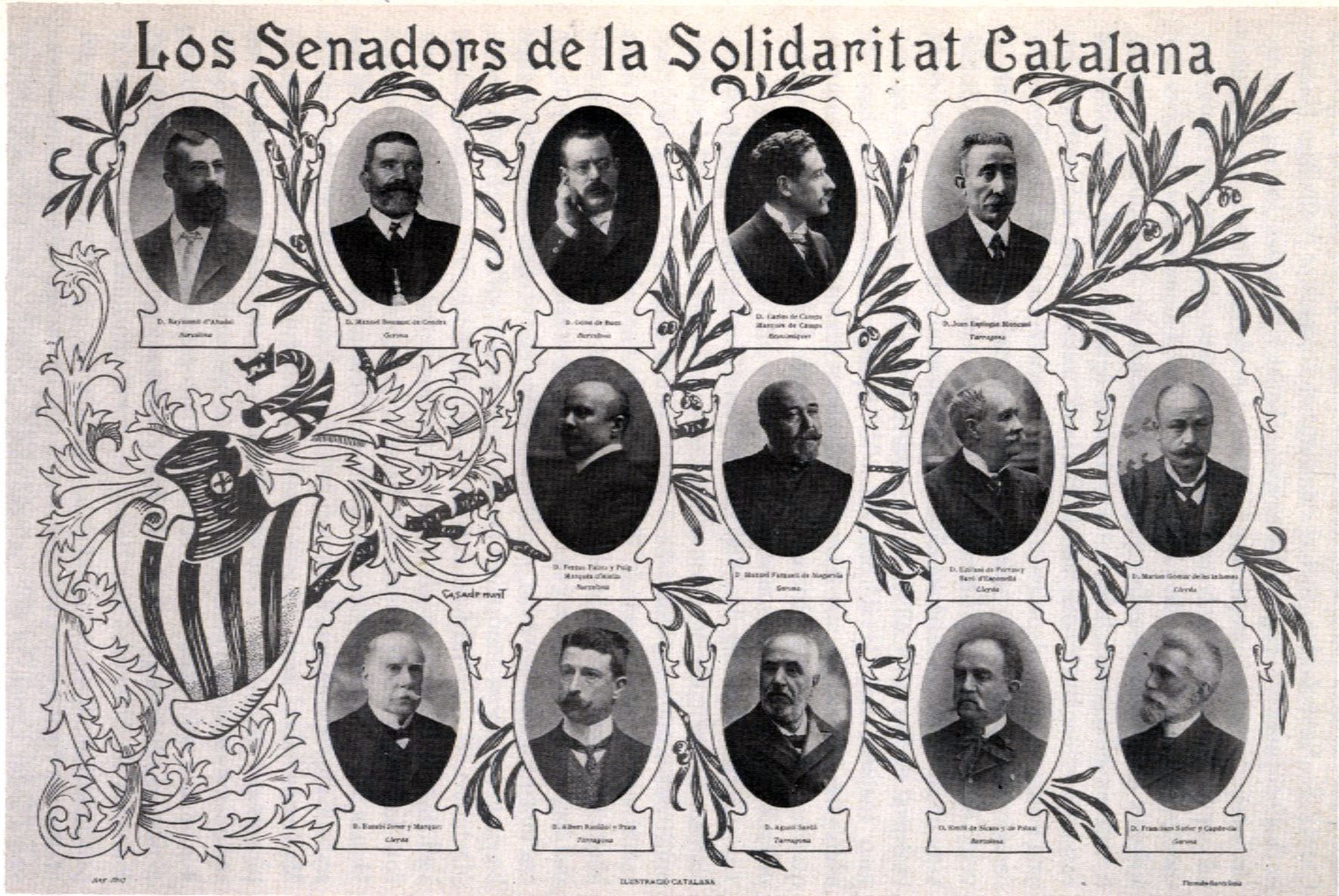
Cartel de los senadores de la Solidaridad Catalana

En Cataluña el republicanismo lerrouxista se presentaba, con el apoyo oficioso de los gobiernos, como el valladar contra el catalanismo; pero en oposición al mismo se constituyó la Solidaridad Catalana en 1906, que tuvo su origen en la llamada Ley de Jurisdicciones, represiva contra los delitos contra la Patria y el Ejército, que ponía bajo jurisdicción militar.
Entre los carlistas catalanes hubo una gran divergencia de opiniones sobre si debían aliarse con los catalanistas. Una parte consideraba que esta unión era contraria a los principios, a la historia y al carácter del partido carlista, especialmente teniendo en cuenta la tendencia antirreligiosa de algunos de los partidos que debían integrar la coalición. Sin embargo, El Correo Catalán y algunos políticos carlistas, como Pedro Llosas, lograron que se dejara libertad a los carlistas para sumarse o no al movimiento según el acuerdo tomado por el jefe regional carlista de Cataluña, José Erasmo de Janer, después de consultarlo con Don Carlos, quien inicialmente había sido contrario a esta coalición.
El éxito electoral de la Solidaridad supuso por los carlistas nueve diputados en el Congreso, lo que produjo un gran entusiasmo entre las masas tradicionalistas, que llegaron a creer que la Solidaridad acabaría con el régimen y facilitaría el triunfo de Don Carlos. Sin embargo, en el resto de España la opinión de los carlistas fue siempre contraria a la entrada y la permanencia del carlismo en la Solidaridad.
El 17 de julio de 1909 murió Don Carlos en Varese y fue enterrado en Trieste. Su muerte coincidió con la Semana Trágica de Barcelona, que supuso la desaparición de la Solidaridad. En esta ocasión, los carlistas se pusieron de parte del gobierno de Maura, quien se oponía al triunfo de los proyectos anticlericales.

### El jaimismo

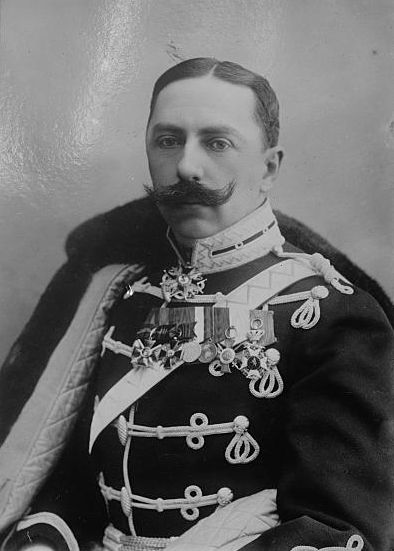
Jaime de Borbón y Borbón-Parma.

El 18 de julio de 1909 muere el pretendiente Carlos VII y le sucede como pretendiente legitimista su hijo, Jaime de Borbón y Borbón-Parma, conocido entre sus partidarios como Jaime I y en Cataluña, Valencia y Aragón como Jaime III. Los carlistas pasaron a llamarse «jaimistas» o simplemente «tradicionalistas» o «legitimistas». Barrio y Mier también había muerto el mismo año y fue nombrado jefe delegado Bartolomé Feliu, a quien Don Jaime mantuvo en el cargo.
Don Jaime encontraba su partido bien organizado en todas las regiones y provincias, con juntas en casi todos los distritos y con numerosos círculos, juventudes y requetés en toda España, así como muchos diarios, semanarios, revistas e incluso dos rotativos (adquirida la maquinaria por suscripción popular): El Correo Español y El Correo Catalán.
Las elecciones de 1910 llevaron al Congreso a ocho diputados y al Senado a cuatro senadores jaimistas. Los representantes jaimistas se dedicaron principalmente a combatir el proyecto de la Ley del Candado, y la política contra las órdenes religiosas por parte del gobierno de Canalejas. Los tradicionalistas también organizaron manifestaciones y mítines en toda España, llegando en el Congreso a la sesión permanente, y se dedicaron a luchar contra el republicanismo, aliado del gobierno en la campaña anticlerical. Eran habituales los enfrentamientos entre republicanos y carlistas, sobre todo en Cataluña, donde destacó el enfrentamiento entre requetés y lerrouxistas en San Feliú de Llobregat del 28 de mayo de 1911, que se saldó con un muerto carlista y cuatro lerrouxistas, además de diecisiete heridos. Por entonces comenzó a organizarse el Requeté como una organización juvenil del partido, bajo la dirección de Joaquín Llorens y Fernández de Córdoba.

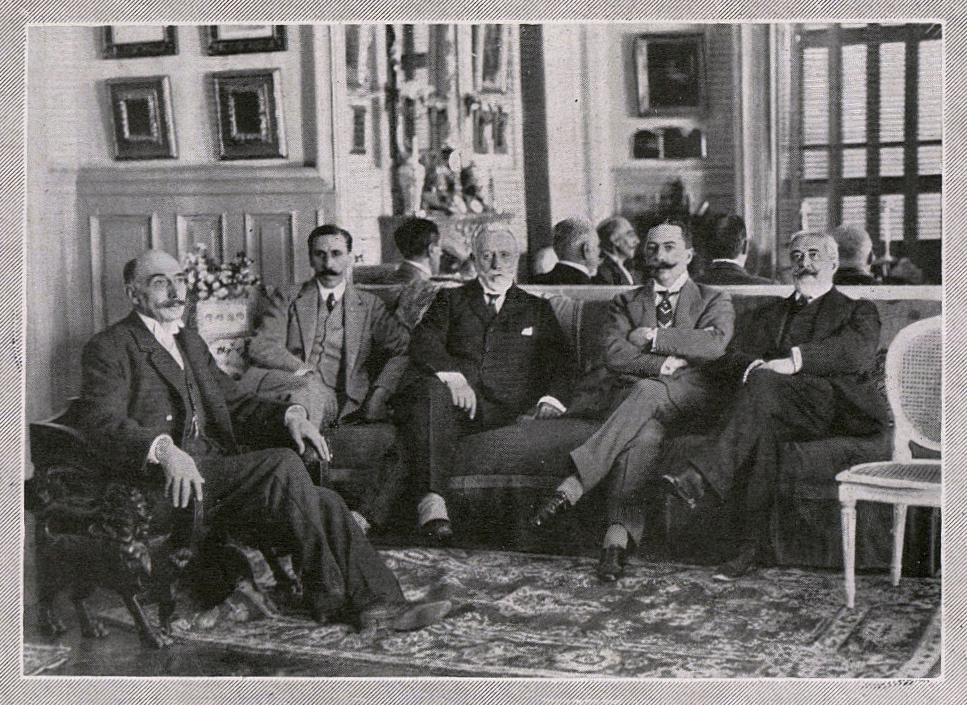
Jaime de Borbón en la Villa Arbelaiz, en San Juan de Luz. De izquierda a derecha: Joaquín Lloréns, marqués de Córdoba, Tirso de Olazábal y Álvarez de Eulate, Tirso de Olazábal, conde de Arbelaiz, Jaime de Borbón y Francisco de Melgar, conde de Melgar del Rey.

A principios de 1913 Bartolomé Feliu fue sustituido como jefe delegado por el marqués de Cerralbo, constituyéndose, bajo su presidencia, una Junta Nacional tradicionalista, integrada por los jefes regionales y los representantes en las Cortes. En una reunión celebrada en Madrid los días 30 y 31 de enero del mismo año, se designaron diez comisiones (Propaganda, Organización, Círculos y Juventudes, Requetés, Tesoro de la Tradición, Prensa, Elecciones, Acción Social, Defensa del Clero y Defensa jurídica de los legitimistas perseguidos por delitos políticos) y se dictaron reglas para la reorganización del partido en toda España. Esto permitió la fundación de nuevos círculos tradicionalistas y un aumento de la propaganda.
Sin embargo, el hecho de que Don Jaime no se casase producía intranquilidad entre sus adeptos, que empezaban a temer que si su caudillo no tenía un sucesor, el partido quedaría sin cabeza y los derechos de la Corona española irían a parar a la rama reinante, por lo que se acabaría la cuestión de la legitimidad de origen.
Salvador Minguijón, en una serie de artículos y conferencias, comenzó a sostener que era necesaria la unión de los jaimistas con los católicos independientes y con Maura para implantar un programa mínimo, sin derribar la dinastía reinante, y tratar de hacer cambiar el régimen liberal despacio, por vía de evolución. El Correo Catalán y otros periódicos apoyaron esta estrategia, pero muchos jaimistas protestaron contra la misma, ya que se prescindía de los derechos de Don Jaime y entendían que el programa mínimo y la alianza con los católico-liberales suponían una claudicación y el abandono del carácter militar del partido, viendo en lo que se llamó minguijonismo un nuevo nocedalismo, pero con una inclinación dinástica y liberal más acusada, que le aproximaba al pidalismo.

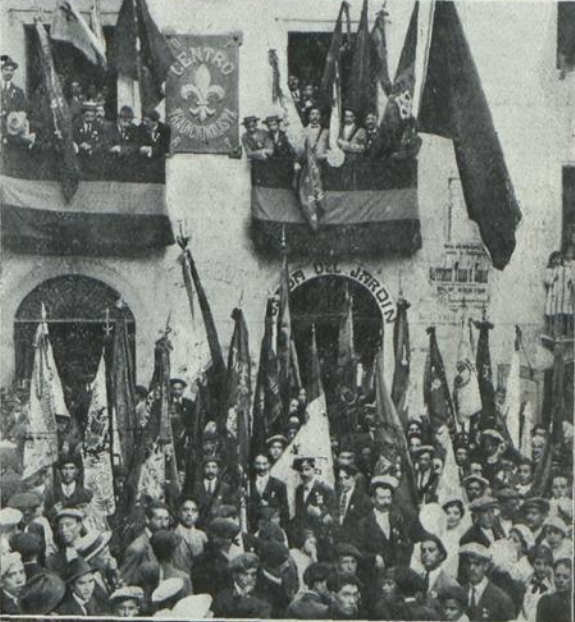
Círculo Tradicionalista en Capellades (1915)

En 1914 Don Jaime declaró en una entrevista desde París que «no concebía nuevos partidos y que si bien podría el suyo reforzarse con elementos nuevos, nunca podría perder su carácter; que había heredado deberes y los deberes no eran renunciables». Sin embargo, El Correo Catalán continuó apoyando las tendencias de Minguijón, y en un Congreso de Juventudes celebrado en Barcelona llegó a presentarse un tema consistente en que Don Jaime tenía que renunciar a sus derechos, venir en España y constituirse en cabeza de un nuevo partido de acuerdo con las tendencias indicadas.
En Cataluña, la alianza con el catalanismo provocaba un enfrentamiento interno en el partido. Según la Espasa, muchos tradicionalistas del resto de España y una parte de los catalanes se oponían al mismo. El director de El Correo Catalán, Miguel Junyent, mantenía una estrecha alianza con la Liga Regionalista, de tal manera que en las elecciones el diario seguía la línea marcada por la Lliga en materia regionalista. Los jaimistas catalanes contrarios a esta tendencia eran liderados por Dalmacio Iglesias. En 1915 enviaron un mensaje a Don Jaime, al que se adhirieron algunos círculos tradicionalistas de Barcelona (no el central) y de Cataluña, donde pedían la independencia política del partido. Para defender la tendencia del llamado «legitimismo puro», Iglesias fundó el diario El Legitimista Catalán. Dalmacio Iglesias no tuvo éxito en su propósito, y el marqués de Cerralbo lo desautorizó indirectamente enviando un telegrama a Junyent en el que declaraba rebeldes a todos aquellos que celebraran juntas no autorizadas por el jefe regional.

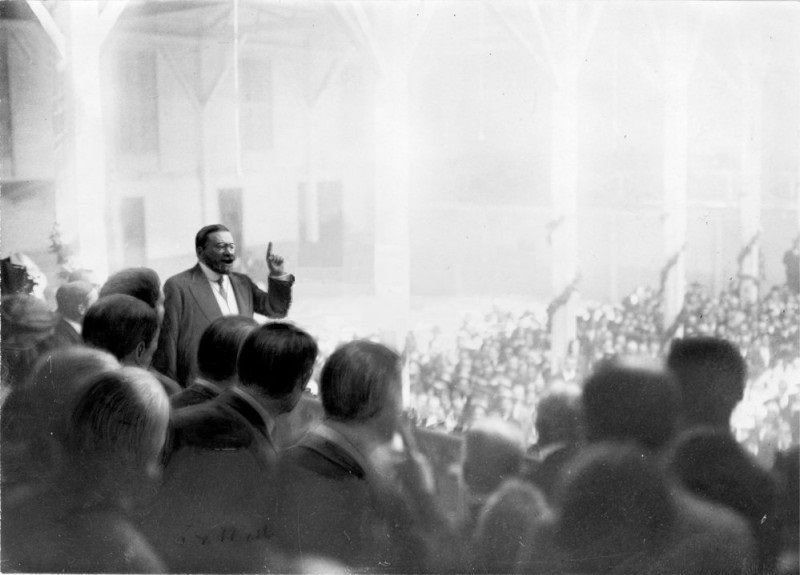
Juan Vázquez de Mella durante un discurso en 1916.

La nueva orientación dada a las elecciones por parte de la junta nacional no fue acatada por la regional de Cataluña, lo que motivó el nombramiento de otra, que distanció el partido de la Lliga. En junio de 1916 Juan Vázquez de Mella pronunció un discurso en el Congreso en la que concretaba la diferencia entre el autonomismo de la Liga (nacionalismo regionalista) y la autarquía (regionalismo nacional) que sostenían los jaimistas. Como teórico del partido, los planteamientos de Mella eran incorporados al programa tradicionalista. Sin embargo, El Correo Catalán se opuso a la nueva dirección, y tratando de llegar a la concordia se nombró un comité de acción política que estableció como norma «ni siempre con la Lliga, ni siempre contra la Lliga », pero siempre con alianzas accidentales y partiendo de la base de un «regionalismo confesional, católico y español». La Asamblea de Parlamentarios catalanes de 1917 y la huelga general revolucionaria con la que coincidió en Barcelona en el mes de julio, terminaron de distanciar a buena parte de los jaimistas de la Lliga, no así a El Correo Catalán.

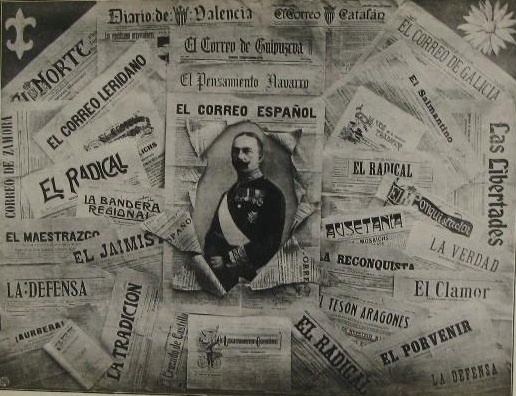
En 1914 se editaban en España 38 periódicos jaimistas y 9 integristas. La prensa tradicionalista y especialmente El Correo Español jugó un papel muy importante en la campaña germanófila española durante la Primera Guerra Mundial.

También en las provincias vascongadas y Navarra estallaron agitaciones de carácter nacionalista, por lo que el marqués de Cerralbo, en carta dirigida al marqués de Valdespina, jefe provincial legitimista de Guipúzcoa, dio la orientación de que, como partido foralista, el partido jaimista era regionalista, pero defendía la unidad de España y era «incompatible con los regionalismos liberales».
En 1918 Dalmacio Iglesias combatió el proyecto de Estatuto catalán elaborado por los autonomistas que establecía para Cataluña un Estado, aduciendo su carácter liberal y aconfesional. La campaña contra el Estatuto fue autorizada por las autoridades y la prensa del partido, con excepción de El Correo Catalán y algún otro periódico. En noviembre del mismo año la Pastoral colectiva de los obispos de Cataluña declaraba que «Jesucristo tiene derecho absoluto sobre los pueblos en el orden político» y reprobaba las tendencias neutrales con respecto a la religión.
Además de estas luchas internas del jaimismo, se produjo otra que terminó de dividir el partido. Con motivo de la Primera Guerra Mundial, los jaimistas, con Vázquez de Mella a la cabeza, se pusieron de parte de los Imperios Centrales, aduciendo que Inglaterra y Francia habían sido los promotores del liberalismo y los adversarios del poderío español. Así pues, realizaron una activa campaña para mantener la neutralidad de España en la guerra contra los que pretendían que el país se adhiriese a los aliados, amenazando con una guerra civil si el gobierno intervenía en el conflicto europeo.

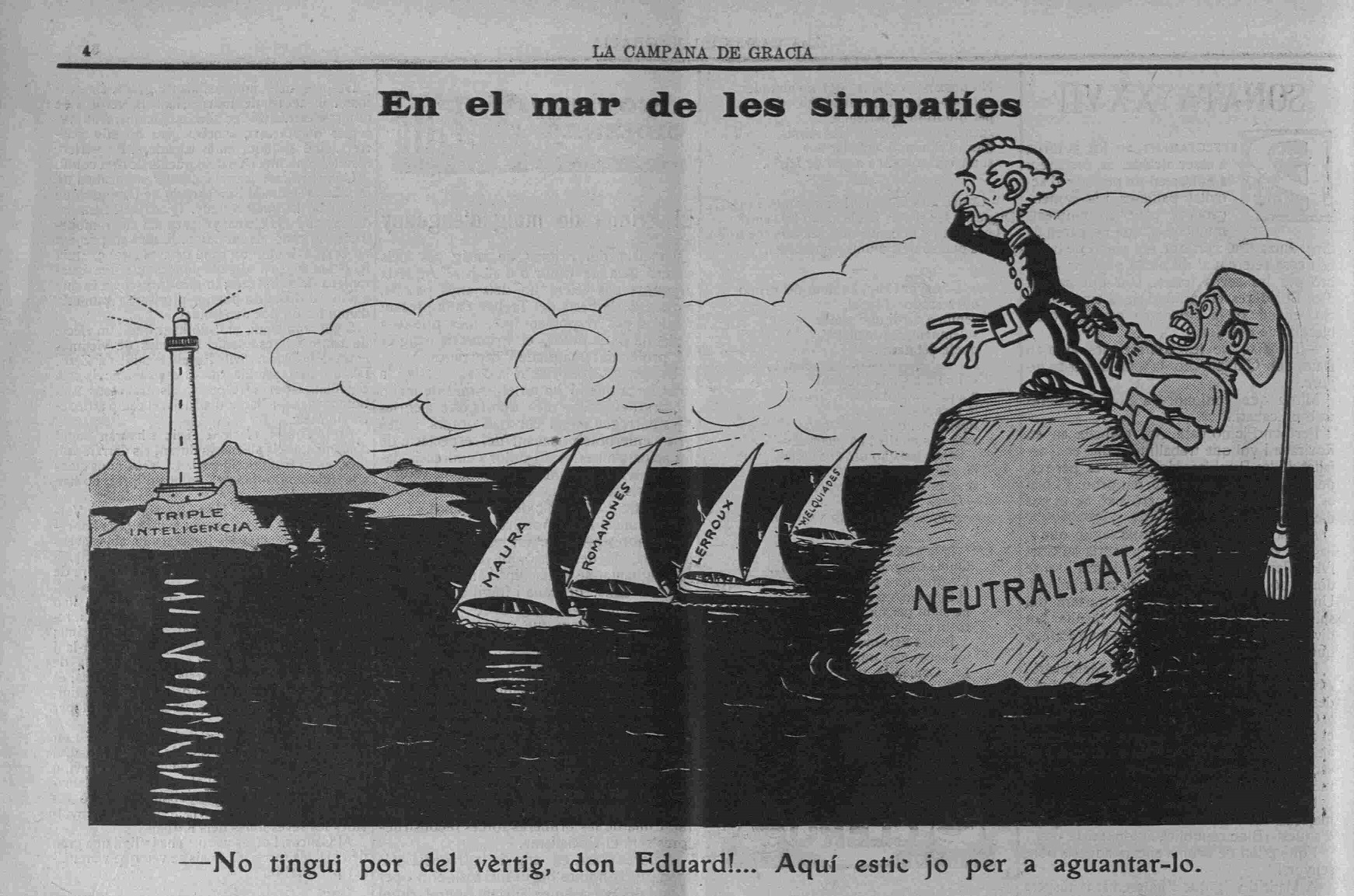
Caricatura aparecida en la revista La Campana de Gracia en 1915, durante el gobierno de Eduardo Dato, que presentaba a los carlistas como protectores de la neutralidad española en la Gran Guerra frente a las simpatías a favor de la Triple Inteligencia de los jefes de los partidos liberales: Maura, Romanones, Lerroux y Melquíades Álvarez.

Sin embargo, durante la Gran Guerra Don Jaime vivió bajo arresto domiciliario en el Imperio austrohúngaro por su apoyo a Francia y a los aliados, sin casi comunicación con la dirección política jaimista en España, que seguía encabezando Vázquez de Mella, con un carácter germanófilo. Al terminar la guerra, Don Jaime hizo redactar desde París un manifiesto, fechado el 30 de enero de 1919, en el que afirmaba que no habían sido obedecidas sus órdenes y que en contra de su voluntad se había arrastrado a las masas a favor de los Imperios Centrales, por lo que era necesaria la completa reorganización del partido. Con este manifiesto desaprobaba de manera pública la conducta seguida por Mella, Cerralbo y toda la dirección del partido.
Cuando la Junta Nacional tuvo conocimiento del manifiesto, acordó el 5 de febrero que debía suspender su publicación hasta que una comisión de la Junta se entrevistara con Don Jaime, pero esta comisión no pudo obtener el visado de los pasaportes y Don Jaime ordenó que se publicara el manifiesto. Todos los redactores de El Correo Español que simpatizaban con Mella fueron expulsados y el pretendiente añadió que en cuanto a los principios y a la conducta de los que lo reconocían como jefe, él «era el único juez competente», afirmación de que los mellistas vieron como un modelo de absolutismo cesarista, contrario a su modelo de monarquía tradicional. Ante estos hechos, la junta acordó por unanimidad que no podían aceptar la conducta y los principios de Don Jaime, por lo que decidieron continuar el partido prescindiendo del pretendiente. Mella publicaría aún en El Debate un artículo atacando a Don Jaime.
Por su parte, Miguel Junyent y los elementos de El Correo Catalán se mostraron favorables a Don Jaime y contrarios a los mellistas y facilitaron la división definitiva del partido. En 1919 el aragonés Pascual Comín y Moya fue nombrado representante de Don Jaime con el título de Secretario. Aunque el prestigio de Comín permitió que el partido no se desmoronara por completo y que fuertes núcleos se mantuvieran fieles, mantuvo su cargo por poco tiempo. Don Jaime necesitaba a alguien de menor edad para la ardua labor de reorganización, de manera que en 1919 fue designado secretario general Luis Hernando de Larramendi, abogado, escritor y orador que se había destacado en la Juventud Tradicionalista de Madrid. Hernando de Larramendi comenzó a reorganizar el movimiento con grandes dificultades, ya que entre los mismos leales a Don Jaime había enfrentamientos.
Para reorganizar el partido, los jaimistas celebraron una gran Junta en Biarritz el 30 de noviembre de 1919, presidida por Don Jaime, donde tuvo una destacada intervención el doctor José Roca y Ponsa. En Biarritz Larramendi pudo presentar la estructura reconstituida de la Comunión Tradicionalista y su actividad le permitió reunir a elementos disgregados, aunque el partido ya no tenía la fuerza de los años anteriores. Las minorías parlamentarias jaimistas quedaron reducidas a unos pocos diputados y senadores. Al finalizar la dirección de Hernando de Larramendi en 1922, el movimiento había disminuido su volumen, pero contaba con unas juventudes llenas de entusiasmo, particularmente en las regiones donde la escisión mellista había hecho menos estragos: Cataluña y Navarra.

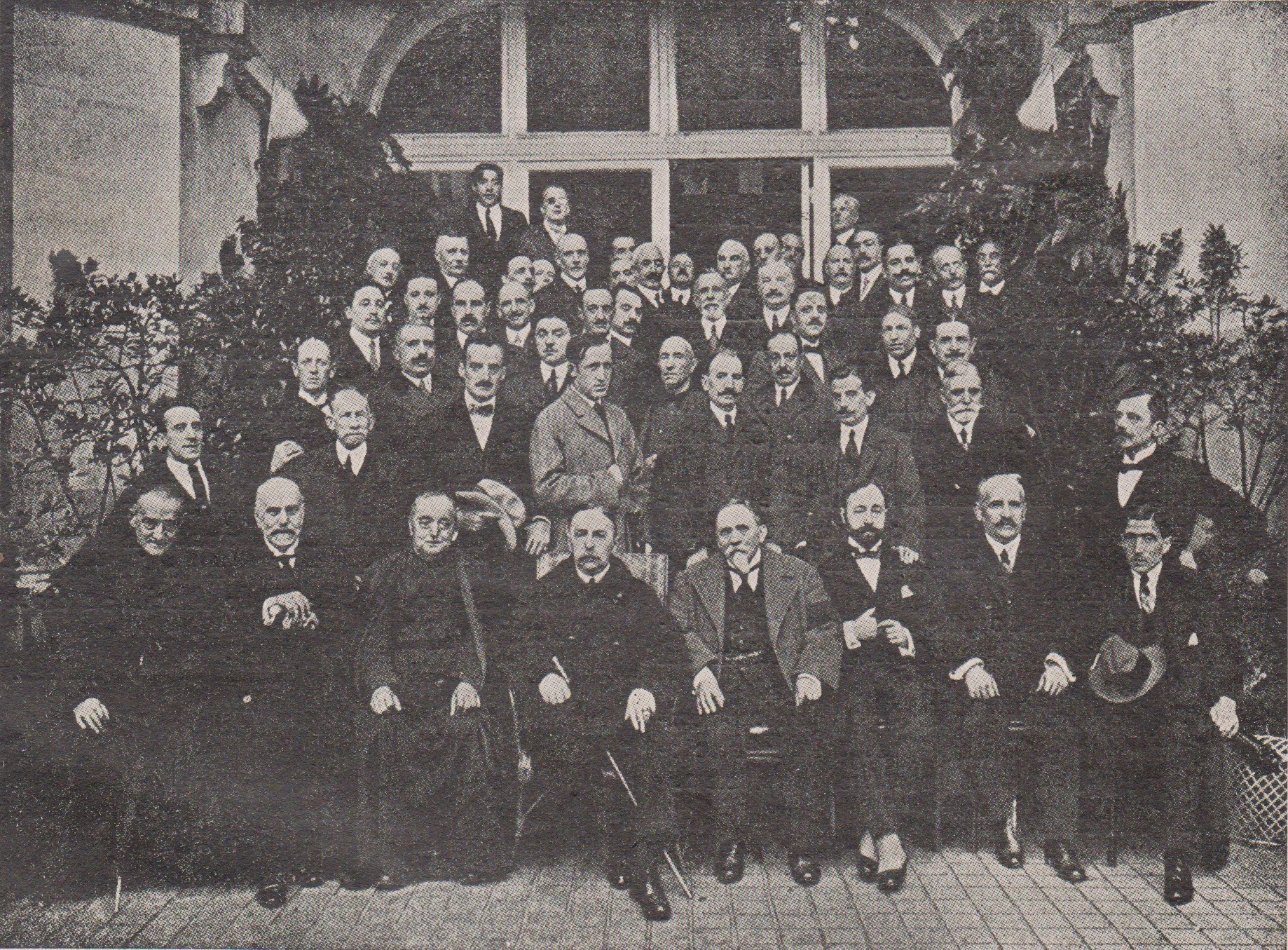
Junta Magna de Biarritz de la Comunión Católico-Monárquica presidida por Don Jaime (1919)

Vázquez de Mella y sus partidarios fundaron en Madrid el diario El Pensamiento Español, continuador de la anterior línea editorial de El Correo Español, y crearon el Partido Católico Tradicionalista, que quiso reunir también los integristas y los católico-sociales. El Correo Español, que quedó en manos de los jaimistas, perdió buena parte de sus suscriptores y desapareció dos años después, en 1921.
Los jaimistas, bajo el liderato directo del pretendiente, que mostraba gran interés por la cuestión social, defenderían posturas "sociedalistas", al modo de Charles Péguy o del distributismo inglés, inspirándose en la doctrina social de la Iglesia, y enfatizaron el carácter foralista del partido.
En las elecciones de 1919 fueron elegidos como diputados los jaimistas catalanes Bartolomé Trías y Narciso Batlle y el navarro Joaquín Baleztena, además de dos mellistas, Luis García Guijarro y José María de Juaristi, y un integrista, Manuel Senante. Como senadores fueron elegidos dos jaimistas, tres mellistas y dos integristas.
Por su parte, los mellistas catalanes celebraron en Badalona una asamblea en mayo de 1920 en la que nombraron una junta regional y las provinciales, pero pronto comenzaron nuevas disidencias. La tardanza en celebrarse la asamblea nacional y en publicarse el programa motivó que algunos elementos intentaran celebrarla por sí mismos. Algunos tradicionalistas que se reunieron en Zaragoza prescindiendo de Mella, no hicieron nada práctico ni tuvieron autoridad suficiente para trazar una norma, ni elementos suficientes para lograr sus objetivos. Muchos tradicionalistas mellistas, viendo que se había perdido la ocasión para formar un gran partido, abandonaron la política, y poco a poco se produjo la desorganización total. Buena parte de los antiguos círculos y diarios jaimistas desaparecieron y la muerte de Vázquez de Mella acabó con el mellismo.
En 1920 todavía sufre el carlismo la separación de un sector importante, dirigido por Minguijón, Severino Aznar e Inocencio Jiménez, que fundaron con Ángel Ossorio y Gallardo el Partido Social Popular, de ideas democristianas; y otro en torno al Diario de Valencia, antiguo defensor ferviente del jaimismo, capitaneado por Manuel Simó y Luis Lucia, que perdió pronto su carácter tradicionalista y reconoció primero la monarquía alfonsina y luego la Segunda República. Este grupo fundaría la Derecha Regional Valenciana.

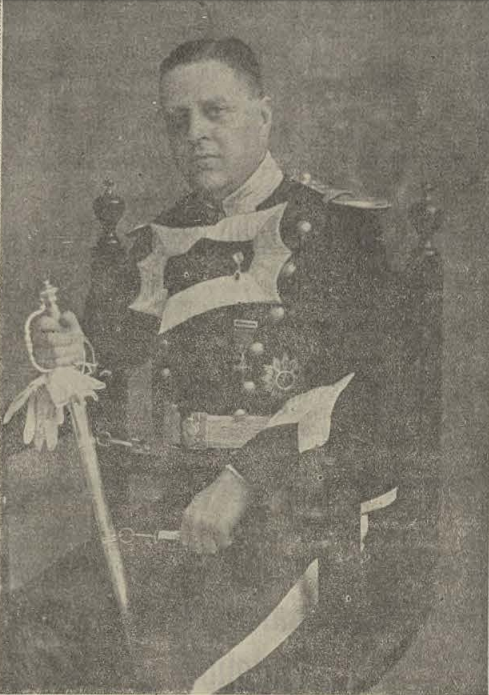
José Selva Mergelina, marqués de Villores

Coincidiendo con esta época de fragmentación del carlismo, en el Círculo Central Tradicionalista de Barcelona se constituyeron los primeros Sindicatos Libres, que se enfrentaron a los anarquistas de la Confederación Nacional del Trabajo empleando la llamada Ley del Talión y cometieron algunos asesinatos. Sus fundadores fueron obreros jaimistas, aunque después no todos los afiliados al Sindicato estuvieron vinculados al carlismo.
En las elecciones de diciembre de 1920 resultaron elegidos para el Congreso tres diputados jaimistas, entre ellos Batlle, y el integrista Manuel Senante, además de a cinco senadores tradicionalistas, entre ellos el jaimista Trías y el mellista Ampuero.
En 1922 Hernando de Larramendi renunció a su cargo y lo sucedió el valenciano José Selva Mergelina, marqués de Villores. La situación española inquietaba tanto a Don Jaime, que llamó a París destacados jaimistas con quienes mantuvo conversaciones. Asimismo, las juventudes jaimistas se reunieron en Zaragoza para llegar a acuerdos importantes. El marqués de Villores, nuevo secretario de Don Jaime, centralizó la dirección de la Comunión desde Valencia, donde residía. Gracias a su labor logró hacer renacer el movimiento en la Región Valenciana, pero la Dictadura de Primo de Rivera, junto con el período prerrevolucionario que desembocó en la proclamación de la Segunda República en 1931, le proporcionaron nuevas dificultades. No obstante, la gran actividad del marqués de Villores permitió reorganizar el partido en Guipúzcoa, Vizcaya y la Rioja.
Don Jaime estaba informado de la preparación del golpe de Estado de 1923 mediante el coronel Arlegui, quien estaba implicado con el general Martínez Anido. Cuando se produjo el golpe, los jaimistas del Requeté y los Sindicatos Libres colaboraron con los militares en Barcelona. Algunos jaimistas creían que existía la posibilidad de que Alfonso XIII abandonase España, como le aconsejó Manuel García Prieto, y que Don Jaime entrase en el país y fuera reconocido rey con el golpe de Estado. Aunque Primo de Rivera era alfonsino, el general Sanjurjo y Arlegui eran partidarios de Don Jaime.
Sin embargo, el Directorio Militar que se formó trató los tradicionalistas como cualquier otro partido y aunque inicialmente Don Jaime dio un voto de confianza al régimen, la mayoría de los jaimistas se mantuvieron apartados del mismo. En 1925 Don Jaime publicó un manifiesto crítico con la Dictadura, la cual comenzó a prohibir los actos y clausurar los círculos de los jaimistas, que pasaron a oponerse al régimen y vieron sus fuerzas muy mermadas.
Por su parte, los mellistas se integraron en la Unión Patriótica, considerando que con el reconocimiento de la libertad y protección de la Iglesia, y el restablecimiento de los principios de orden y de autoridad, se había reconocido buena parte del programa tradicionalista.

## El carlismo durante la Segunda República

En 1935 la Comunión Tradicionalista hizo suya, como emblema del Requeté, la Cruz de Borgoña, bandera de los Tercios de Flandes.

El carlismo llegaba muy debilitado al comienzo del periodo republicano. Con la proclamación de la Segunda República Española, Don Jaime publicó un manifiesto en el que condicionaba su apoyo al régimen a la evolución que este tomase, afirmando que si la República tomaba un rumbo no moderado sino revolucionario, lucharía hasta la muerte «contra el comunismo antihumano al frente de todos los patriotas». Posteriormente los carlistas adoptarían una posición definida contra la República.
La proclamación de la República facilitaría la aparición de nuevos periódicos jaimistas en distintas regiones de España. En 1931 se fundó en Barcelona el semanario Reacción; en Pamplona, La Esperanza; en San Sebastián, La Tradición Vasca; en Bilbao, El Fusil; y en Lérida, El Correo de Lérida; a los que se sumaban los periódicos jaimistas que venían ya publicándose: el prestigioso diario El Correo Catalán de Barcelona, El Pensamiento Navarro de Pamplona, y los semanarios El Cruzado Español de Madrid, El Tradicionalista de Valencia, La Verdad de Granada, La Tradición de Tortosa, La Comarca de Vich, Joventut de Valls y Seny de Manresa, entre otros. Los responsables de El Cruzado Español, heredero del desaparecido El Correo Español, hicieron gestiones para convertirlo nuevamente en diario y órgano oficial del partido, consideración que finalmente acabaría asumiendo el antiguo diario integrista El Siglo Futuro. Durante el periodo republicano irían apareciendo más periódicos afectos a la Comunión Tradicionalista.
La situación de España permitió el acercamiento de jaimistas, mellistas e integristas, que empezaron a actuar conjuntamente. Sin embargo, en las elecciones constituyentes de 1931 aún se presentaron sin haber formalizado su reunificación. Los jaimistas obtuvieron cuatro diputados, el conde de Rodezno, Joaquín Beunza, Julio de Urquijo y Marcelino Oreja, en una coalición vasco-navarra con el PNV, de la que fue excluido el integrista Manuel Senante por los nacionalistas por no ser vasco de nacimiento. Los integristas obtuvieron tres diputados, José María Lamamié de Clairac, Ricardo Gómez Rojí y Francisco Estévanez Rodríguez, en coalición con los agrarios. A esta minoría tradicionalista, una vez unidas ambas formaciones, se sumaría después el diputado electo por Álava José Luis Oriol.
Don Jaime murió en París el 2 de octubre de 1931, a consecuencia de una caída de caballo. Le sucedió al frente del carlismo su tío, Alfonso Carlos de Borbón y Austria-Este, hermano de Carlos VII. A pesar de tener 82 años, aceptó liderar el partido afirmando que lo hacía para cumplir con su deber.

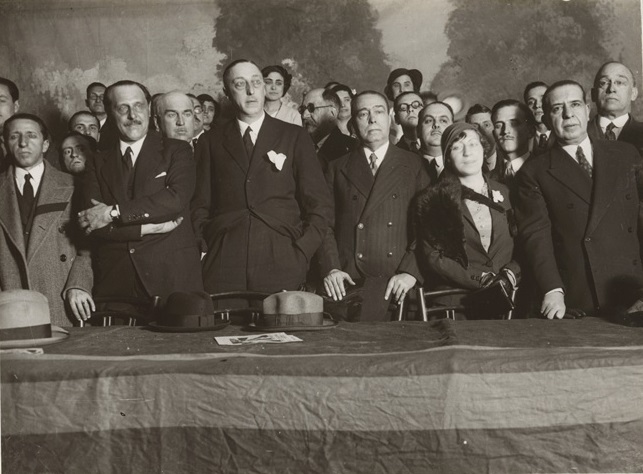
Mitin tradicionalista en el Teatro Bosque de Barcelona (1932)

Don Jaime había mantenido conversaciones con Alfonso XIII para la reunificación de sus ramas de la casa de Borbón, con la propuesta de establecer a Jaime como jefe de la casa de Borbón a cambio de que nombrara heredero al infante Don Juan, hijo de Alfonso XIII. Las negociaciones terminaron bruscamente con la muerte de Don Jaime, que había firmado con Alfonso XIII el pacto de Fontainebleau, pero Don Alfonso Carlos decidió no confirmarlo hasta a estar seguro de que el pacto salvaba los principios tradicionalistas. Finalmente no se llegó a ningún acuerdo definitivo con la dinastía alfonsina.
Los integristas regresaron al carlismo a finales de 1931. En enero del año siguiente, Don Alfonso Carlos reorganizó la Comunión Tradicionalista con una Junta Suprema bajo la presidencia del marqués de Villores, de la que formaron parte el conde de Rodezno, Juan María Roma y Joaquín Beunza (antiguos jaimistas); Manuel Senante y José María Lamamié de Clairac (antiguos integristas) y José Luis Oriol (antiguo maurista). En mayo de 1932 murió el marqués de Villores y fue sustituido por el conde de Rodezno como presidente de la Junta Central. Durante este periodo, el carlismo, como movimiento contrarrevolucionario plenamente opuesto a la República, adquirió nuevamente una gran fuerza en toda España, muy superior a la que había tenido en los años anteriores.

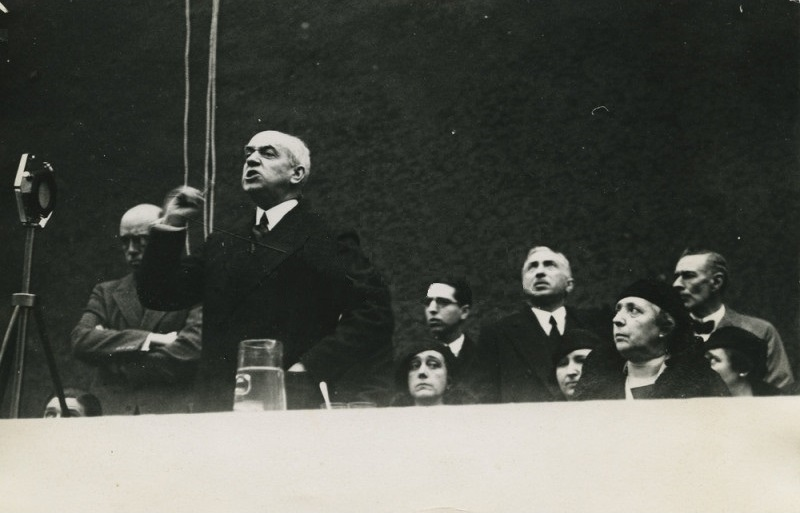
Discurso de Joaquín Beunza en Bilbao (1932)

El ambiente de tensión y radicalización que se vivía desde el final de la Dictablanda y el comienzo de la Segunda República se constata en los continuos enfrentamientos callejeros. El 17 de enero de 1931 se celebró en Bilbao un mitin tradicionalista que terminó en una colisión contra socialistas y republicanos saldada con tres muertos socialistas. En Pamplona también se produjo un enfrentamiento en 1932 entre carlistas y socialistas en el que murieron dos socialistas y en agosto del mismo año hubo una pelea en Letux (Zaragoza) en la que resultaron muertos algunos republicanos, entre ellos el alcalde del pueblo. En 1933 también se produjeron incidentes en Madrid, Zaragoza y Fuencarral, donde resultó herida una joven tradicionalista, María Luisa Leoz.
El marqués de Villores falleció en 1932, cuando las campañas de propaganda tradicionalistas habían extendido la vitalidad de la Comunión por todas las regiones de España. El anticlericalismo del bienio azañista propiciaría que se afiliasen al tradicionalismo muchos católicos opuestos al laicismo y el marxismo. De esta forma, el carlismo entró en una fase de expansión, aumentando la actividad y el número de los círculos o creándose secciones femeninas (las «Margaritas»). La Comunión Tradicionalista tuvo un importante respaldo en el País Vasco, Navarra, Cataluña y también en Andalucía, donde destacó rápidamente el abogado Manuel Fal Conde, que provenía del integrismo.

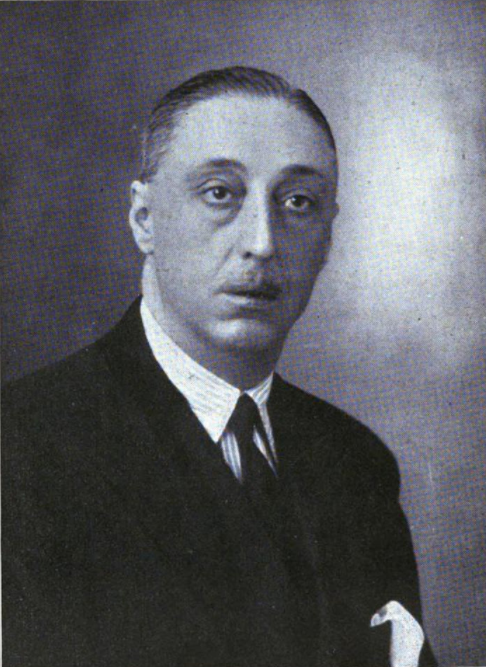
Tomás Domínguez Arévalo, conde de Rodezno

El 10 de agosto de 1932 se produjo el intento de golpe de Estado del general Sanjurjo en Sevilla y Madrid. Aunque el carlismo no estuvo comprometido oficialmente, muchos tradicionalistas participaron en el mismo y sus juventudes tuvieron serios enfrentamientos con los partidos de izquierda. En Madrid murieron en el tiroteo tres carlistas: el estudiante José María Triana y los militares Justo San Miguel y Castillo. Como consecuencia de los sucesos de agosto, el gobierno tomó importantes medidas contra los partidos de derecha, suspendió los periódicos carlistas y encarceló a un gran número de afiliados tradicionalistas. Además, a pesar del tímido apoyo inicial de algunos carlistas al Estatuto de Cataluña, el partido acabó por oponerse a él. Los carlistas de Álava y Navarra también se opusieron al Estatuto Vasco-Navarro, rompiendo sus relaciones con el PNV.
Para las elecciones generales de 1933 los tradicionalistas se pusieron de acuerdo con el partido monárquico Renovación Española, dirigido por Antonio Goicoechea, y constituyeron un centro electoral a fin de concurrir juntos a las elecciones: Tradicionalistas y Renovación Española (TYRE). Salieron elegidos como diputados, integrados en las listas de la coalición de la derecha, veintiún candidatos tradicionalistas por quince provincias distintas: el conde de Rodezno, Esteban Bilbao, Luis Arellano y Javier Martínez de Morentín, por Navarra; José Luis Oriol, por Álava; Marcelino Oreja, por Vizcaya; Francisco Estévanez, por Burgos; Miguel Martínez de Pinillos y Juan José Palomino, por Cádiz; Miguel de Miranda, por Logroño; Romualdo de Toledo, por Madrid; José Luis Zamanillo, por Santander; el obrero Ginés Martínez Rubio y Domingo Tejera, por Sevilla; Lamamié de Clairac, por Salamanca; Jesús Comín y Javier Ramírez Sinués, por Zaragoza; el barón de Cárcer, por Valencia; Joaquín Bau, por Tarragona; Casimiro de Sangenís, por Lérida; y Gonzalo Merás (militante tradicionalista y de Acción Popular al mismo tiempo), por Oviedo. Todos ellos constituyeron la minoría tradicionalista en el Congreso. La alianza radical-cedista y la amenaza marxista empujó a la Comunión Tradicionalista a una posición de extrema derecha, provocando la radicalización de sus bases.

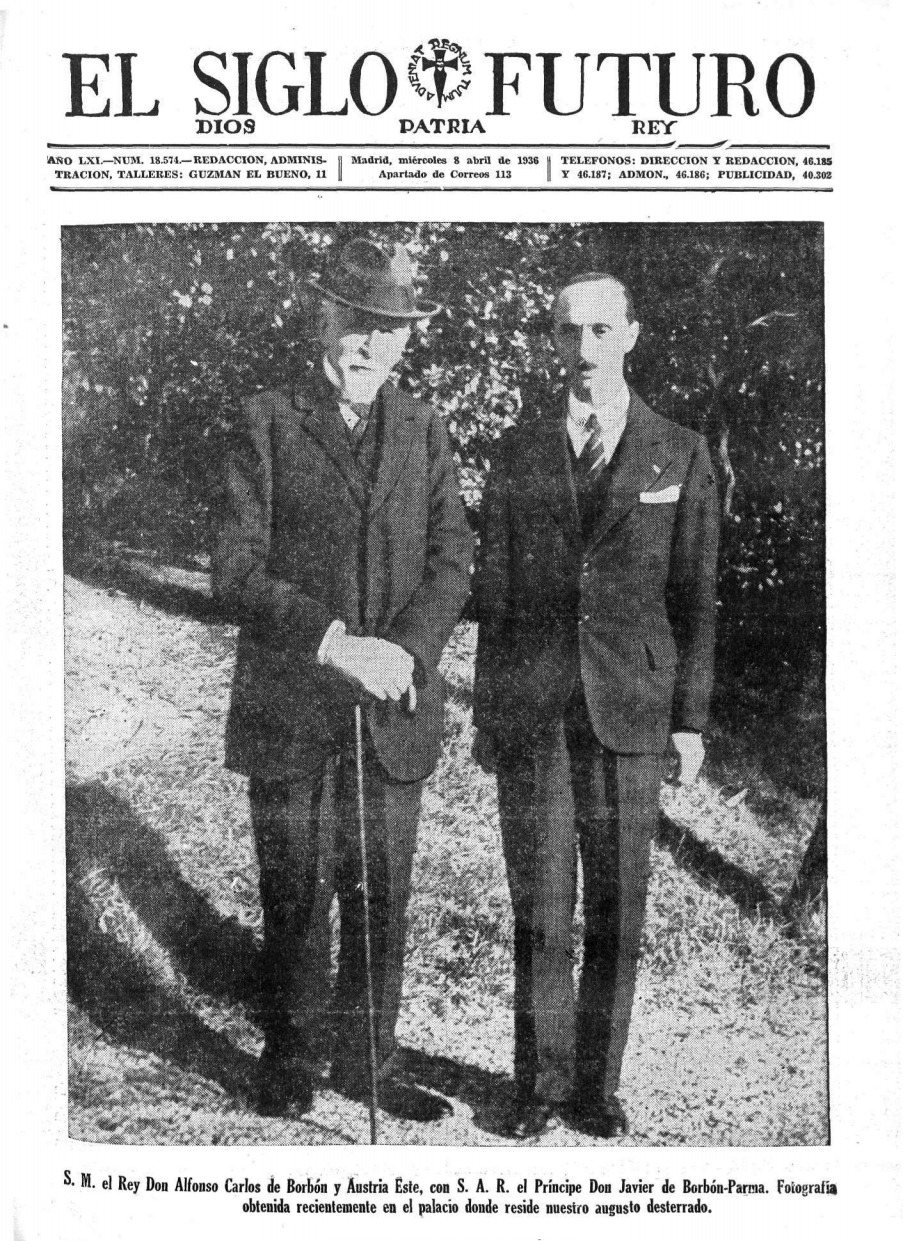
Portada de El Siglo Futuro del 8 de abril de 1936 con el caudillo de la Comunión Tradicionalista, Alfonso Carlos de Borbón, junto a su sucesor como regente, Javier de Borbón Parma.

Tras un fallido intento de aproximación con el destronado rey Alfonso XIII, y la divergencia de intereses con el conde de Rodezno, por su estrategia de aproximación a Alfonso XIII, Alfonso Carlos suprimió la Junta Suprema y designó en mayo de 1934 a Manuel Fal Conde como secretario general de la Comunión Tradicionalista, más combativo y hostil al acercamiento a los alfonsinos. Su primera intervención pública importante se produciría en la concentración de Potes. En abril de ese mismo año, Fal Conde ya había mostrado sus dotes de liderazgo como jefe tradicionalista de Andalucía Occidental, organizando la concentración y revista de los requetés sevillanos en la finca del Quintillo, donde desfilaron marcialmente y bien uniformados, lo que supuso una demostración de fuerza del carlismo andaluz frente a la denostada República. Los periódicos tradicionalistas, especialmente El Siglo Futuro lo compararon entonces con el caudillo carlista navarro Tomás de Zumalacárregui. Gracias a la labor de Fal Conde, el carlismo andaluz, sin tradición hasta entonces, había conseguido un enorme auge, llegando a ser conocida Andalucía como la "Navarra del Sur", con cuatro diputados tradicionalistas electos por la región.[cita requerida]
A lo largo de 1934 Fal Conde organizó los aspectos referidos a juventud, prensa, propaganda, hacienda y requetés. Durante la revolución de octubre de 1934, los carlistas asturianos, catalanes y vascos se pusieron de parte del gobierno central y se enfrentaron a los revolucionarios. Como consecuencia, fueron asesinandos el diputado Oreja en Mondragón; el párroco de Nava, José Marta; el veterano de la tercera guerra carlista Emilio Valenciano en Olloniego; César Gómez en Turón; Carlos Larrañaga, exalcalde de Azpeitia, en Éibar, Santiago de Arriazu y Arriazu en Pamplona[cita requerida] y otros. A partir de los sucesos revolucionarios de octubre, los carlistas pasarían a la conspiración y a la acción directa en contra de la República, considerando que la única salida posible al régimen republicano era la insurrección armada, lo que se manifestó en la reorganización del Requeté.

Variante del escudo vigente durante el periodo de la Restauración en el que se incorporó el Sagrado Corazón de Jesús. Este escudo fue muy utilizado por el Carlismo durante la Guerra Civil y los años inmediatamente posteriores a esta.

El monárquico alfonsino José Calvo Sotelo, líder de Renovación Española, propuso a finales de 1934 a los tradicionalistas una colaboración más estrecha formando parte del llamado Bloque Nacional. Los carlistas aceptaron la colaboración, pero manteniendo la independencia del partido. Los más entusiastas partidarios del Bloque eran Víctor Pradera y el conde de Rodezno. Ante el proceso de acercamiento con los alfonsinos, un sector del carlismo autodenominado «Núcleo de la Lealtad» o «cruzadista» cuyo periódico era El Cruzado Español, separado de la Comunión en octubre de 1932, propugnó que estando las demás ramas borbónicas inhábiles por su liberalismo, y de acuerdo a la pragmática de 1713, los derechos dinásticos corresponderían por vía femenina a la hija mayor de Carlos VII, lo que fue desautorizado por Alfonso Carlos. Pero dada la elevada edad de Alfonso Carlos, el hecho de no tener descendencia y tras haber roto sus opciones con los alfonsinos, el pretendiente se reafirmó en su descarte de la dinastía alfonsina y en enero de 1936 designó como regente, hasta que se dilucidase la cuestión sucesoria, a su sobrino político Javier de Borbón-Parma.
Como consecuencia de la enorme actividad tradicionalista durante este periodo, se formaron requetés en todas las regiones españolas bajo la dirección del diputado Zamanillo, y en 1935 se convocaron concentraciones carlistas en las que participó una multitud de personas. En Poblet se juntaron 30 000 jóvenes catalanes, y en Montserrat, donde se concentraron 40.000 hombres, Fal Conde proclamó: «si la revolución quiere llevarnos a la guerra, habrá guerra». Poco después, 8.000 requetés navarros maniobraban en Villaba perfectamente organizados. El 20 de diciembre de 1935 Don Alfonso Carlos elevó Fal Conde al cargo de Delegado Regio, con un consejo asesor compuesto por Bilbao, Senante, Lamamié de Clairac, Lorenzo María Alier y Luis Hernando de Larramendi.
Aunque los carlistas estaban ya plenamente dedicados a la conspiración con los militares, participaron en las elecciones de febrero en las coaliciones de derechas (Frente Nacional Contrarrevolucionario y Frente Catalán de Orden) contra el Frente Popular y salieron elegidos como diputados el conde de Rodezno, Martínez de Morentín, Arellano, Oriol, Estévanez, Joaquín Bau, Lamamié de Clairac, Ginés Martínez, Sangenís, Jesús Comín, José Luis Gaytán de Ayala, José María Araúz de Robles, José María Valiente, Jesús Elizalde, y Jesús Requejo. Sin embargo, de los quince diputados tradicionalistas electos el nuevo gobierno anuló las actas de Granada, donde había sido sido elegido Araúz de Robles, e invalidó las de Lamamié de Clairac y Estévanez.

## Guerra civil española

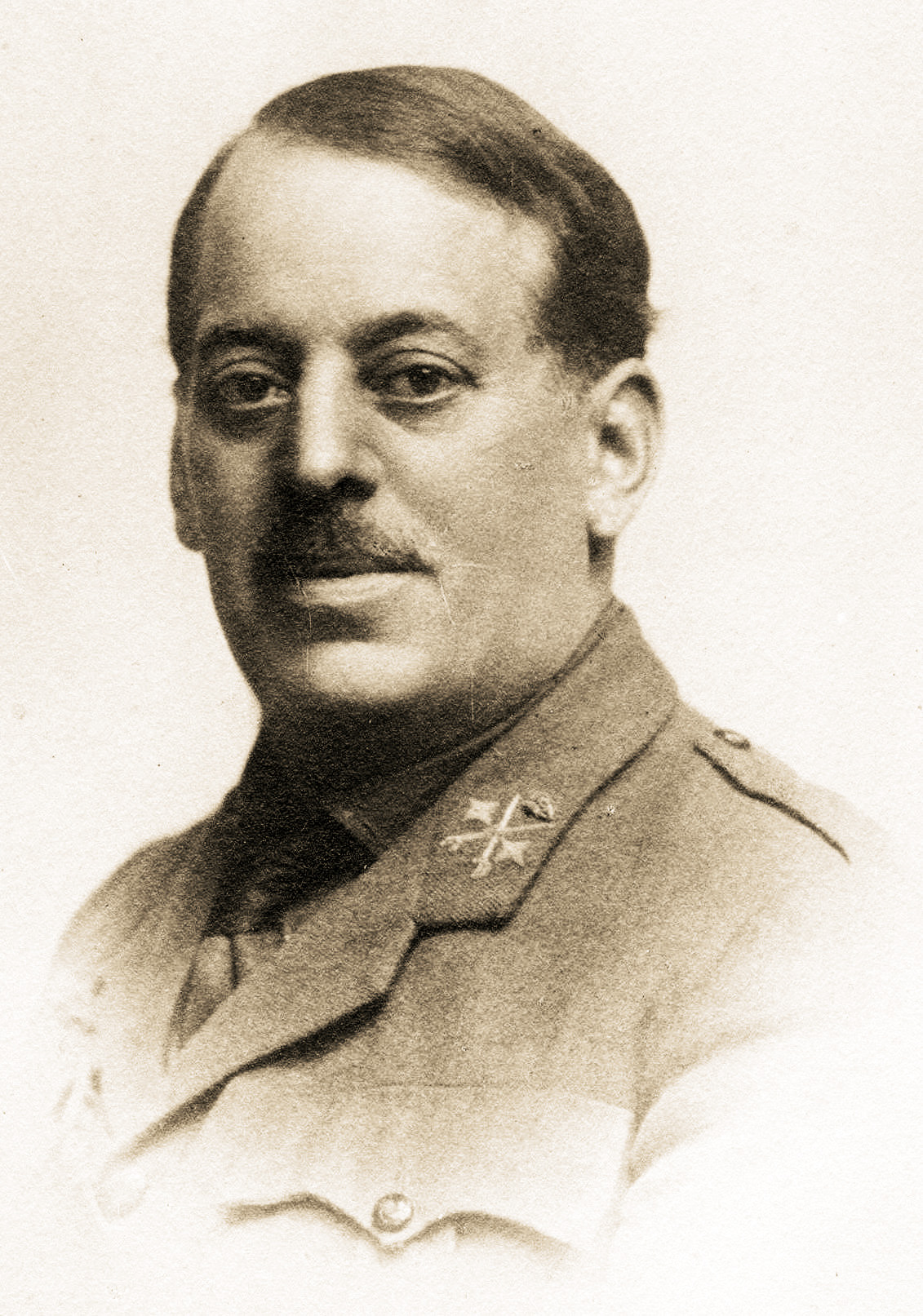
El general Sanjurjo

El triunfo del Frente Popular aceleró la conspiración de los carlistas, que presagiaban una revolución comunista en España. Se constituyó un Estado Mayor carlista bajo la dirección del general Muslera, quedando a cargo de las milicias José Luis Zamanillo, delegado nacional del Requeté. Fal Conde y Don Javier, representante de Don Alfonso Carlos, organizaron los requetés y en mayo se reunieron en Lisboa con el general Sanjurjo, a quien ofrecieron la dirección militar del alzamiento carlista en el Norte. Sanjurjo decidió que en caso de que el movimiento militar fracasara, él seguiría al frente de los requetés en Navarra, pero consideraba que era necesaria la participación del Ejército, por lo que convenía que se pusieran de acuerdo con el general Mola. En las conversaciones con Mola surgieron algunas diferencias, pero el asesinato de Calvo Sotelo el 13 de julio favoreció el acuerdo final.
Tras largas negociaciones los tradicionalistas acabaron sumándose al levantamiento que preparaba el Ejército y que daría lugar a la guerra civil española, participando con unidades de voluntarios carlistas, agrupados en Tercios de Requetés, que tuvieron una actividad destacada. Así, el Requeté, se unió al golpe de Estado del 18 de julio de 1936 junto con las milicias de Falange Española de las JONS y combatió en la Guerra Civil, llegando a integrar a más de 60 000 combatientes voluntarios repartidos en 67 tercios.

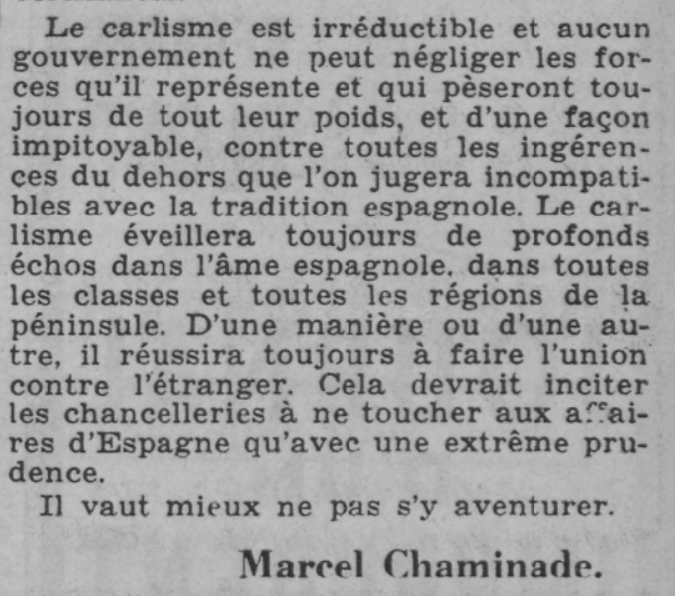
Extracto de un artículo del periodista francés Marcel Chaminade en la revista Marianne (5/8/1936), donde presentaba la guerra civil española como una nueva insurrección carlista, y el carlismo como un movimiento «irreductible», desaconsejando a sus compatriotas intervenir en el conflicto.

Bajo el mando del general Mola formaron una columna que trató de tomar Madrid, no siendo detenida hasta el puerto de Navacerrada. Sin embargo, ya desde el comienzo de la guerra los carlistas, y en especial su líder Manuel Fal Conde, tuvieron serias divergencias con la jefatura de la sublevación. Entretanto, a la muerte del pretendiente Alfonso Carlos el 29 de septiembre de 1936 Javier de Borbón-Parma asumió la regencia, tal como había dispuesto el pretendiente. La Comunión Tradicionalista desapareció formalmente en 1937 como consecuencia del Decreto de Unificación que fundió la Falange y Comunión Tradicionalista en un partido único denominado Falange Española Tradicionalista de las JONS, posteriormente conocido como Movimiento Nacional.
Fal Conde tuvo que exiliarse a Portugal tras pretender crear una Real Academia Militar carlista, en la que formar política y militarmente a los oficiales del requeté. Desde su exilio portugués se opuso al Decreto de Unificación, sin resultados:

«... No se había olvidado de los carlistas. Franco en persona invitó a Fal Conde, el jefe carlista exiliado en Lisboa, a formar parte del Consejo Nacional de FET, en noviembre de 1937. Fal Conde no aceptó  y el ofrecimiento fue retirado definitivamente el 6 de marzo de 1938. El conde de Rodezno, que seguía en importancia a Fal Conde entre los carlistas, fue nombrado, a pesar de todo, Ministro de Justicia...»

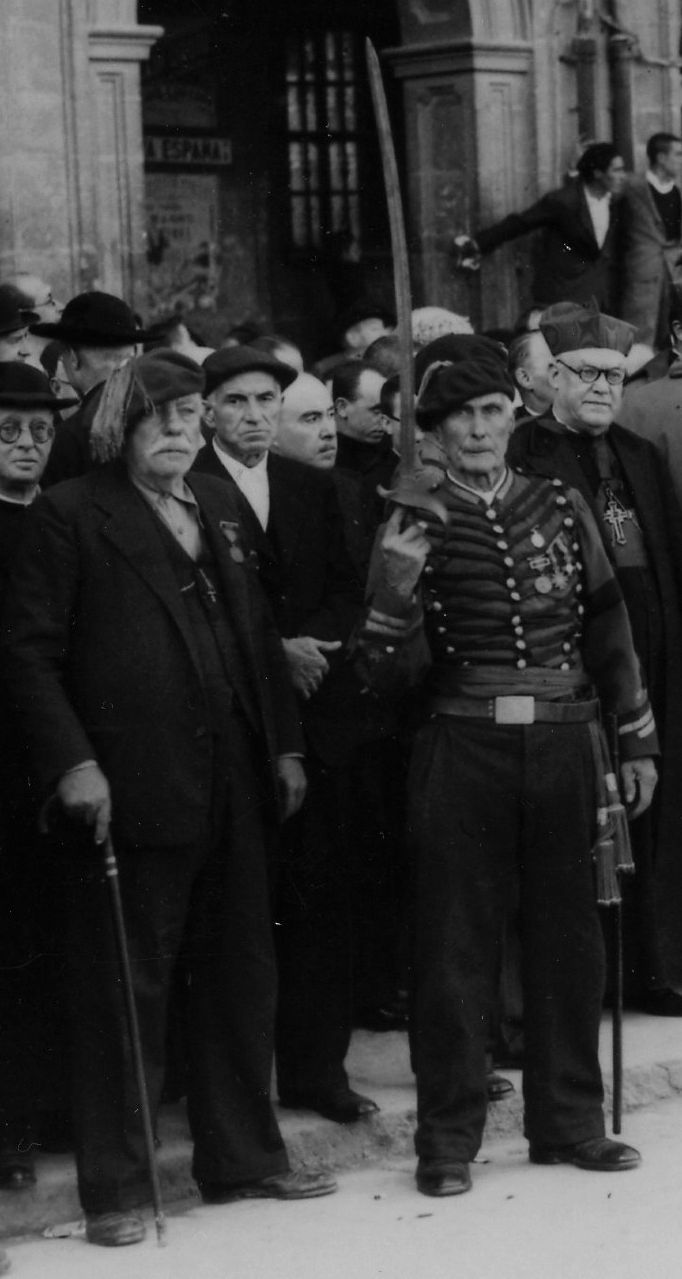
Francisco Echeverría, veterano de la tercera guerra carlista, durante un desfile del bando nacional.

El carlismo se mantuvo dividido, un grupo más intransigente liderado por Fal Conde, con respaldo del regente Javier de Borbón, y otro más identificado con los militares nacionales y falangistas, encabezado por el conde de Rodezno.
La unificación impuesta por Franco en abril de 1937 con la Falange Española, en contra de la opinión de Fal Conde y del regente, contó con la aceptación de la mayor parte de los carlistas en el frente, especialmente el apoyo del carlismo navarro y de parte del vasco, que apoyaba al conde de Rodezno. El regente expulsó de la Comunión Tradicionalista a los que aceptaron puestos en el nuevo partido único, la Falange Española Tradicionalista y de las JONS, y tras una entrevista con Francisco Franco, fue expulsado de España, estableciéndose en Francia.
La unificación terminó con el carlismo como partido legal, aunque no como fuerza política, y aunque perdió sus periódicos y edificios, mantuvo una cierta influencia en el gobierno franquista, a través del ministro de Justicia, que era el conde de Rodezno, al tiempo que los carlistas manifestaban su disgusto con la ideología parafascista que predominaba en la FET y de las JONS. Con la ocupación alemana de Francia, los nazis detuvieron al regente Javier de Borbón-Parma y lo trasladaron al campo de concentración de Natzweiler y luego, ante el avance de los aliados, al de Dachau hasta su liberación.

## El carlismo durante el franquismo

### El carlismo durante la posguerra

Escudo que establece Javier I de Borbón como símbolo de la causa carlista y la Familia Real incorporando en un escusón el Corazón Inmaculado de María en 1942.

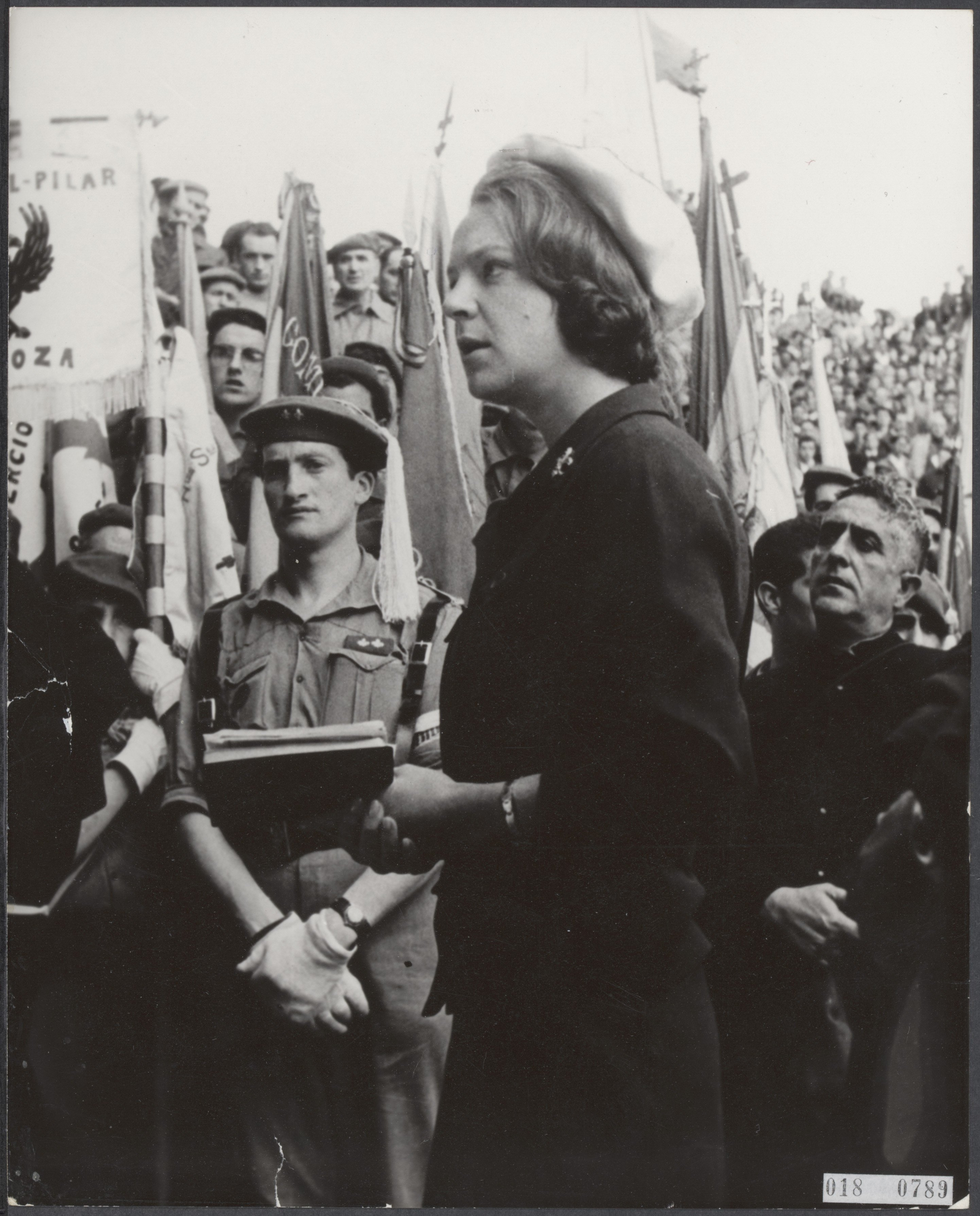
Presidencia de la princesa Irene de Lippe-Biesterfeld del viacrucis de Montejurra 1965.

Durante el franquismo, el carlismo que había sido oficialmente "integrado" en el Movimiento Nacional, quedó relegado frente a la Falange, y en la práctica perseguido, con detenciones, cierres de círculos y confiscación de publicaciones y rotativos. Al mismo tiempo, el carlismo tuvo su propia crisis dinástica interna. Tras el regreso de Fal Conde a España, prohibió el alistamento de carlistas en la División Azul, lo que provocó que las autoridades le confinasen en Ferrerías (Menorca) durante unos meses.
Ante el avance de los aliados en la Segunda Guerra Mundial, en 1943 diversas personalidades de la Comunión Tradicionalista enviaron una carta al general Franco, solicitándole que abandonase el «ensayo totalitario», volviese al «espíritu inicial del Alzamiento» y restaurase la monarquía tradicional española para evitar que España cayese de nuevo en lo que definían como «la falsa "legalidad" democrática del sufragio inorgánico». La carta iba firmada por Fal Conde, Manuel Senante, el conde de Rodezno, José María Araúz de Robles, José María Lamamié de Clairac, José Luis Zamanillo, Antonio Iturmendi, José María Valiente, Agustín González de Amezúa, Juan Sáenz-Díez, Rafael Olazábal, Joaquín Baleztena, Mauricio de Sivatte, Calixto González Quevedo, Jesús Elizalde y José Martínez Berasain.
El mismo año de 1943 el grupo heredero del cruzadismo (los carlo-octavistas), encabezados por Jesús de Cora, y con cierto apoyo dentro del régimen franquista, reconoció al archiduque Carlos de Habsburgo-Lorena y Borbón como rey con el nombre de Carlos VIII, nieto de Carlos VII por vía femenina. La organización conocida como Comunión Carlista fue liderada por Jesús de Cora y Carlos VIII obtuvo el apoyo del régimen franquista para crear disidencias entre los monárquicos. Tras el fallecimiento del archiduque en 1953, sus partidarios intentaron revivir el movimiento con sus hermanos, pero en vano. En 1986, lo que quedaba de Comunión Carlista se integraría en la Comunión Tradicionalista Carlista.
Durante la posguerra, el sector de la Comunión Tradicionalista leal a Fal Conde y opuesto a la Unificación tuvo una existencia marginal y falta de liderazgo efectivo. Javier de Borbón-Parma regresó en diversos momentos a España, siendo en todas ellas expulsado por las autoridades franquistas por su actividad política. Finalmente en 1952, Don Javier asume formalmente la sucesión de Alfonso Carlos debido a las presiones de los dirigentes del carlismo para poner fin a la regencia, proclamándose rey con el nombre de Javier I. A partir del 11 de agosto de 1955, con el cese de Fal Conde y la asunción de la jefatura carlista por Javier, se nombra una junta presidida por José María Valiente, que realizó una política de colaboración con el régimen.
La falta de liderazgo e indecisiones de Javier de Borbón produjo nuevas divisiones:
- El 20 de diciembre de 1957 unos 50 dirigentes carlistas, dirigidos por Luis Arellano y José María Araúz de Robles, visitaron a Juan de Borbón en Estoril para reconocerlo como rey. Previamente en 1946, el conde de Rodezno ya había hecho una aproximación a Juan de Borbón del que salieron las Bases de Estoril.[114] Las facciones javieristas y juanistas se enfrentarían en Montejurra desde 1958.[111]

- En 1958 Mauricio de Sivatte, expulsado de la Comunión Tradicionalista en 1950, estableció un grupo bajo el nombre de «Regencia Nacional y Carlista de Estella» (RENACE) de carácter antifranquista y tradicionalista. Sivatte consiguió arrastrar inicialmente a gran parte de los carlistas catalanes, pero casi todos sus partidarios lo abandonaron en 1964 para volver a reintegrarse en el carlismo que lideraban Don Javier y su hijo Carlos Hugo. En 1986, se integró en la Comunión Tradicionalista Carlista.

- En 1961 Ramón Forcadell Prats fundó en Ulldecona (Tarragona) la Hermandad Nacional Monárquica del Maestrazgo, integrada por antiguos combatientes requetés e intelectuales como José María Domingo-Arnau. Colaboró con el régimen franquista y promovió la causa monárquica en España. Según Ramón M. Rodón, se fue distanciando de Don Javier hasta reconocer en 1969 el nombramiento de Juan Carlos de Borbón como futuro rey de España.[115] De acuerdo con Josep Carles Clemente, la Hermandad promovió la candidatura al trono de Alfonso de Borbón y Dampierre.[116]

La Ley de Principios Fundamentales del Movimiento de 1958 daría nuevas esperanzas al carlismo. Esta ley se inspiraba en buena medida en la doctrina tradicionalista y definía por primera vez al Movimiento Nacional como «Comunión», proclamando el «acatamiento a la Ley de Dios según la doctrina de la Iglesia» (Declaración II) y la «Monarquía tradicional, católica, social y representativa» (Declaración VII), principios defendidos por los carlistas. El régimen permitió asimismo que se constituyesen asociaciones carlistas en toda España (los círculos Vázquez de Mella y la Hermandad de Antiguos Combatientes de Tercios de Requetés) y que se celebrasen las multitudinarias concentraciones anuales de Montejurra, que fueron promovidas por la prensa franquista y el NO-DO, y que contaron con la presencia de la familia Borbón-Parma. Durante esta época, el príncipe Carlos Hugo de Borbón-Parma aspiraría a ser designado rey de España de acuerdo con lo establecido en la Ley de Sucesión en la Jefatura del Estado.
Durante este periodo destacaron como pensadores carlistas, entre otros, Francisco Elías de Tejada, Rafael Gambra y Álvaro d'Ors.

### El carlismo ante el Concilio Vaticano Segundo
Ante el proyecto de ley de libertad de cultos del ministro de Exteriores Fernando María Castiella anunciado en 1962, y frente a las nuevas tendencias modernistas en el seno de la Iglesia que promovían el principio de libertad religiosa al iniciarse el Concilio Vaticano Segundo, en mayo de 1963 el jefe delegado de la Comunión Tradicionalista José María Valiente y los jefes regionales redactaron un manifiesto en defensa de la «Unidad Católica de España» en nombre del rey Javier.
Manuel Fal Conde, predecesor de Valiente, también trató de evitar la declaración de libertad religiosa del Concilio, ya que la unidad católica de España constituía una de las principales reivindicaciones históricas del carlismo, iniciando una Cruzada de oraciones y de misas y convocando, como presidente de la Editorial Católica Española, un concurso para premiar un libro sobre la unidad católica como fundamento político-social de España, que ganaría en 1965 Rafael Gambra.
La promulgación final el 7 de diciembre de 1965 de la declaración Dignitatis humanae por parte de la Iglesia supuso un fuerte revés para la dirección de la Comunión Tradicionalista, que se vio privada de parte de su sostén ideológico en la doctrina católica. Aun así, gran parte de los carlistas siguió reivindicando la unidad católica de España, y varios procuradores tradicionalistas en las Cortes franquistas, como el barón de Cárcer, José Luis Zamanillo, José María Codón, Miguel Fagoaga, Lucas María de Oriol, Agustín de Asís Garrote o Agustín de Bárcena, se opusieron a la aprobación de la Ley de libertad religiosa de 1967.

### El carlismo socialista autogestionario y la división ideológica del movimiento

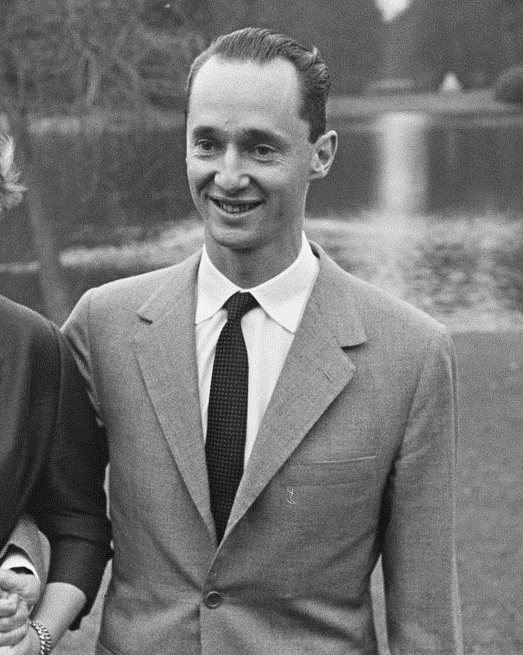
Carlos Hugo

Después de 1965 comenzó la etapa de profundo cambio ideológico de una parte del carlismo, impulsado por sectores de la organización universitaria AET y la obrera MOT influidos por los cambios producidos en la Iglesia Católica a raíz del Concilio Vaticano II. Se empezaba a gestar así un giro hacia la izquierda que se vio refrendado por el ascenso de José María de Zavala a la secretaría general del carlismo javierista en 1966. Ese mismo año el procurador en Cortes José Ángel Zubiaur exigía la anulación del Decreto de Derogación del Concierto Económico de Vizcaya y Guipúzcoa durante los actos de Montejurra, mientras en un sector de la juventud carlista de las Provincias Vascongadas y Navarra se producía un acercamiento a las posiciones del nacionalismo vasco. En este proceso sería especialmente determinante la actividad de la secretaría del príncipe Carlos Hugo, que promovió el cambio ideológico en sentido progresista, ante la perplejidad de muchos carlistas veteranos, que enviaron numerosas cartas a Don Javier para que la Comunión Tradicionalista mantuviese sus principios. Sin embargo, los secretarios de Carlos Hugo, que de acuerdo con Ricardo de la Cierva crearían el mito de Carlos Hugo como príncipe socialista, afirmarían desvincularse del carlismo en 1967 cuando, según La Cierva, Carlos Hugo «volvió al integrismo».
No obstante, ante la designación de Juan Carlos de Borbón como sucesor de Franco y la expulsión de España en 1968 de Carlos Hugo y Javier, el sector progresista de la Comunión Tradicionalista, con Carlos Hugo a la cabeza, aceleró su cambio ideológico al socialismo autogestionario, en medio de una profunda división entre la militancia entre tradicionalistas y partidarios del cambio, logrando estos últimos la expulsión de José María Valiente. En 1971 la junta de gobierno carlohuguista reconoció abiertamente su oposición al régimen franquista y en el Congreso del Pueblo Carlista se cambió la denominación de Comunión Tradicionalista por la de Partido Carlista, abandonando el calificativo de tradicionalista que definía a los carlistas desde hacía un siglo. Incluso hubo intentos de lucha armada dentro del nuevo carlismo de izquierdas protagonizados por los GAC, pequeña agrupación desarticulada por la policía en 1972 que colaboró con ETA y atentó contra el periódico carlista tradicionalista El Pensamiento Navarro. En el congreso federal de 1972, el Partido Carlista se definió como un partido de masas, de clase, democrático, socialista y monárquico federal. El nuevo Partido Carlista se incorporó a la Junta Democrática de España y después de abandonarla a la Plataforma de Convergencia Democrática.
Poco después de que el pretendiente Don Javier sufriera un accidente de automóvil, este otorgó plenos poderes a su hijo, Carlos Hugo de Borbón-Parma, para dirigir el partido, y el 20 de abril de 1975 abdicó en él. Durante estos años, el Secretario Federal de Organización del Partido Carlista fue el periodista Carlos Carnicero.

## El carlismo durante la Transición

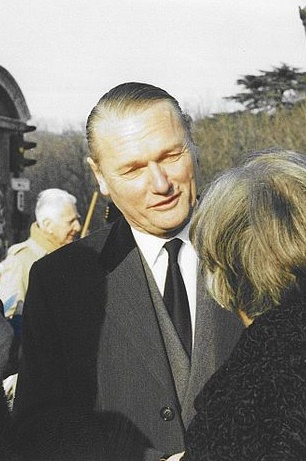
Sixto Enrique de Borbón

El cambio ideológico de Carlos Hugo fue uno de los factores que produjo el retraimiento progresivo de la base popular carlista, que ya no sabía a qué atenerse. Los carlistas de mayor edad y los excombatientes requetés, junto con los jóvenes tradicionalistas, dejaron de participar en la concentración anual de Montejurra (Vía Crucis instituido en memoria de los requetés muertos en la Guerra Civil), como constata el gran descenso en el número de participantes (de casi 100.000 en la década de 1960 a unos 5000 a inicios de los 70).
Los partidarios de Carlos Hugo se propusieron asimismo realizar una reinterpretación histórica del carlismo, defendida principalmente por el periodista José Carlos Clemente, en la que también colaboraron otros militantes del partido como Evaristo Olcina, Fernando García Villarrubia y María Teresa de Borbón Parma. Según esta reinterpretación, el carlismo habría sido siempre «un movimiento eminentemente popular y anticapitalista contrario al oligárquico y centralista Estado liberal».
Un sector del carlismo encabezado por Raimundo de Miguel, Juan Sáenz-Díez y José Arturo Márquez de Prado no reconoció a Carlos Hugo como rey legítimo por no aceptar este la doctrina tradicionalista. En abril de 1975, un grupo de personalidades carlistas enviaron una carta a Don Javier manifestando su discrepancia con la desviación por parte del príncipe Carlos Hugo del pensamiento carlista tradicional condensado en el lema de «Dios, Patria, Fueros y Rey» y la nueva línea «del llamado  partido carlista». Ante el silencio del pretendiente, le enviaron una segunda carta, redactada por Raimundo de Miguel, en la que se acusaba al partido carlista «aconfesional, democrático, liberal y socialista» no solo de haber hecho tabula rasa del pensamiento y la historia del carlismo, sino de haberla querido interpretar con los puntos de vista de «sus seculares enemigos». La carta era un intento a la desesperada de que el pretendiente pusiera remedio a la situación que había producido el retraimiento de las masas carlistas y amenazaba con hacer desaparecer el movimiento. Don Javier, sin embargo, abdicó sus derechos en Carlos Hugo en abril de 1975.
El 11 de junio de 1975, el Partido Carlista de Carlos Hugo, en colaboración con otras fuerzas antifranquistas como el Partido Socialista Obrero Español y el Consejo Consultivo del Gobierno vasco en el exilio, participó en la fundación de la Plataforma de Convergencia Democrática.
Carlos Hugo no quiso contestar a las exigencias que le expuso el mismo sector tradicionalista que había protestado ante su padre, por lo que en julio este sector declaró desvincularse de su obediencia en una última carta al príncipe. También en julio este sector afirmó formalmente la reactivación de la Comunión Tradicionalista, que tuvo fuerza en Sevilla, Valencia y otras zonas. En septiembre sería Sixto Enrique quien acusaría su hermano de haber abandonado los principios carlistas, negándose a reconocerlo como rey de los carlistas y declarándose Abanderado de la Comunión Tradicionalista por «lealtad al pueblo carlista», sin asumir derechos dinásticos que no lo correspondían.
Sin embargo la Comunión Tradicionalista de Sixto Enrique no logró atraerse a los sectores tradicionalistas escindidos del carlismo con anterioridad, como la RENACE que lideraba Sivatte, de pasado antifranquista, que no reconocía a ningún pretendiente, o los que habían destacado por su colaboración con el franquismo, y que reconocieron como futuro Rey a Juan Carlos: la Unión Nacional Española y el Partido Social Regionalista (Unión Institucional).
Tras la muerte de Franco, los carlistas tradicionalistas colaboraron con Fuerza Nueva y llegaron a enfrentarse con los seguidores de Carlos Hugo en los actos de Montejurra de 1976, en lo que comúnmente se denominó como los «Sucesos de Montejurra», que se saldó con la muerte a balazos de dos partidarios de Carlos Hugo (Ricardo García Pellejero y Aniano Jiménez Santos) y varios heridos. En sentencia de la Audiencia Nacional de 5 de noviembre de 2003 se reconoció a los dos asesinados como «víctimas del terrorismo», remitiéndose a la Sentencia dictada por el Tribunal Supremo de 3 de julio de 1978, siéndole entregada a una de sus viudas la Medalla de Oro de Navarra. Los responsables de estos hechos se beneficiaron de la amnistía de 1977 y quedó extinguida su responsabilidad penal. En 1978 ETA asesinó a José María Arrizabalaga, jefe de la Juventud de la Comunión Tradicionalista en Vizcaya, como represalia por los sucesos de Montejurra y con el objetivo de neutralizar al carlismo tradicionalista en el País Vasco y Navarra.

Emblema del Partido Carlista.

A la llegada de la Transición, el Partido Carlista, que tenía 8.500 militantes[cita requerida] en 1977, no pudo participar con sus siglas en las primeras elecciones al parlamento español, por no llegarle el reconocimiento a tiempo. Sin embargo, se presentó por Navarra bajo la plataforma electoral «Montejurra (Fueros-Autonomía-Socialismo-Autogestión)» y a pesar de la intensa campaña electoral, no logró ningún diputado, obteniendo solo 8.451 votos en Navarra (3,57 %), mientras que Alianza Foral Navarra —partido formado por carlistas tradicionalistas que acabaría integrándose en AP y UPN— logró 21.900 (8,47 %), quedándose también sin representación en el Congreso.
En 1978 el Partido Carlista pediría el voto positivo para la Constitución Española. En las elecciones de 1979 el propio Carlos Hugo encabezó la candidatura del Partido Carlista en Navarra, donde consiguió 19.522 votos (7,7 %) pero ningún escaño. Ante el fracaso electoral, en noviembre de 1979 renunció a la presidencia del partido y en abril de 1980 se dio de baja en la organización, abandonando la política activa. Según Isidre Molas, tras una entrevista con el rey Juan Carlos en 1979, Carlos Hugo anunció también que dejaba de reclamar sus supuestos derechos dinásticos.
La Comunión Tradicionalista reconstituida sería legalizada en 1977 y pidió votar no a la Constitución española de 1978 junto con otras fuerzas de extrema derecha que calificaron el texto constitucional como peligroso para «la unidad nacional, la religión y la moral, la integridad de la familia, la educación cristiana, la armonía de las empresas, la seguridad del trabajo y del salario y el nivel de vida del pueblo español». La Comunión Tradicionalista se presentó a las elecciones generales de 1979 junto con Fuerza Nueva en la coalición Unión Nacional, obteniendo un escaño por Madrid que ocupó Blas Piñar.

### Víctimas tradicionalistas de ETA en la Transición
Las personas enumeradas a continuación son algunas de las víctimas carlistas de la banda terrorista ETA, asesinadas o heridas gravemente, durante la Transición:
- Víctor Legórburu Ibarreche: (+ 9 de febrero de 1976).

Alcalde de Galdácano, de ideas tradicionalistas.
- Esteban Belderrain Madariaga: (+ 16 de marzo de 1978).

Exteniente de alcalde de Castillo y Elejabeitia (Artea, Vizcaya), era cobrador de la autopista Bilbao-Behobia. Dispuesto a organizar el carlismo en Arratia, colaboraba también con Fuerza Nueva.
- Javier Jáuregui Bernaola: (+ 8 de julio de 1978).

Dueño de un bar y juez de paz de Lemona. Colaboraba con los tradicionalistas. En determinados días colocaba la bandera española en la puerta de su bar.
- Elías Elexpe Astondoa: (+ 25 de noviembre de 1978).

Taxista de Amorebieta. Era tradicionalista.
- José María Arrizabalaga Arcocha: (+ 27 de diciembre de 1978).

Jefe de las Juventudes Tradicionalistas de Vizcaya. Asesinado en Ondárroa.
- Jesús Ulayar Liciaga: (+ 27 de enero de 1979).

Alcalde de Echarri-Aranaz (Navarra). Se le conocía por sus ideas tradicionalistas carlistas.
- Luis María Uriarte Alzáa: (+ 5 de octubre de 1979).

De conocida familia carlista de Durango. Fue alcalde de Vedia y por ello perteneció al Consejo Provincial del Movimiento. Carlista de convicción, era asiduo a los actos de Montejurra.
- Eloy Ruiz Cortadi: (herido grave el 16 de marzo de 1976).

Hijo del capitán del Tercio de Begoña, Eloy Ruiz Aramburu, era el cabeza de los carlistas vizcaínos que reconocieron a Don Juan. Lo tirotearon en Portugalete cuando iba a dejar a su novia en casa, en su coche Mini Morris. Se exilió a Galicia.

## Formaciones carlistas en la actualidad

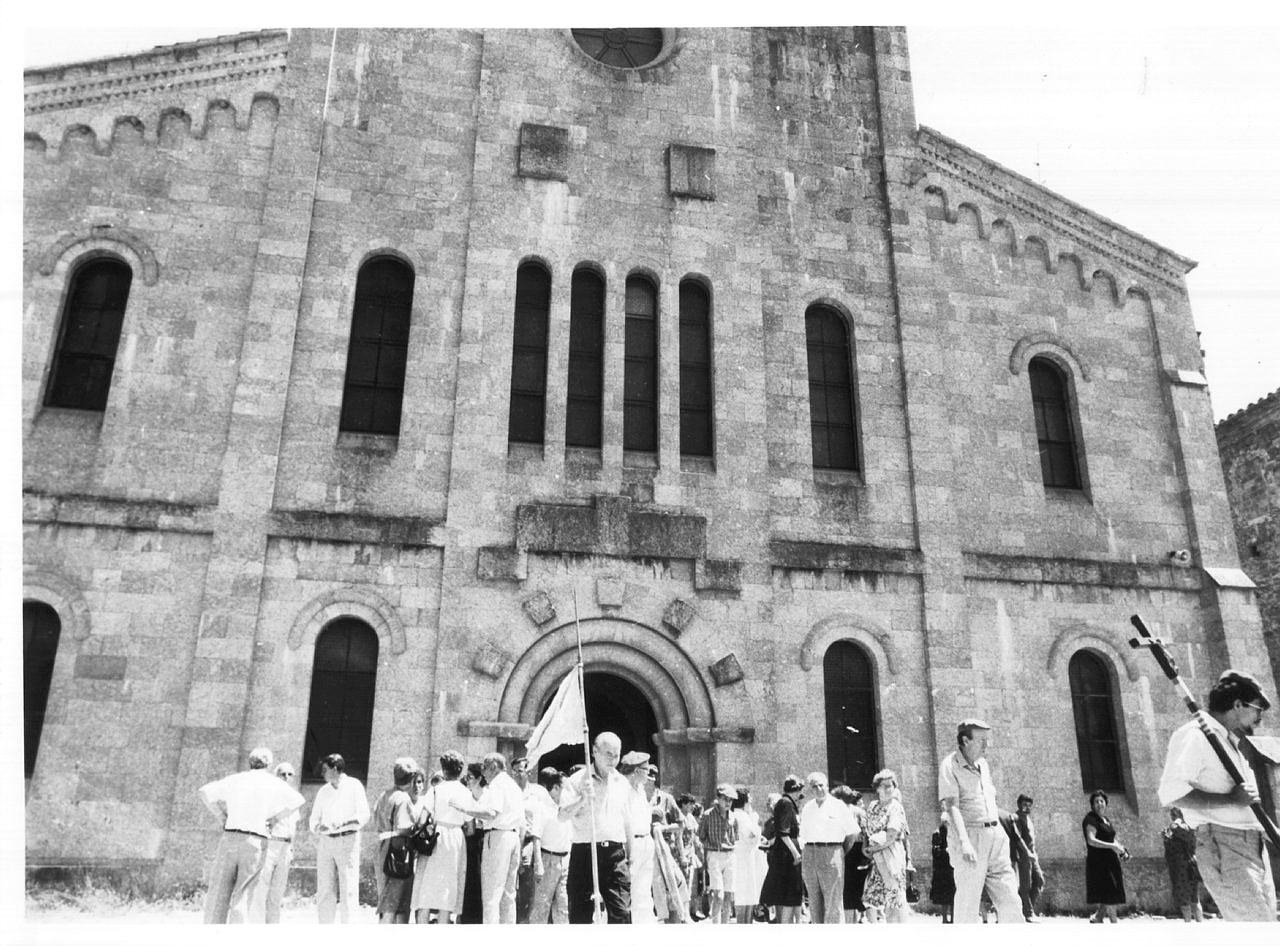
Carlistas tradicionalistas en el santuario Santa María del Collell, San Miguel de Campmajor (Gerona), 1986

Después de la Transición Española, el carlismo, ya sin posibilidades reales de influencia en el gobierno o de establecer a corto o medio plazo una monarquía según sus principios, pasó de ser un movimiento de masas a un movimiento muy minoritario compuesto por "leales".
El carlismo de izquierdas continuó con el Partido Carlista, al que está federado en Navarra y País Vasco el Partido Carlista de Euskalherria / Euskal-Herriko Karlista Alderdia (EKA), legalizado en el año 2000, con el lema «Libertad, Socialismo, Federalismo y Autogestión». En la década de 1970 fue fundado por influencia de la terminología aranista con el nombre de Partido Carlista de Euskadi. Sigue celebrando todos los años el acto de Montejurra el primer domingo de mayo, con la asistencia de algunas decenas de personas. Se presentó a las elecciones municipales de 2003 por Bilbao, Tolosa, Oria, Andosilla, Olite y Tudela, logrando solamente un concejal por la villa navarra de Andosilla. En las elecciones municipales de 2007 se presentó por Bilbao, Andosilla y Tudela, sin obtener ningún concejal y alcanzando menos del 1 % de los votos en todas sus candidaturas. En los comicios locales de 2011 presentó candidatura solo por Bilbao y Pamplona, obteniendo en ambas ciudades menos del 0,1 % de los votos válidos. En las elecciones municipales de 2015 no presentó candidatura por ningún municipio.
En el «Congreso de la Unidad Carlista», celebrado en 1986 en San Lorenzo de El Escorial, se unificaron varios grupos tradicionalistas, entre ellos la reconstituida Comunión Tradicionalista, creando la Comunión Tradicionalista Carlista (CTC), que se proclamó heredera y continuadora de la historia, doctrina y pensamiento monárquico y político del carlismo. Esta formación (CTC), que actualmente no reconoce a ningún pretendiente, concurrió a las elecciones al Parlamento Europeo de 1994, obteniendo en toda España 5226 votos (0,03 %). En 2004 obtuvo 25 000 votos en toda España en sus candidaturas al Senado. Se presentó nuevamente a la cámara alta en las elecciones generales de 2008, alcanzando unos 45 000 votos, de los cuales 25 470 (0,48 %) los obtuvo en la circunscripción de Barcelona. En 2014 concurrió a las elecciones al Parlamento Europeo en la coalición "Impulso Social", logrando 17 774 votos.
La deriva[cita requerida] de la Comunión Tradicionalista Carlista hizo que algunos elementos procedentes de la anterior Comunión Tradicionalista se desligaran de este conjunto y así, en enero de 2001, Sixto Enrique de Borbón, publicó un manifiesto llamando al reagrupamiento de los carlistas, a consecuencia del cual sus seguidores comenzaron a desarrollar cierta actividad, reactivando la Comunión Tradicionalista (CT), al margen de la Comunión Tradicionalista Carlista (CTC), y en torno a una Secretaría Política dirigida por Rafael Gambra Ciudad y, tras la muerte de este, por Miguel Ayuso Torres. En 2010 asumió su Jefatura Delegada José Miguel Gambra.
En la actualidad, Sixto de Borbón y el hijo de Carlos Hugo, Carlos Javier, son los pretendientes al trono de España.

## Música carlista
No existen estudios completos sobre este tema, pero sí algunos cuadernos de guerra con música y partituras, recogidos en archivos públicos y privados; cancioneros; prensa con publicaciones musicales, testimonios recogidos en libros, artículos y libros con secciones referentes a la música que acompaña al Carlismo.

## Símbolos

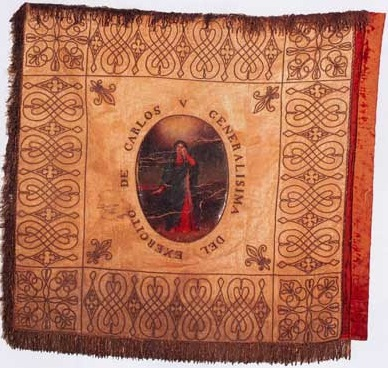
«La Generalísima».

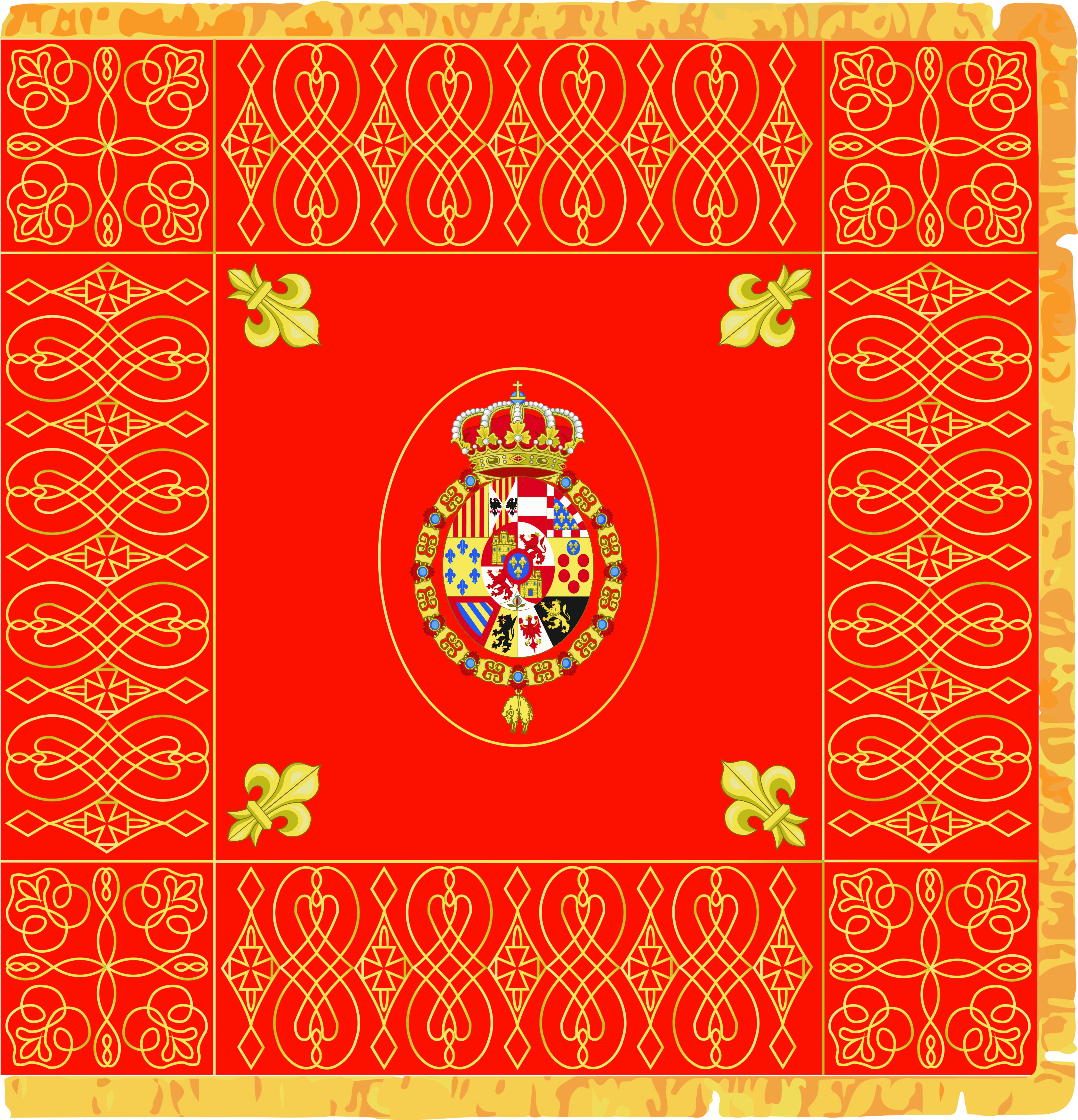
Reverso la Generalísima con el escudo de armas de Carlos María Isidro de Borbón

- Lema: «Dios, Patria, Rey», con la posterior adición de «fueros» (ya en el siglo XX) en Dios, Patria, Fueros, Rey.
- Banderas: Durante la primera guerra carlista, el llamado «Estandarte Real», también conocido como «la Generalísima», con el Escudo Real por un lado y la imagen de Virgen de los Dolores por el otro, bordada por la esposa de Don Carlos. A partir la tercera guerra carlista, la bandera rojigualda española, a menudo con el lema de «Dios, Patria, Rey» o el Sagrado Corazón de Jesús bordado. A finales del siglo XIX se empezaron a usar también banderas con la borbónica flor de lis, banderas regionales como la señera catalana y, desde 1935 (creada en principio como emblema del Requeté), la Cruz de Borgoña en rojo sobre fondo blanco (que había sido el pabellón militar español durante el Siglo de Oro).
- Himno: Desde la década de 1930, la Marcha de Oriamendi en su versión castellana, compuesta por Ignacio Baleztena. Anteriormente había sido himno carlista en toda España durante el primer tercio del siglo XX la Entrada de Don Carlos. También solía ser interpretada en los actos carlistas la Marcha Real y el Himno a los mártires de la bandera tradicional, además de otros himnos regionales como el Gernikako Arbola.[163]

### La boina carlista

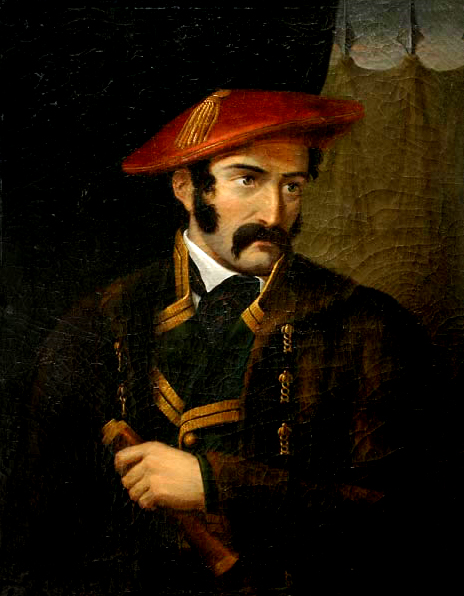
Retrato de Tomás Zumalacárregui luciendo una boina roja.

Usada por el Ejército de Don Carlos durante la primera guerra carlista debido al triunfo del alzamiento por el pretendiente en Navarra, la boina se convertiría pronto en uno de los símbolos de identidad del carlismo. En la Guerra de los Matiners la emplearon también los voluntarios catalanes comandados, entre otros, por Borges y Marsal. En 1869 un navarro escribía al diario La Regenereción una carta informando sobre la historia de esta prenda, en la que decía:

Se ignora su origen, pero viene de siglos remotos. Su uso estaba limitado al antiguo reino de Navarra en ambas vertientes del Pirineo, y nunca se extendió por el Norte mas allá de Bayona, y por el Mediodía tampoco pasaba más al centro que a las aldeas de Pamplona. En Guipúzcoa, Álava y Vizcaya no era usada la boina sino por algunos canteros, y otros de Navarra alta y baja que pasaban a trabajar a esas provincias. 

Nunca se llamó boina, sino chapela, nombre vascongado, y el de boina se le puso al principio de la guerra civil. 
Al empezarse a vestir las tropas de D. Carlos, la junta de Navarra acordó que en lugar de gorras de cuartel u otra cosa, llevasen boinas, y para esto no consultó más que la economía que proporcionaba, por una parte, su mucha duración y facilidad de limpiarse, y por otra la circunstancia de que muchos se presentaban a servir con las boinas que traían de sus casas. 
De esta medida nació luego una especie de distinción en los cuerpos y categorías. El batallón de Guías de Navarra tenía boinas encarnadas con borla corta amarilla, y lo mismo la primera compañía de preferencia de los restantes. Estos llevaban boina azul, y el de granaderos se distinguía en tener blanca la borla. Los generales llevaban boina blanca con borla de oro larga. El estado mayor y la oficialidad de todos los cuerpos la llevaban encarnada con borla de oro ó de plata, larga, y ordinariamente lo mismo los empleados. 
En los batallones de Guipúzcoa había uno que llevaba boinas blancas, y conservando el verdadero nombre de chapela, le llamaban el batallón de chapel-churis, que quiere decir chapelas blancas. En las tropas de la Reina había también un batallón que vestía boinas encarnadas, y le llamaban batallón de chapel-gorris, que quiere decir chapelas coloradas.
En los paisanos el color de la boina no tenia significación ninguna antes, durante ni después de la guerra. Cada individuo usaba el color que le acomodaba, y ahora sucede lo mismo. (...)

Las boinas en Guipúzcoa, Álava y Vizcaya no se conocían antes de la guerra civil.

Durante la tercera guerra carlista los carlistas emplearon boinas blancas y rojas como parte de su uniforme, con un tamaño menor y de fabricación industrial, siendo la de color rojo la más extendida entre los batallones carlistas de Navarra. Carlos VII generalmente la usó de este color. Los carlistas siguieron usando esta prenda en tiempos de paz y la boina roja sería la característica externa más distintiva de las juventudes del Requeté, hasta el punto de que en la década de 1930 «boina roja» llegó a considerarse sinónimo de «requeté».

## Historiografía sobre el carlismo
Antes de la década de 1960 había dos líneas de historiografía sobre el carlismo centradas fundamentalmente en las guerras carlistas. Una, de tendencia liberal, se basaba en la obra de Antonio Pirala y llega hasta los trabajos de Vicens Vives, Seco Serrano y Miguel Artola. En la otra, escrita por los propios militantes carlistas, participaron autores como Francisco de Paula Oller, Reynaldo Brea, el conde de Melgar, el conde de Rodezno, Jaime del Burgo y Melchor Ferrer, escribiendo este último una obra de 30 volúmenes titulada «Historia del Tradicionalismo Español». En relación con el carlismo durante la época el franquismo destacó después desde esta misma línea historiográfica la obra de 29 volúmenes de Manuel de Santa Cruz (Alberto Ruiz de Galarreta) titulada «Apuntes y Documentos para la Historia del Tradicionalismo español 1939-1966».
Desde el final de la década de 1960, comenzó una nueva línea historiográfica vinculada al Partido Carlista de Carlos Hugo, de la que José Carlos Clemente y Evarist Olcina fueron los principales representantes. Elaboraron una reinterpretación del carlismo, según la cual este habría sido siempre, por encima de las reivindicaciones monárquicas y religiosas, «un movimiento eminentemente popular y anticapitalista contrario al oligárquico y centralista Estado liberal». A este respecto, desde posiciones reivindicadores del tradicionalismo carlista, Rodón Guinjoan afirmó que los esfuerzos de disociar los conceptos de carlismo y tradicionalismo desde la década de 1970 son «fruto de una época en que la demagogia y las tergiversaciones conceptuales han gozado de una excesiva tolerancia en este ámbito historiográfico».
Otros historiadores no vinculados al movimiento carlista han analizado el fenómeno del carlismo en el siglo XX desde el análisis científico. Algunos de los autores destacados en este ámbito son Jaume Torras, Julio Aróstegui y Martin Blinkhorn. En la década de 1990 apareció otra, articulada en torno a la revista Aportes, dirigida por Alfonso Bullón de Mendoza, que recuperó la línea historiográfica carlista de Ferrer o del Burgo, pero desde planteamientos científicos.
En Cataluña el estudio del carlismo contó con las aportaciones de Torras, Fontana o Pascual, pero luego perdió interés. Sin embargo, desde el final de la década de 1980 han aparecido numerosos artículos, libros y dosieres en revistas de historia y seminarios. Pere Anguera escribió trabajos sobre el carlismo catalán en la primera mitad del siglo XIX. Igualmente se han hecho muchas tesis doctorales que cubren todo el carlismo catalán del siglo XIX. Sobre el carlismo político durante la Restauración han destacado las obras de Jordi Canal.